# Canberra
Canberra [ˈkænbɹə] ⓘ ist die Hauptstadt Australiens. Sie ist die achtgrößte und die größte im Landesinneren liegende Stadt des Staats. Sie befindet sich im Australian Capital Territory (ACT), 248 km südwestlich von Sydney und 654 km nordöstlich von Melbourne. 1908 wurde die Planhauptstadt Canberra als Kompromisslösung der Rivalität zwischen Melbourne und Sydney bestimmt. Nach einem internationalen Städtebauwettbewerb entschied die australische Bundesregierung sich für den Entwurf der amerikanischen Architekten Walter Burley Griffin und Marion Mahony Griffin. Die Bauarbeiten begannen wenige Wochen vor der offiziellen Stadtgründung am 13. März 1913, den Status als Hauptstadt erhielt Canberra am 9. Mai 1927.
Die Struktur des Stadtzentrums beruht auf geometrischen Motiven wie Kreisen, Sechsecken und Dreiecken. Diese Planstadt ist auf Achsen ausgerichtet, welche sich an topographischen Landmarken im ACT orientieren, insbesondere dem Stausee Lake Burley Griffin. Das Design ist von den Prinzipien der Gartenstadtbewegung beeinflusst und bezieht bedeutende Bereiche mit natürlicher Vegetation mit ein. Wurde die Entwicklung der Stadt durch den Ersten Weltkrieg und die Weltwirtschaftskrise noch erheblich gebremst, so setzte nach dem Zweiten Weltkrieg ein starkes Bevölkerungswachstum ein, das bis heute anhält. Als Hauptstadt ist Canberra Sitz der Verfassungsorgane des australischen Staatswesens mitsamt deren Ministerien, Verwaltungen und Gerichten. Diese generieren den Hauptteil des Bruttosozialprodukts und sind auch der größte Arbeitgeber. Außerdem haben zahlreiche soziale, wissenschaftliche und kulturelle Institutionen von nationaler Bedeutung ihren Sitz in Canberra.
Canberra hat keinen Stadtrat und keine eigene Stadtverwaltung wie andere australische Städte. Die Australian Capital Territory Legislative Assembly nimmt sowohl die Rolle eines Stadtrates für Canberra als auch die einer Territorialregierung für das übrige Hauptstadtterritorium wahr. Die überwiegende Mehrheit der Bevölkerung des Territoriums wohnt in Canberra selbst, weshalb die Stadt dennoch der Hauptschwerpunkt der territorialen Regierungstätigkeit ist. Die Bundesregierung behält die Autorität über das Territorium und kann lokale Gesetze aufheben. Über die National Capital Authority übt sie weiterhin großen Einfluss auf Planungsentscheidungen in der Stadt aus.

## Geographie

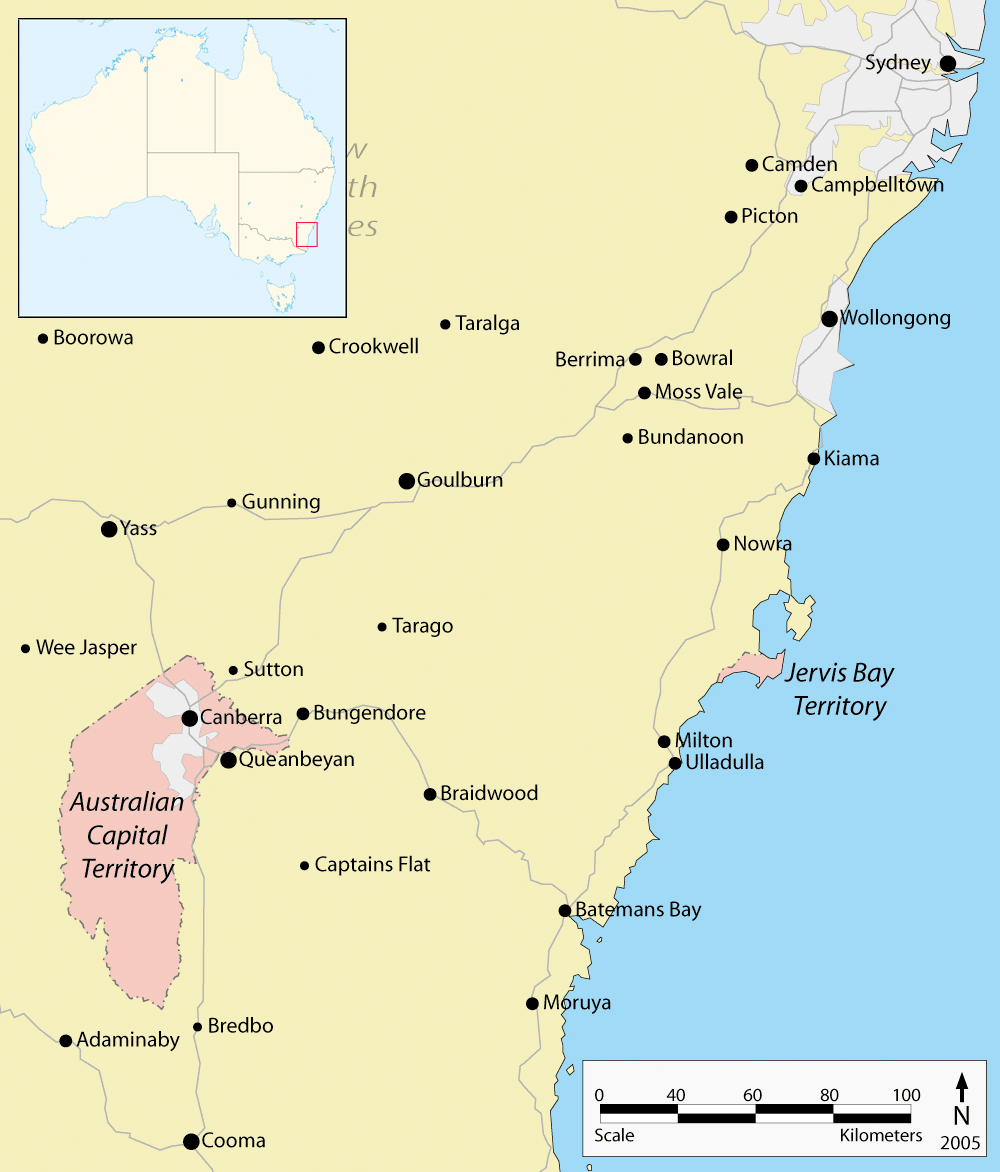
Lage Canberras in Australien

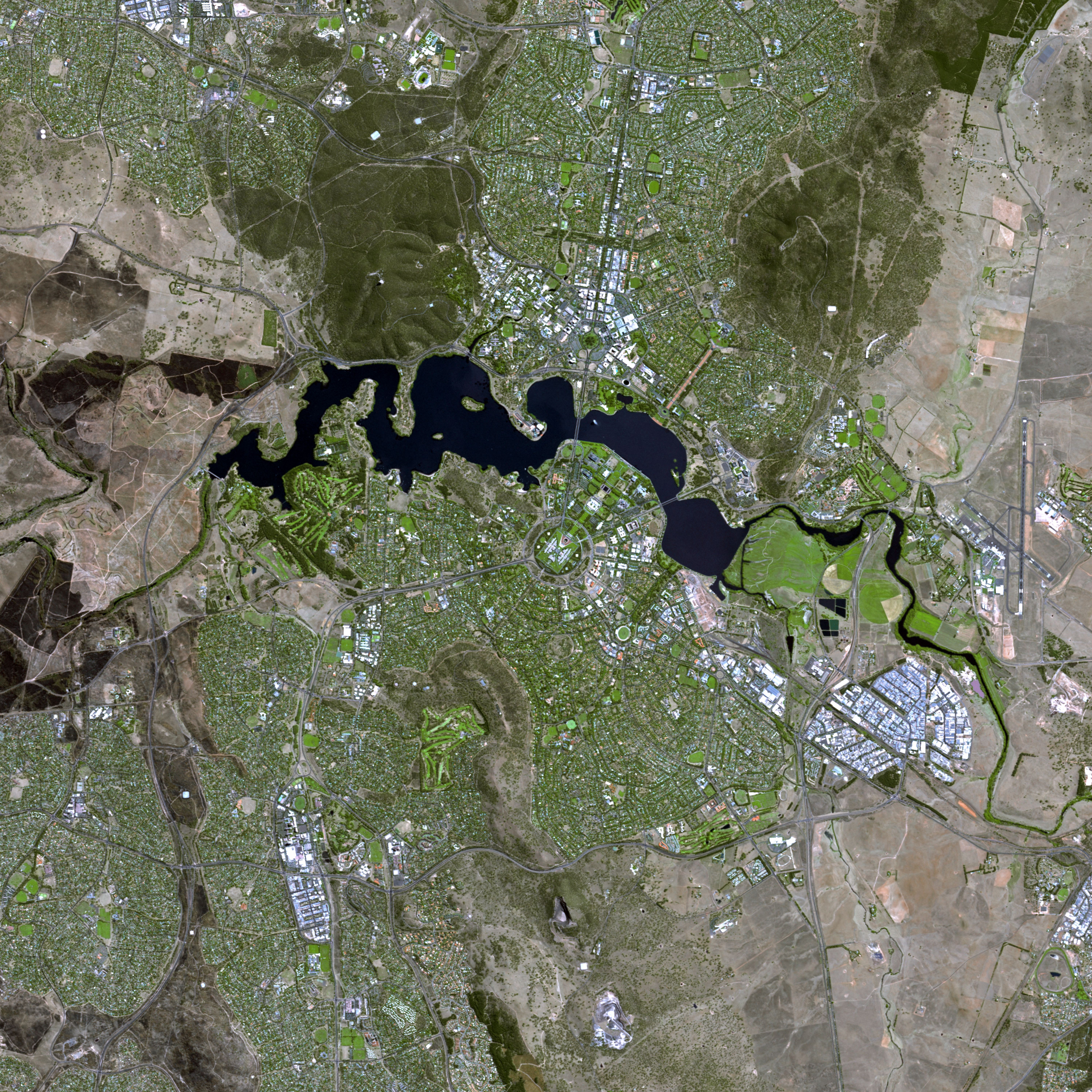
Aufnahme des Spot-Satelliten

Canberra bedeckt eine Fläche von 814,2 km² und liegt etwas östlich der Brindabella Range, einem Teil der Snowy Mountains, rund 150 km von der australischen Ostküste entfernt. Das Stadtgebiet, das etwa einen Viertel der Fläche des Australian Capital Territory (ACT) entspricht, befindet sich im nordöstlichen Teil des ACT auf einer Höhe von durchschnittlich 580 Metern über Meer. Der höchste Punkt ist der Gipfel des Hügels Mount Majura auf 888 m. Weitere bedeutende Hügel sind der Mount Taylor (856 m), der Mount Ainslie (843 m), der Black Mountain (812 m) und der Mount Stromlo (770 m).
Der Molonglo River teilt die Stadt in zwei etwa gleich große Hälften. Dieser Fluss wird vom Scrivener-Damm zum Lake Burley Griffin gestaut, einer großen Wasserfläche im Stadtzentrum, die eine Länge von 11 km und eine Breite von bis zu 1,2 km erreicht. Bis zum Aufstauen des Sees verursachte der Molonglo River vereinzelt verheerende Überschwemmungen. Er mündet nordwestlich von Canberra in den Murrumbidgee River, einen Nebenfluss des Murray River. Mehrere kleinere Flüsse im Stadtgebiet oder unweit davon münden in den Molonglo oder den Murrumbidgee. Dazu gehören der Queanbeyan River, der Cotter River, der Jerrabomberra Creek und der Yarralumla Creek. Der Ginninderra Creek und der Tuggeranong Creek werden zum Lake Ginninderra bzw. Lake Tuggeranong gestaut.
Das umliegende Buschland ist heute eine Mischung aus Savannen, Strauchgehölzen, Sümpfen und trockenen Wäldern, die zu einem bedeutenden Teil im Canberra-Naturpark zusammengeschlossen sind. Der einst fast vollständig aus Eukalypten bestehende heimische Wald in der Region diente als Brennstoff- und Bauholzressource. Die Forstwirtschaft begann 1915 mit Versuchen an einer Reihe von Arten, darunter Pinus radiata an den Hängen des Mount Stromlo. Anfang der 1960er Jahre hatte die Abholzung den Eukalyptus dezimiert, und die Sorge um die Wasserqualität führte zur Sperrung der Wälder. Seither sind die Plantagen ausgeweitet worden, mit dem Vorteil, dass die Erosion im Einzugsgebiet des Cotter River verringert wurde. Heute sind die Wälder beliebte Naherholungsgebiete.
Die Bevölkerung des ACT lebt fast ausschließlich in Canberra. Im ländlichen Teil des ACT gibt es lediglich ein paar Gehöfte und Dörfer mit zusammen etwas mehr als 5000 Einwohnern. Die größten Siedlungen sind Williamsdale, Naas, Uriarra Village, Tharwa und Hall. Zehn Kilometer südöstlich des Stadtzentrums, unmittelbar an der Grenze des ACT, liegt im Bundesstaat New South Wales die Stadt Queanbeyan mit rund 36.000 Einwohnern.

### Klima
Canberra hat ein gemäßigtes ozeanisches Klima (effektive Klimaklassifikation: Cfb). Aufgrund der Höhenlage und der Entfernung zur Küste gibt es vier unterschiedliche Jahreszeiten, das Klima ist aber trockener als in den Städten an der Küste. Ursache dafür ist die Lage der Stadt im Regenschatten der Brindabella Range. Das Klima zeichnet sich durch heiße bis warme, trockene Sommer und (für australische Verhältnisse) kühle bis kalte Winter mit dichtem Nebel und häufig auftretendem Frost aus.
Die höchste je gemessene Temperatur war 44,0 °C am 4. Januar 2020. Drei Tage zuvor maß man in Canberra den schlechtesten Luftqualitätsindex aller Großstädte weltweit. Beides waren Folgen der verheerenden Buschbrände in Australien 2019/2020 und der damit verbundenen starken Rauchentwicklung.
Die tiefste je gemessene Temperatur betrug −10,0 °C am 11. Juli 1971. Schnee fällt durchschnittlich ein- bis zweimal jährlich, die Menge ist jedoch gering und jeweils nach kurzer Zeit wieder geschmolzen. Zwischen Oktober und März können Gewitter auftreten, der meiste Regen fällt im Frühling und im Sommer. Allgemein bläst der Wind nicht besonders stark. Die nachfolgende Tabelle zeigt die durchschnittlichen Klimawerte der Jahre 1981 bis 2010:
|                        | Jan  | Feb  | Mär  | Apr  | Mai  | Jun  | Jul  | Aug  | Sep  | Okt  | Nov  | Dez  |   |       |
| Mittl. Temperatur (°C) | 21,2 | 20,7 | 17,9 | 13,8 | 10,0 | 6,9  | 6,0  | 7,4  | 10,2 | 13,2 | 16,4 | 19,1 | ⌀ | 13,5  |
| Mittl. Tagesmax. (°C)  | 28,7 | 27,7 | 24,8 | 20,5 | 16,3 | 12,5 | 11,8 | 13,5 | 16,6 | 19,9 | 23,3 | 26,3 | ⌀ | 20,1  |
| Mittl. Tagesmin. (°C)  | 13,7 | 13,6 | 10,9 | 7,1  | 3,7  | 1,3  | 0,2  | 1,3  | 3,8  | 6,4  | 9,5  | 11,9 | ⌀ | 6,9   |
|                        |      |      |      |      |      |      |      |      |      |      |      |      |   |       |
| Niederschlag (mm)      | 58,5 | 56,4 | 50,7 | 46,0 | 44,4 | 40,4 | 41,4 | 46,2 | 52,0 | 62,4 | 64,4 | 53,2 | Σ | 616   |
|                        |      |      |      |      |      |      |      |      |      |      |      |      |   |       |
| Sonnenstunden (h/d)    | 9,5  | 9,1  | 8,1  | 7,3  | 6,0  | 5,2  | 5,8  | 7,0  | 7,7  | 8,6  | 8,9  | 9,4  | ⌀ | 7,7   |
|                        |      |      |      |      |      |      |      |      |      |      |      |      |   |       |
| Regentage (d)          | 7,3  | 6,7  | 6,9  | 7,3  | 8,4  | 9,8  | 10,5 | 11,1 | 10,2 | 10,4 | 9,8  | 7,7  | Σ | 106,1 |
|                        |      |      |      |      |      |      |      |      |      |      |      |      |   |       |
| Luftfeuchtigkeit (%)   | 59   | 62   | 64   | 69   | 76   | 78   | 77   | 73   | 69   | 66   | 60   | 58   | ⌀ | 67,6  |

| 13,7 |

| 13,6 |

| 10,9 |

| 7,1 |

| 3,7 |

| 1,3 |

| 0,2 |

| 1,3 |

| 3,8 |

| 6,4 |

| 9,5 |

| 11,9 |

| 13,7 |

| 13,6 |

| 10,9 |

| 7,1 |

| 3,7 |

| 1,3 |

| 0,2 |

| 1,3 |

| 3,8 |

| 6,4 |

| 9,5 |

| 11,9 |

### Geometrie des Stadtzentrums

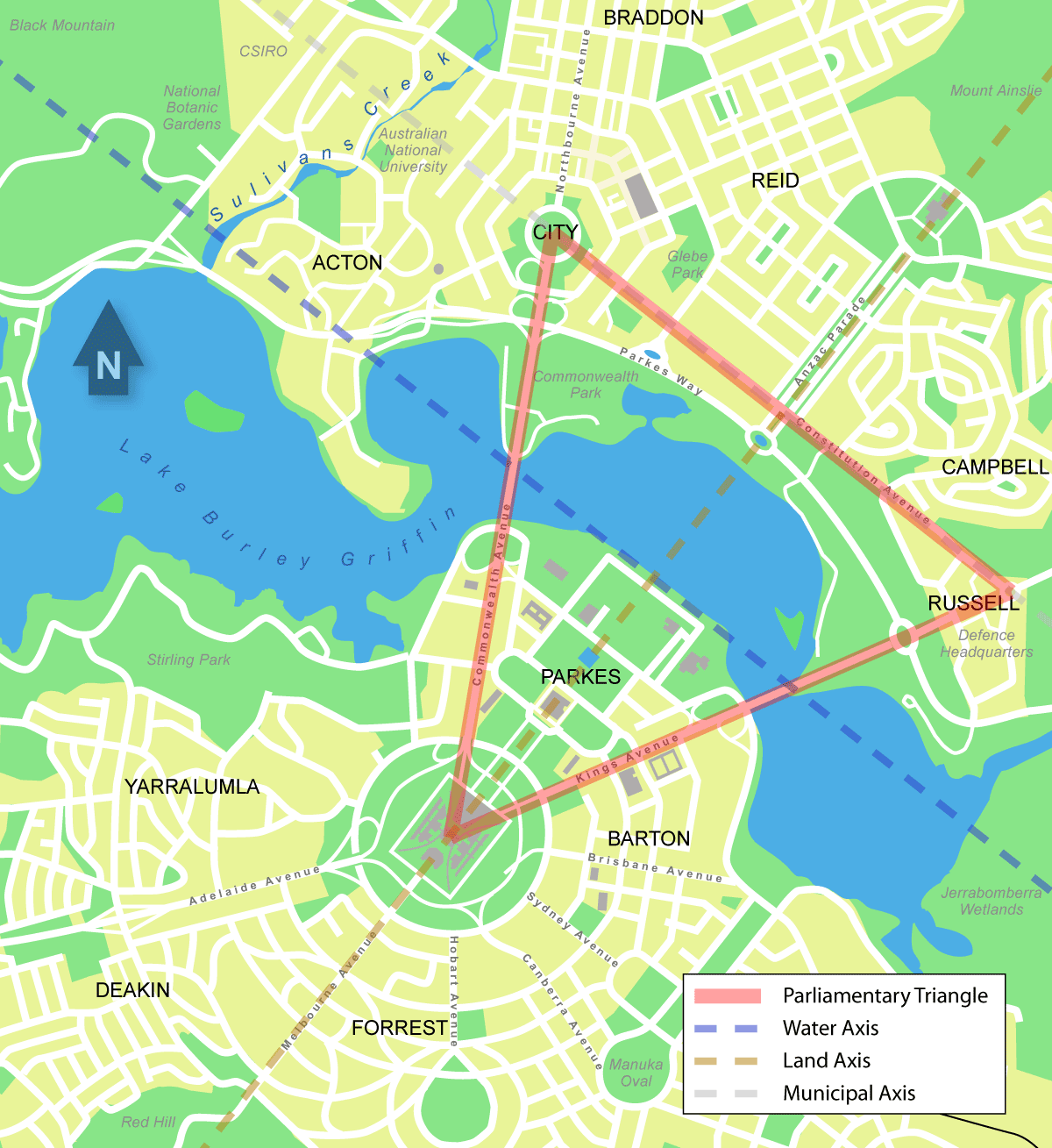
Das Zentrum von Canberra; gut zu erkennen sind die Achsen und der Parliamentary Triangle.

Canberra ist eine Planstadt, deren Innenstadtbereich ursprünglich vom amerikanischen Architekten Walter Burley Griffin entworfen wurde (assistiert von seiner Ehefrau Marion Mahony Griffin). Im Stadtzentrum beidseits des Lake Burley Griffin folgen die Hauptstraßen eher einem Rad-und-Speichen-Muster als einem Raster. Griffins Stadtentwurf weist eine Fülle geometrischer Formen auf, darunter konzentrische sechseckige und achteckige Straßenmuster, die von mehreren Radien ausstrahlen. Die später entstandenen Außenbezirke der Stadt sind hingegen nicht geometrisch gegliedert.
Der Lake Burley Griffin ist bewusst so gestaltet worden, dass sich seine Ausrichtung auf verschiedene topographische Orientierungspunkte in Canberra bezieht. Eine senkrecht zum zentralen Becken (Central Basin) stehende „Landachse“ (land axis) erstreckt sich vom Capital Hill – dem Standort des neuen Parlamentsgebäudes – nordnordostwärts über das Nordufer hinweg und entlang der repräsentativen ANZAC Parade zum Australian War Memorial am Fuße des Mount Ainslie. Am südwestlichen Ende der Landachse erhebt sich der Bimberi Peak, der höchste Berg im Australian Capital Territory, etwa 52 km südwestlich von Canberra in der Brindabella Range.
Die Sehne des Kreissegments, welches das zentrale Becken des Lake Burley Griffin bildet, verläuft rechtwinklig zur Landachse und bezeichnet die „Wasserachse“ (water axis). Sie erstreckt sich nach Nordwesten in Richtung Black Mountain. Eine parallel zur Wasserachse verlaufende Linie auf der Nordseite der Stadt bildet die „Stadtachse“ (municipal axis). Sie entspricht dem Verlauf der Constitution Avenue, die den City Hill im Geschäftszentrum Civic Centre mit dem Market Centre und dem Verteidigungsministerium auf dem Russell Hill verbindet. Die Commonwealth Avenue und die Kings Avenue verlaufen vom Capital Hill im Süden zum City Hill bzw. zum Market Centre im Norden und bilden den westlichen sowie den östlichen Rand des zentralen Beckens. Das von den drei Straßen umschlossene Gebiet heißt Parliamentary Triangle; dieses gleichseitige Dreieck bildet das Herzstück von Griffins Stadtentwurf.
Das Ehepaar Griffin wies dem Mount Ainslie, dem Black Mountain und dem Red Hill spirituelle Werte zu und plante ursprünglich, jeden dieser Hügel mit Blumen zu bepflanzen. Auf diese Weise sollte jeder Hügel mit einer einzigen, primären Farbe bedeckt werden, die seinen spirituellen Wert darstellt. Dieser Teil ihres Plans konnte nie verwirklicht werden, da der Erste Weltkrieg den Bau der Hauptstadt verlangsamte und Planungsstreitigkeiten zu Griffins Entlassung durch Premierminister Billy Hughes nach Kriegsende führten.

### Stadtstruktur

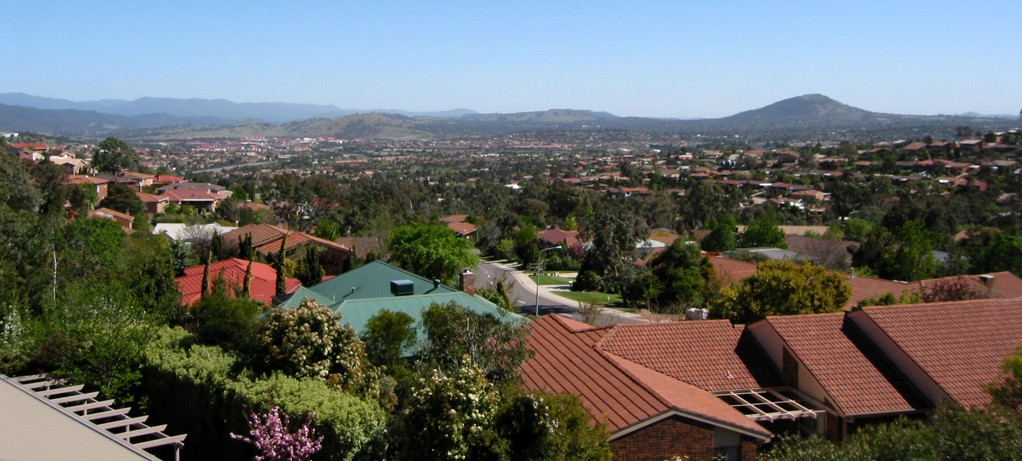
Blick auf Tuggeranong

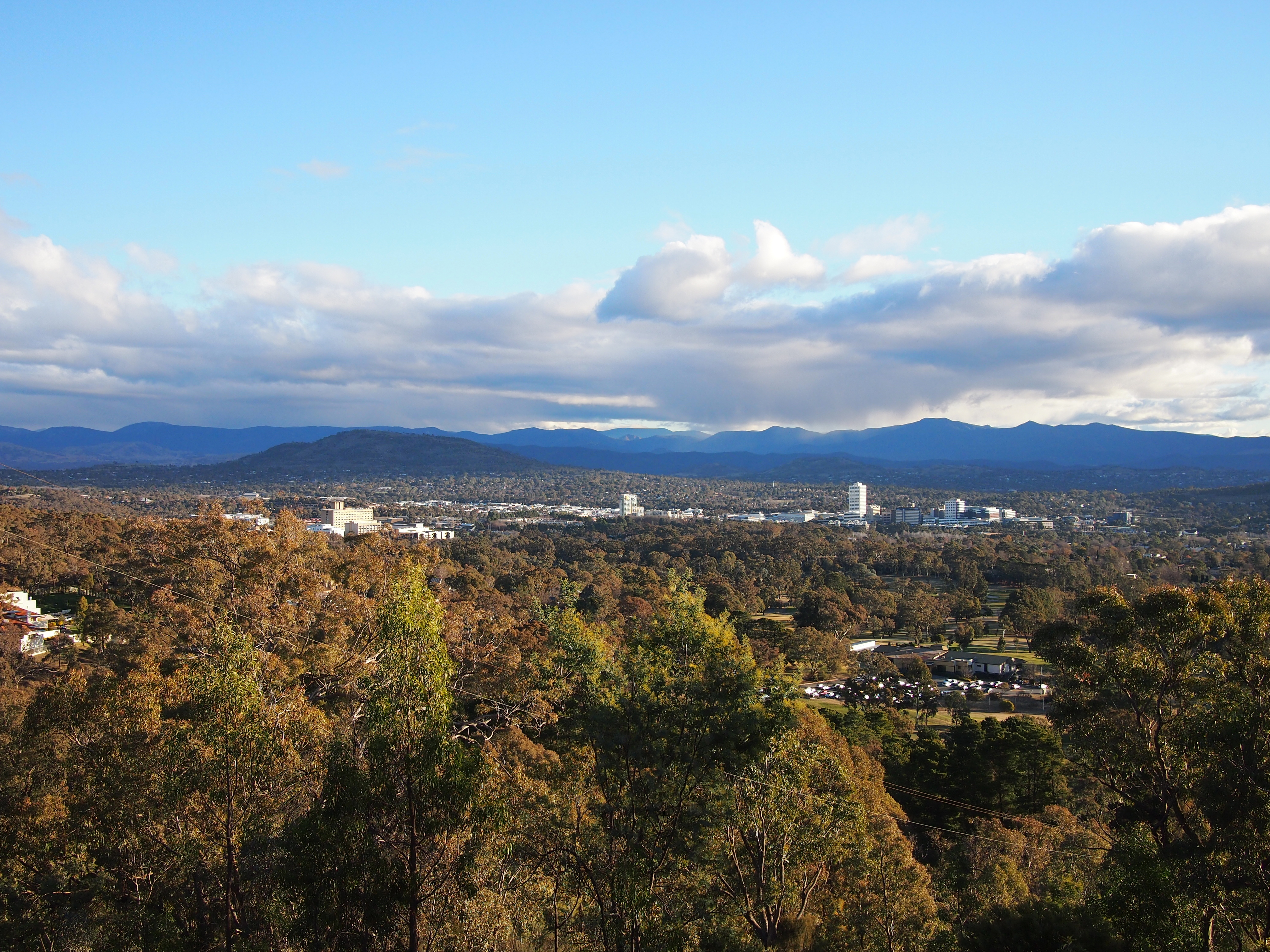
Blick auf Woden Valley

Die urbanen Gebiete von Canberra sind hierarchisch gegliedert. Es gibt sieben Stadtbezirke, von denen jeder in kleinere Stadtteile unterteilt ist, die unabhängig von ihrer Lage als „Vorort“ (suburb) bezeichnet werden. Praktisch alle dieser Vororte wiederum besitzen ein Stadtteilzentrum als Brennpunkt gewerblicher und sozialer Aktivitäten. Die Stadtbezirke wurden in dieser Reihenfolge besiedelt:
- Canberra Central (bestehend aus North Canberra und South Canberra), größtenteils in den 1920er und 1930er Jahren, Expansion bis in die 1960er Jahre, 25 Stadtteile
- Woden Valley, ab 1964, 12 Stadtteile
- Belconnen, ab 1966, 27 Stadtteile (davon zwei noch nicht entwickelt)
- Weston Creek, ab 1969, 8 Stadtteile
- Tuggeranong, ab 1974, 18 Stadtteile
- Gungahlin, ab 1993, 18 Stadtteile (davon drei noch nicht entwickelt)
- Molonglo Valley, ab 2010, 13 Stadtteile geplant

Canberra Central folgt weitgehend Griffins Plänen. 1967 beschloss die National Capital Development Commission einen neuen Überbauungsplan, den „Y-Plan“. Die weitere Stadtentwicklung basiert seitdem auf einer Reihe von durch Schnellstraßen miteinander verbundenen Einkaufs- und Gewerbezonen, die als town centres (Stadtzentren) bezeichnet werden. Die Anordnung dieser Zentren ähnelt der Form des Buchstabens Y. Tuggeranong bildet das untere Ende, während Belconnen und Gungahlin an den Enden der Arme des Y liegen. Die Stadtentwicklung ist streng reguliert, einerseits durch stadtplanerische Maßnahmen, andererseits durch einschränkende Nutzungsbestimmungen für Parzellen. Die Bundesregierung verpachtete das gesamte Land im Australian Capital Territory für die Dauer von 99 Jahren, wenngleich die Regierung des Territoriums die meisten Pachtverträge mittlerweile selbst verwaltet. Seit Beginn des 21. Jahrhunderts gibt es anhaltende Forderungen für eine Lockerung der Planungsrichtlinien.
Die meisten Stadtteile verfügen über kleinere Läden und liegen in der Nähe eines größeren Einkaufszentrums, das mehrere Stadtteile versorgt. Öffentliche Einrichtungen und Schulen befinden sich häufig in der Nähe dieser Läden oder Einkaufszentren. Viele Stadtteile sind nach berühmten Australiern und frühen Siedlern oder nach Aborigines-Bezeichnungen benannt. Die Straßennamen folgen meist einem bestimmten Muster; beispielsweise sind die Straßen in Duffy nach australischen Staudämmen benannt, jene in Page nach Biologen und Naturforschern. In Fyshwick, Mitchell und Hume gibt es jeweils eine Zone für Leichtindustrie. Auslandsvertretungen konzentrieren sich auf die Stadtteile Yarralumla, Deakin und O’Malley.

## Geschichte

### Vorgeschichte

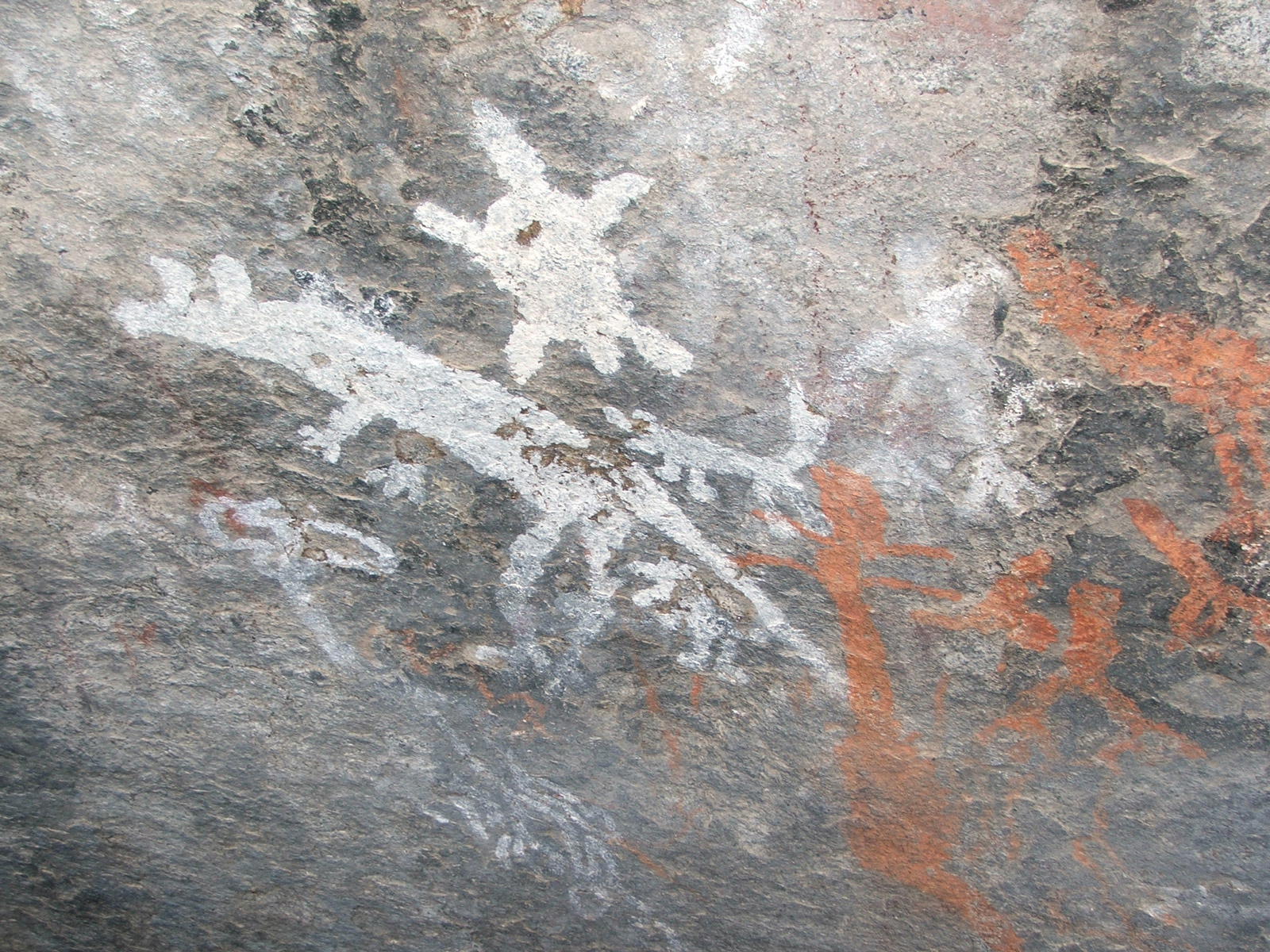
Felszeichnung im Namadgi-Nationalpark westlich der Stadt

Vor der europäischen Besiedlung lebten auf dem Gebiet des späteren Australian Capital Territory (ACT) seit Jahrtausenden verschiedene Stämme der Aborigines. Gemäß dem Anthropologen Norman Tindale waren die Ngunnawal die hier vorherrschende Gruppe. Die Ngarigo und die Walgalu lebten unmittelbar südlich davon, die Gandangara im Norden, die Wiradjuri im Nordwesten und die Yuin an der Küste. Mit archäologischen Grabungen am Birrigai-Abri im Tidbinbilla-Naturreservat konnte nachgewiesen werden, dass die Gegend seit mindestens 21.000 Jahren besiedelt ist. Es ist möglich, dass das Gebiet wesentlich länger bewohnt war, da Hinweise für eine Präsenz der Aborigines im Südwesten von New South Wales etwa 40.000 bis 62.000 Jahre zurückreichen. Eine weitere wichtige Fundstelle im Naturreservat ist das Bogong-Felsdach, die älteste bekannte Lagerstätte der Aborigines, die in der Nähe größerer Vorkommen von Bogong-Faltern (Agrotis infusa) liegt. Diese Nachtfalter waren eine wichtige Nahrungsquelle für die Bewohner der südlichen Australischen Alpen. Sie sammelten sie in Höhlen und Felsspalten jeweils zu Tausenden ein, rösteten sie in Sand oder Asche und verspeisten sie.
Darüber hinaus gibt es im gesamten ACT weitere Fundstellen wie Unterstände, Felsmalereien, Ansammlungen von Steinwerkzeugen oder entrindete Bäume. Am Mount Tidbinbilla scheinen lange Zeit Initiationsrituale vollzogen worden zu sein. Die Ngunnawal besaßen mindestens zwei Begräbnisstätten, wo die Toten in einigen Fällen auch in sitzender Position beigesetzt wurden. Die Aborigines waren Jäger und Sammler mit einer mündlich überlieferten Geschichte, die ihre Verbundenheit mit dem Land, die kulturelle Bedeutung einzelner Landschaftsformen und ihre eigene Herkunft erklärte. Allerdings sind nur ein Bruchteil dieser Erzählungen dokumentiert. Abgesehen von dem, was aus den archäologischen Fundstellen rekonstruiert werden kann, gibt es kaum Hinweise auf die Geschichte der Urbevölkerung vor Beginn der europäischen Besiedlung.

### Europäische Erforschung und Besiedlung
Das Wachstum der britischen Kolonie New South Wales führte zu einer steigenden Nachfrage nach Ackerland. Gouverneur Lachlan Macquarie unterstützte deshalb Expeditionen südlich von Sydney. Die erste führte 1818 entlang der Küste zur Jervis Bay. Es folgten weitere Forschungsreisen, die im Zusammenhang mit dem geplanten Bau einer Straße von Sydney zur Goulburn-Ebene standen. Charles Throsby, Joseph Wild und James Vaughan entdeckten 1820 den Lake George und den Yass River. Dabei dürften sie auch das Gebiet des ACT durchquert haben. Kurz darauf startete eine zweite Expedition: Charles Throsby Smith (Throsbys Neffe) erforschte zusammen mit Wild und Vaughan den Molonglo River und den Queanbeyan River. 1821 entdeckte er mit einer dritten Expedition auch den Murrumbidgee River. Auf dem Weg dorthin verfasste er die erste detaillierte Beschreibung jener Gegend, in der heute Canberra liegt. Die nächste bedeutende Expedition in die Region fand 1823 statt, als Wild von Major John Ovens und Captain Mark Currie den Auftrag erhielt, sie zum Murrumbidgee River zu führen. Sie reisten dem Fluss entlang nach Süden und gaben dem Gebiet, das heute als Tuggeranong bekannt ist, den Namen Isabella’s Plain – nach der zweijährigen Tochter des damaligen Gouverneurs Thomas Brisbane. 1824 berichtete der Botaniker Allan Cunningham, dass die Gegend für die Weidewirtschaft geeignet sei.

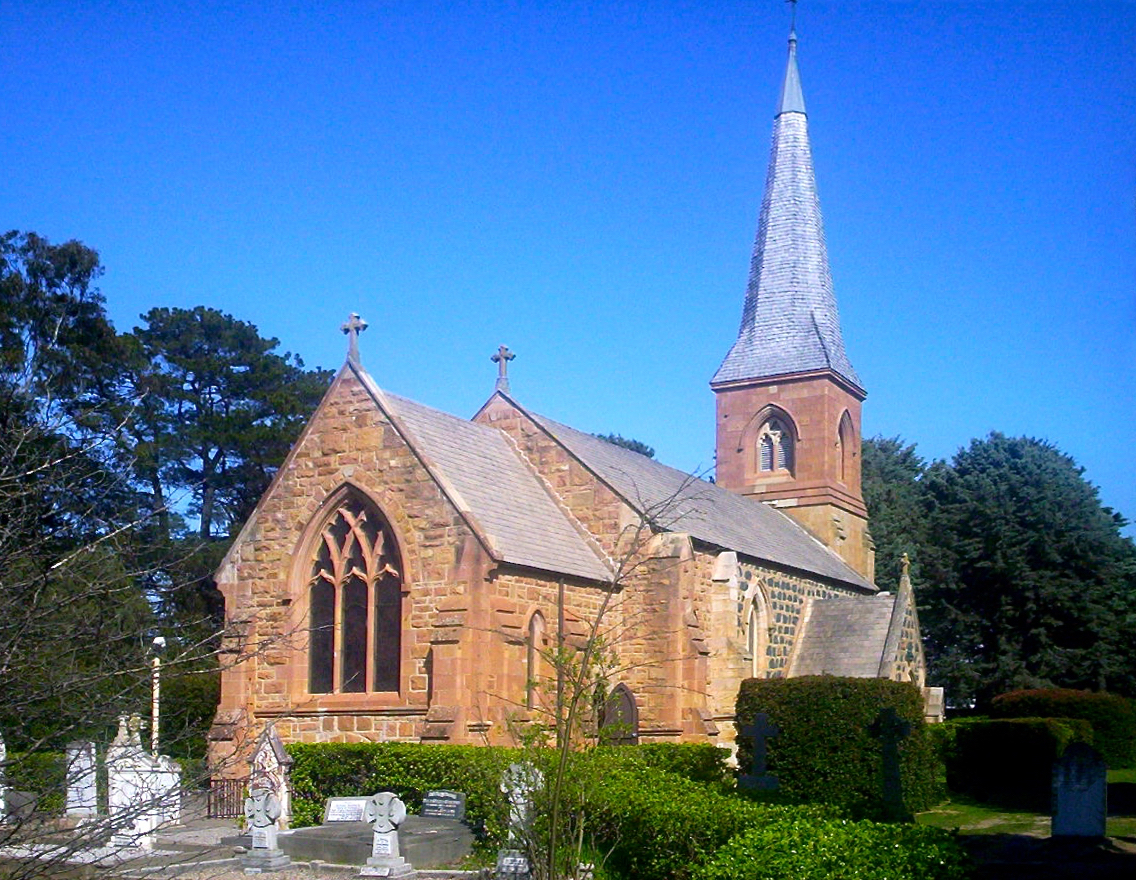
St John the Baptist (1845), Canberras erste Kirche

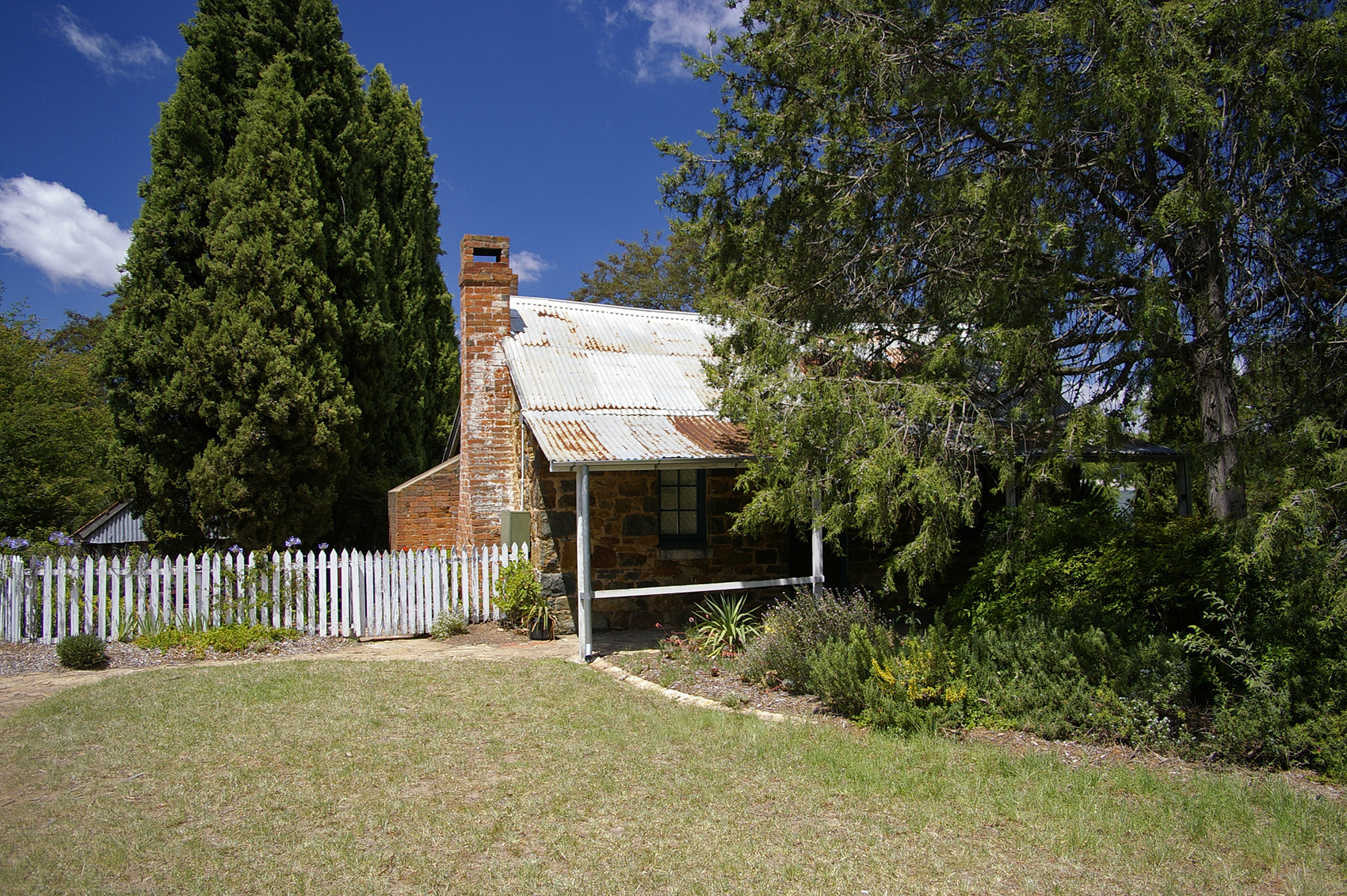
Blundells Cottage, eines der ältesten Gebäude der Stadt

Die Besiedlung durch Europäer setzte 1824 ein, als von Joshua John Moore angestellte Viehhüter ein Gehöft in jener Gegend errichteten, die heute die Acton-Halbinsel am Lake Burley Griffin bildet. Moore erwarb 1826 das Grundstück formell, suchte es aber nie persönlich auf. Es war etwa vier Quadratkilometer groß und umfasste einen großen Teil des heutigen North Canberra. Er nannte seinen Besitz Canberry, woraus sich später Canberra entwickelte. Der Name soll vom Wort Kambera in der Sprache der Ngunnawal abgeleitet sein und „Treffpunkt“ bedeuten, wobei es dafür keine eindeutigen Belege gibt. Eine in den 1860er Jahren vom Zeitungsverleger John Gale aus Queanbeyan aufgestellte These besagt, dass der Ortsname von nganbra oder nganbira abstamme. Dies bedeute „Hohlraum zwischen den Brüsten einer Frau“ und beziehe sich auf die Flussebene des Sullivans Creek zwischen dem Mount Ainslie und dem Black Mountain.
Weitere Gehöfte entstanden, die zu Beginn nicht von den Besitzern selbst bewohnt wurden, sondern von angestellten Arbeitern. Doch wenig später ließen sich auch Familien nieder. Einzelne Familien erreichten in der Region einen gewissen sozialen Status. Besonders einflussreich waren die aus Schottland stammenden Campbells, deren Oberhaupt Robert Campbell einst der erste Händler in Sydney gewesen war. Zu ihrem umfangreichen Besitz gehörten unter anderem das Duntroon House (die heutige Offiziersmesse des Royal Military College) und der Landsitz Yarralumla (heute das Government House, die Residenz des Generalgouverneurs). Unweit von Duntroon entstanden 1845 die erste Schule und unmittelbar daneben die St John the Baptist Church, die älteste Kirche der späteren Stadt.
Administrativ gehörten die verstreuten Siedlungen zum Parish Canberra im Murray County von New South Wales. Sträflingsarbeit war anfangs weit verbreitet und die ersten Bushranger waren entlaufene Sträflinge. Die allgemeine Gesetzlosigkeit führte im November 1837 zur Ernennung des ersten ortsansässigen Magistraten, der die rechtlichen Angelegenheiten überwachte und Lizenzen für den Alkoholausschank erteilte. Der Goldrausch im nahe gelegenen Kiandra Ende der 1850er Jahre führte zu einem bedeutenden Zustrom von Einwohnern und zu einer markanten Zunahme wirtschaftlicher Aktivität. Das Unternehmen Cobb & Co. richtete Postkutschenkurse nach Sydney ein, 1859 wurde das erste Postamt in der Gegend eröffnet. Im Jahr 1860 entstand das Blundells Cottage, das älteste noch erhaltene Wohnhaus der Stadt.
Während der ersten zwanzig Jahre der Besiedlung gab es nur begrenzte Kontakte zwischen den Siedlern und den Aborigines. Der Ansturm der Goldsucher durch die Brindabella Range in das Kiandra-Gebiet führte zu Konflikten und zu einer Dezimierung der Urbevölkerung durch Krankheiten wie Pocken und Masern. Die Ngunnawal und andere Ureinwohner hörten in den 1860er Jahren praktisch auf, als zusammenhängende und unabhängige Gemeinschaften zu existieren, die an ihren traditionellen Lebensweisen festhielten. Die wenigen Überlebenden zogen entweder in die Siedlungen oder wurden in weiter entfernte Reservate umgesiedelt. Von den Kindern erwartete man, dass sie sich assimilierten. Das Volk der Ngunnawal wurde in der Folge oft als „ausgestorben“ betrachtet. In einer Situation, die jener der Tasmanier ähnelt, identifizieren sich Menschen mit Ansprüchen auf die Ngunnawal-Abstammung weiterhin als solche. Es herrscht jedoch in der Gemeinschaft selbst Uneinigkeit darüber, wer zu Recht als Angehöriger des Ngunnawal-Volkes angesehen werden kann.

### Suche nach einem Standort für die Bundeshauptstadt
Zu Beginn der 1890er Jahre begannen ernsthafte Debatten über den Zusammenschluss der selbstverwalteten britischen Kolonien auf dem australischen Kontinent. Ein Knackpunkt war vor allem die Frage der zukünftigen Hauptstadt, da sowohl Melbourne als auch Sydney diesen Status für sich beanspruchten. Henry Parkes, ein prominenter Politiker aus New South Wales, befürwortete eine Hauptstadt auf „neutralem Boden“ und schlug als Kompromiss die an der Grenze zu Victoria gelegene Stadt Albury vor. 1898 fanden in vier der Kolonien – New South Wales, Victoria, South Australia und Tasmanien – Volksabstimmungen über den Verfassungsentwurf statt. Zwar stimmte in allen Kolonien eine Mehrheit dafür, doch New South Wales verfehlte die erforderliche Mindestanzahl an Ja-Stimmen knapp. Bei einer anschließenden Konferenz der Premierminister deutete George Reid an, dass die Ansiedlung der Hauptstadt auf dem Gebiet von New South Wales ausreichend sein würde, um die erforderliche Zustimmung bei der zweiten Volksabstimmung sicherzustellen. Daraufhin wurde Artikel 125 der zukünftigen Verfassung so geändert, dass die Hauptstadt nördlich des Murray River in New South Wales liegen müsse, aber mindestens 100 Meilen (160,9 km) von Sydney entfernt. Außerdem sollte Melbourne der vorläufige Regierungssitz sein (jedoch nicht als „Hauptstadt“ bezeichnet werden), bis ein Standort für die neue Hauptstadt festgelegt war.

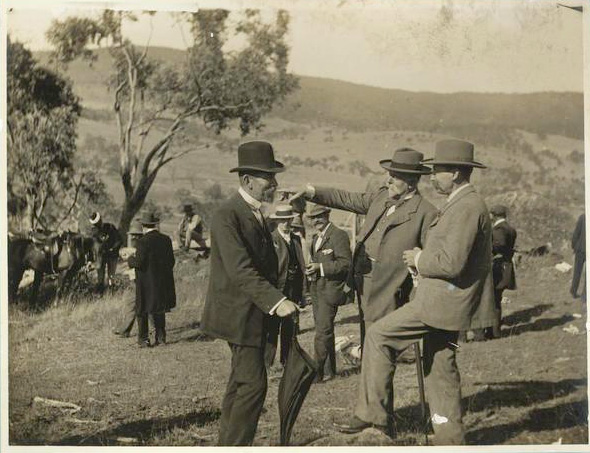
Senatoren besichtigen den möglichen Hauptstadt-Standort Tumut westlich von Canberra.

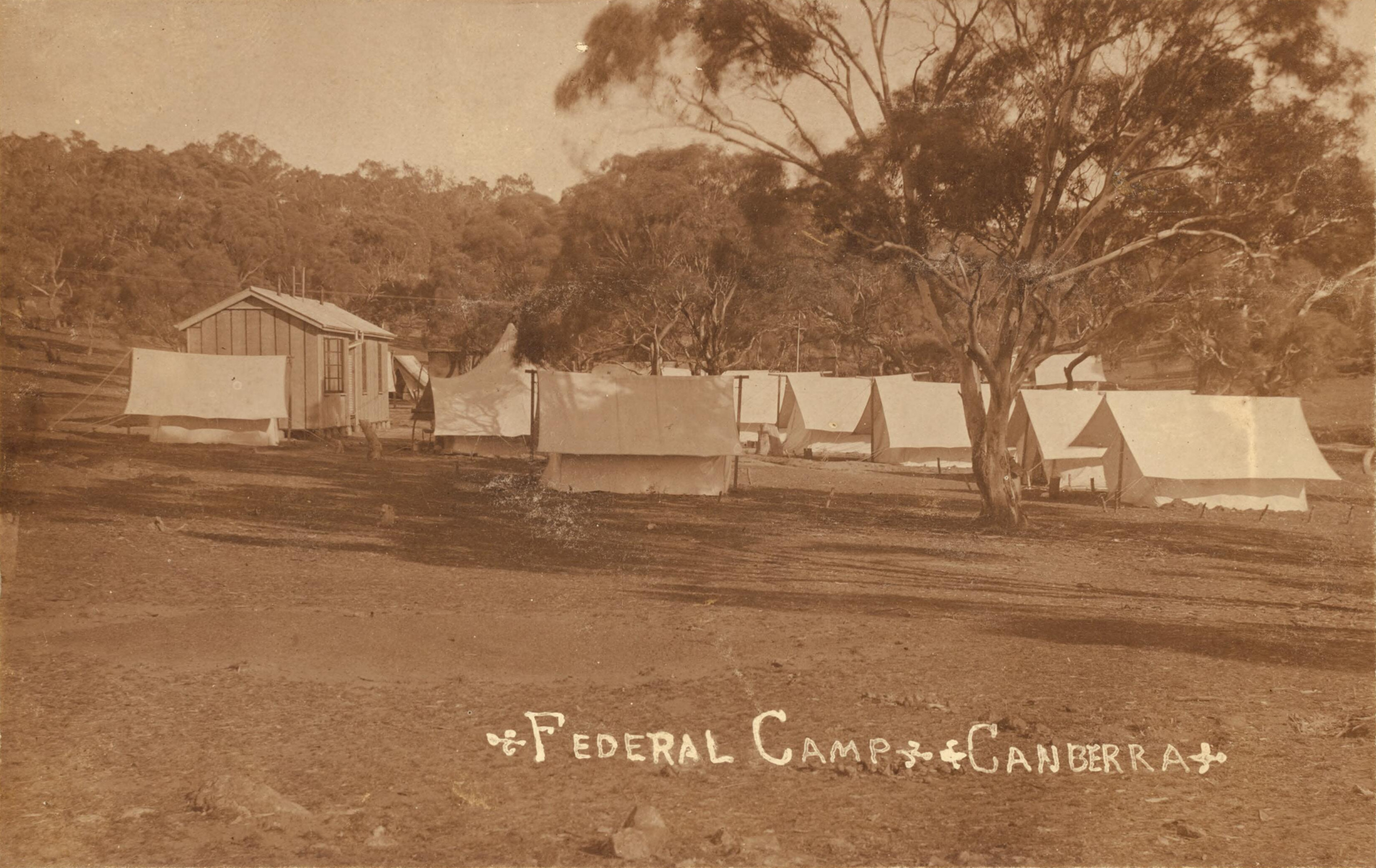
Das Lager der staatlichen Landvermesser

Allerdings blieb damit die Frage offen, wo die Hauptstadt angesiedelt werden sollte. Anfänglich war der Bezirk Bombala ganz im Süden von New South Wales ein aussichtsreicher Kandidat, bald darauf waren auch die Region Monaro (die Bombala mit einschloss), Orange und Yass im Gespräch. Der Premierminister von New South Wales, John See, bot an, die empfohlenen Standorte für ein künftiges Bundesterritorium zur Verfügung zu stellen. Edmund Barton, der erste Premierminister von ganz Australien, fügte dieser Liste vier weitere Standorte hinzu: Albury, Tamworth, Armidale und Tumut. Regierungsmitglieder besichtigten 1902 diese Orte. Da sie sich nicht einig waren, beschlossen sie, das Problem an eine königliche Kommission zu delegieren. Innenminister William Lyne drängte auf Tumut oder Albury, da er einen Ort in seinem Wahlkreis bevorzugte. In der Folge legte die Kommission 1903 dem Parlament ihren Bericht vor, in dem sie die Standorte Albury, Tumut und Orange in dieser Reihenfolge empfahl. Das Repräsentantenhaus sprach sich für Tumut aus, der Senat bevorzugte jedoch Bombala. Infolge dieser Uneinigkeit scheiterte der Gesetzesentwurf, weshalb sich das Parlament nach der Neuwahl erneut damit befassen musste.
Das neue Parlament trat 1904 zusammen und erzielte einen Kompromiss, indem es sich für Dalgety entschied, das wie Bombala in der Region Monaro liegt. Mit der Verabschiedung des Seat of the Government Act 1904 schien die Angelegenheit geregelt zu sein. Doch die Regierung von New South Wales protestierte energisch gegen diesen Beschluss und war nicht gewillt, das von der Bundesregierung geforderte Territorium abzutreten. Sie war der Meinung, dass dieses kleine Dorf zu nahe bei Melbourne liege. Schließlich stimmte New South Wales 1906 der Abtretung von Land in der Region um Yass und Canberra zu, die näher bei Sydney liegt. Nach einem Rundgang mehrerer Abgeordneter durch die Region wurde 1908 eine neue Abstimmung im Bundesparlament einberufen, bei der elf Standorte nominiert waren. Zunächst blieb Dalgety in der Spitzenposition, aber im achten Wahlgang trat Yass/Canberra als neuer Spitzenreiter hervor und wurde im neunten Wahlgang bestätigt. Daraufhin verabschiedete das Parlament den neuen Seat of Government Act 1908, der das Gesetz von 1904 ersetzte.
Der staatliche Landvermesser Charles Scrivener (der bereits Dalgety vorgeschlagen hatte) begab sich im selben Jahr ins Dreieck Canberra–Yass–Lake George, um eine geeignete Stelle zu kartografieren. Nach ausgiebiger Untersuchung entschied er sich für Canberra. 1909 erließ New South Wales die gesetzlichen Grundlagen für die Schaffung des Bundesterritoriums. Zwei Gesetze übertrugen Gebiete im Murray County und im Cowley County sowie acht Parzellen an der Jervis Bay an den Bund. Alle privaten Grundstücke in dem aufgegebenen Gebiet mussten vom Bund erworben werden, was die Spekulation unterband. Sie werden seither im Erbbaurecht (leasehold) verpachtet.
Der Seat of Government (Administration) Act 1910 schuf den rechtlichen Rahmen für das Territorium. Er sah vor, dass die Gesetze im Territorium vom Bund und die Verordnungen vom Generalgouverneur erlassen werden konnten. Mit dem Inkrafttreten des Gesetzes am 1. Januar 1911 entstand offiziell das Federal Capital Territory (seit 1938 als Australian Capital Territory bezeichnet). Das Gesetz bildete die verfassungsmäßige Grundlage für die Rechtsetzung im ACT bis zur Gewährung der Selbstverwaltung im Jahr 1989. Innenminister King O’Malley, der für die Gesetzgebung zur Schaffung des ACT verantwortlich gewesen war, brachte 1910 mit Erfolg einen Gesetzesentwurf durch das Parlament, der das Territorium zu einer alkoholfreien Zone erklärte. Das umstrittene Prohibitionsgesetz blieb bis 1928 in Kraft. Während dieser Zeit reisten viele Einwohner an Samstagen ins benachbarte Queanbeyan, um unmittelbar jenseits der Grenze einzukehren.

### Planung, Stadtgründung und Baubeginn

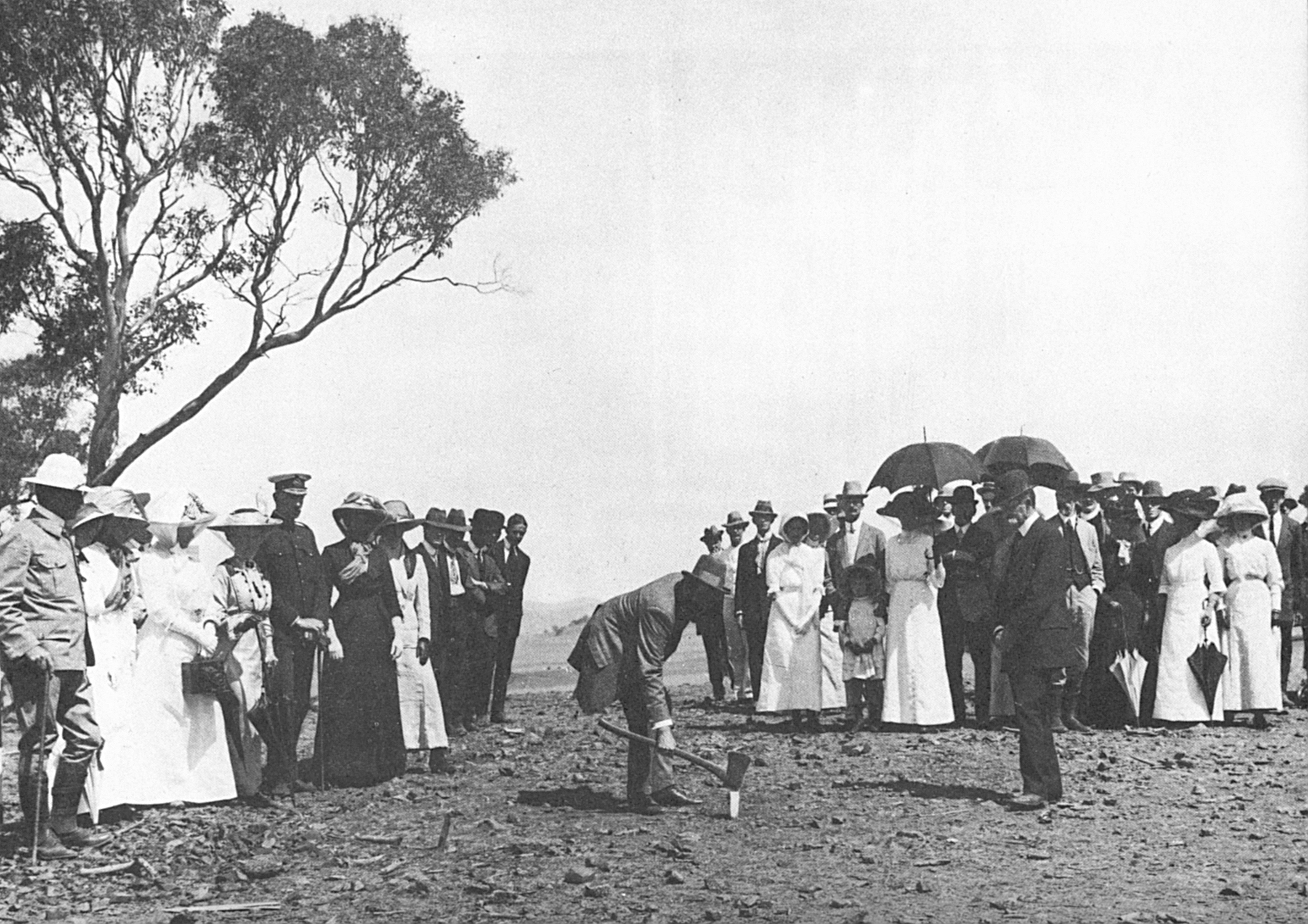
King O’Malley schlägt am 20. Februar 1913 den ersten Vermessungspfosten ein.

Am 30. April 1911 schrieb das Innenministerium einen internationalen Wettbewerb für die neue Hauptstadt aus. Das Royal Institute of British Architects, die Institution of Civil Engineers und die ihnen angeschlossenen Einrichtungen im gesamten britischen Empire boykottierten den Wettbewerb, weil O’Malley darauf bestand, dass die endgültige Entscheidung von ihm und nicht von einem Experten für Stadtplanung getroffen werden sollte. Dennoch gingen 137 gültige Beiträge ein. O’Malley ernannte ein dreiköpfiges Beratungsgremium, das aber keine Einstimmigkeit erzielen konnte. Am 24. Mai 1912 folgte er der Mehrheit des Gremiums und erklärte den Entwurf des amerikanischen Architekten Walter Burley Griffin zum Sieger. Der zweite Preis ging an den Finnen Eliel Saarinen, der dritte an den Franzosen Alfred Agache. Zwei Punkte gaben den Ausschlag: Griffin passte die Stadtstruktur wann immer möglich der vorhandenen Topografie an, während alle anderen Stadtplaner versuchten, die natürliche Umgebung so zu verändern, dass sie vordefinierten ästhetischen Wunschvorstellungen genügte. Darüber hinaus malte seine Ehefrau Marion Mahony Griffin zahlreiche künstlerisch hochstehende Aquarelle, welche die künftige Stadt aus verschiedenen Blickwinkeln zeigten. Griffins Entwurf ragte so aus der Masse technischer Zeichnungen heraus.

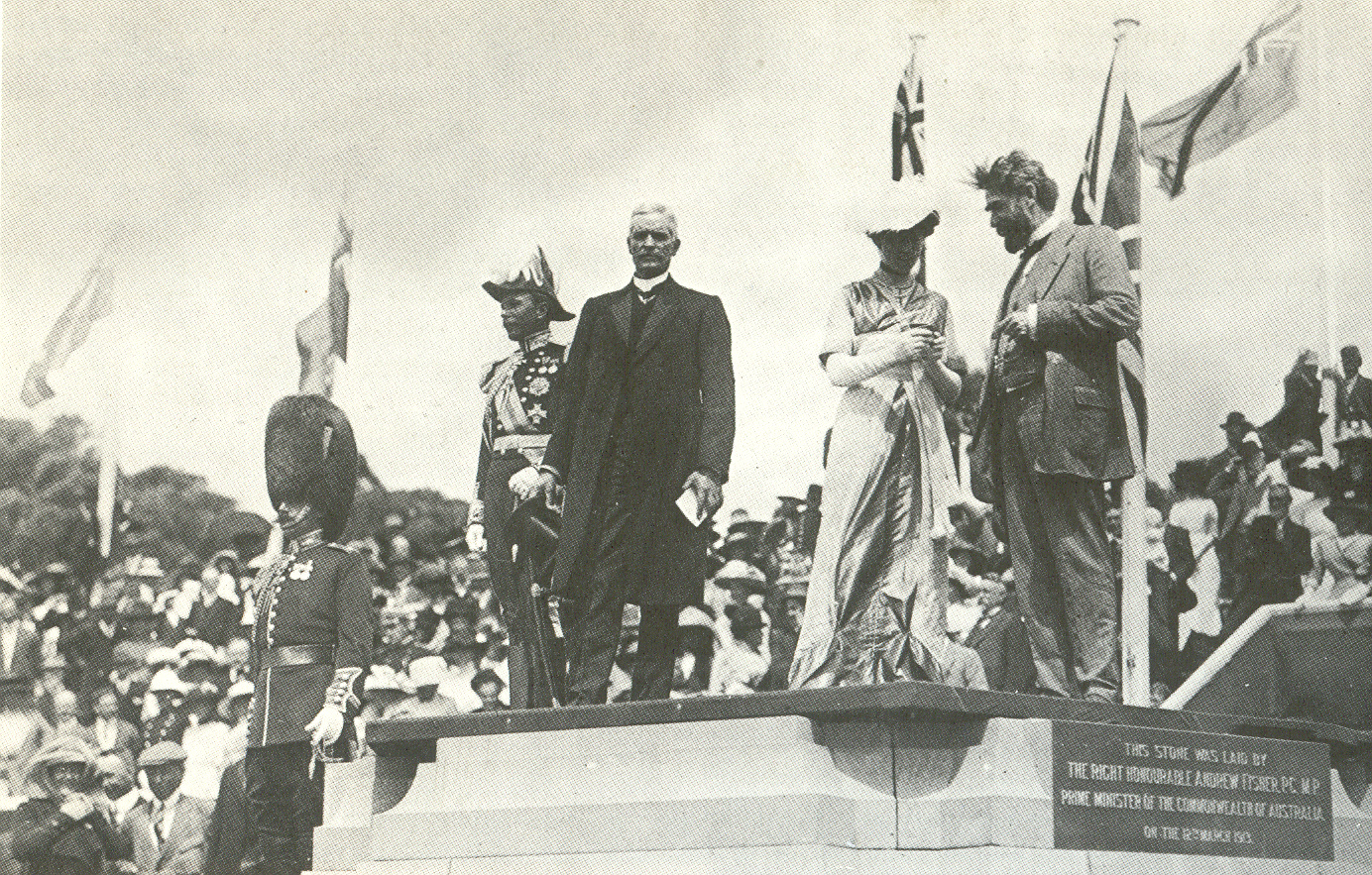
Stadttaufe am 12. März 1913

King O’Malley ernannte ein weiteres sechsköpfiges Gremium, das ihn bei der Umsetzung des Siegerentwurfs beraten sollte. Am 25. November 1912 teilte es mit, dass es Griffins Plan nicht vollumfänglich unterstützen könne und schlug einen Alternativplan vor, der die strenge Geometrie ein wenig auflockerte. Er beinhaltete die besten Merkmale der drei platzierten Entwürfe sowie eines vierten Entwurfs einer Architektengemeinschaft aus Sydney. Das Parlament billigte den modifizierten Plan und O’Malley genehmigte ihn am 10. Januar 1913 formell. Am 20. Februar 1913 rammte O’Malley den ersten Vermessungspfosten in den Boden, um den Baubeginn zu markieren. Zahlreiche Stadtnamen waren vorgeschlagen worden, darunter Olympus, Paradise, Captain Cook, Shakespeare, Kangaremu, Eucalypta und Myola. Am 12. März 1913 taufte Gertrude Denman, Baroness Denman, die Ehefrau von Generalgouverneur Thomas Denman, 3. Baron Denman, im Rahmen einer Zeremonie auf dem Kurrajong Hill (heute Capital Hill) die zu bauende Stadt auf den bereits etablierten Namen Canberra. In Gedenken an dieses Ereignis ist heute der zweite Montag im März, der „Canberra Day“, ein lokaler Feiertag. Die erste Bundeseinrichtung im Hauptstadtterritorium war das Royal Military College, das auf dem Gelände des Landsitzes Duntroon eingerichtet wurde.
Der modifizierte Plan blieb umstritten und Griffin selbst lehnte die Änderungen ab. Er wurde deshalb nach Canberra eingeladen, damit die Angelegenheit vor Ort besprochen werden konnte. Als er im August 1913 eintraf, ernannte ihn die Regierung zum Direktor für Design und Bau der Bundeshauptstadt, worauf er die Detailplanung der Stadtbezirke North Canberra und South Canberra leitete. Wegen des Ausbruchs des Ersten Weltkriegs standen für die Umsetzung weniger finanzielle Mittel zur Verfügung, ebenso behinderte bürokratisches Gerangel seine Arbeit. Eine königliche Kommission kam 1916 zum Schluss, dass Griffins Autorität von einigen hochrangigen Beamten untergraben worden war: Die Daten, auf die sich seine Detailarbeiten stützten, waren ungenau und teilweise falsch gewesen. Im Dezember 1920 legte Griffin seine Arbeit am Projekt nieder, nachdem er erfahren hatte, dass einige jener Bürokraten, die ihn behindert hatten, in das Federal Capital Advisory Committee (FCAC) berufen worden waren. Premierminister Billy Hughes hatte diese neue Behörde geschaffen, um den weiteren Verlauf der Arbeiten zu überwachen. Bis zu diesem Zeitpunkt hatte Griffin seinen Plan überarbeitet, die Erdarbeiten an den Hauptstraßen beaufsichtigt und die Glenloch-Korkeichenplantage im heutigen National Arboretum angelegt.
Nach Griffins Weggang hatte das FCAC nur begrenzten Erfolg bei der Erreichung seiner Ziele; der Vorsitzende John Sulman war jedoch maßgeblich dafür besorgt, die Grundsätze der Gartenstadtbewegung auf Griffins Plan anzuwenden. Das Komitee wurde 1925 durch die Federal Capital Commission (FCC) ersetzt. Deren Aufgabe bestand darin, die Stadt auf die Verlegung des Bundesparlaments von Melbourne nach Canberra vorzubereiten. Mit der offiziellen Eröffnung des provisorischen Parlamentsgebäudes am 9. Mai 1927 zog die Bundesregierung offiziell von Melbourne in das ACT um. Der öffentliche Dienst blieb zunächst in Melbourne ansässig und die verschiedenen Abteilungen verlegten ihren Sitz erst im Laufe der Jahre schrittweise nach Canberra.

### Zögerliches Wachstum der neuen Hauptstadt

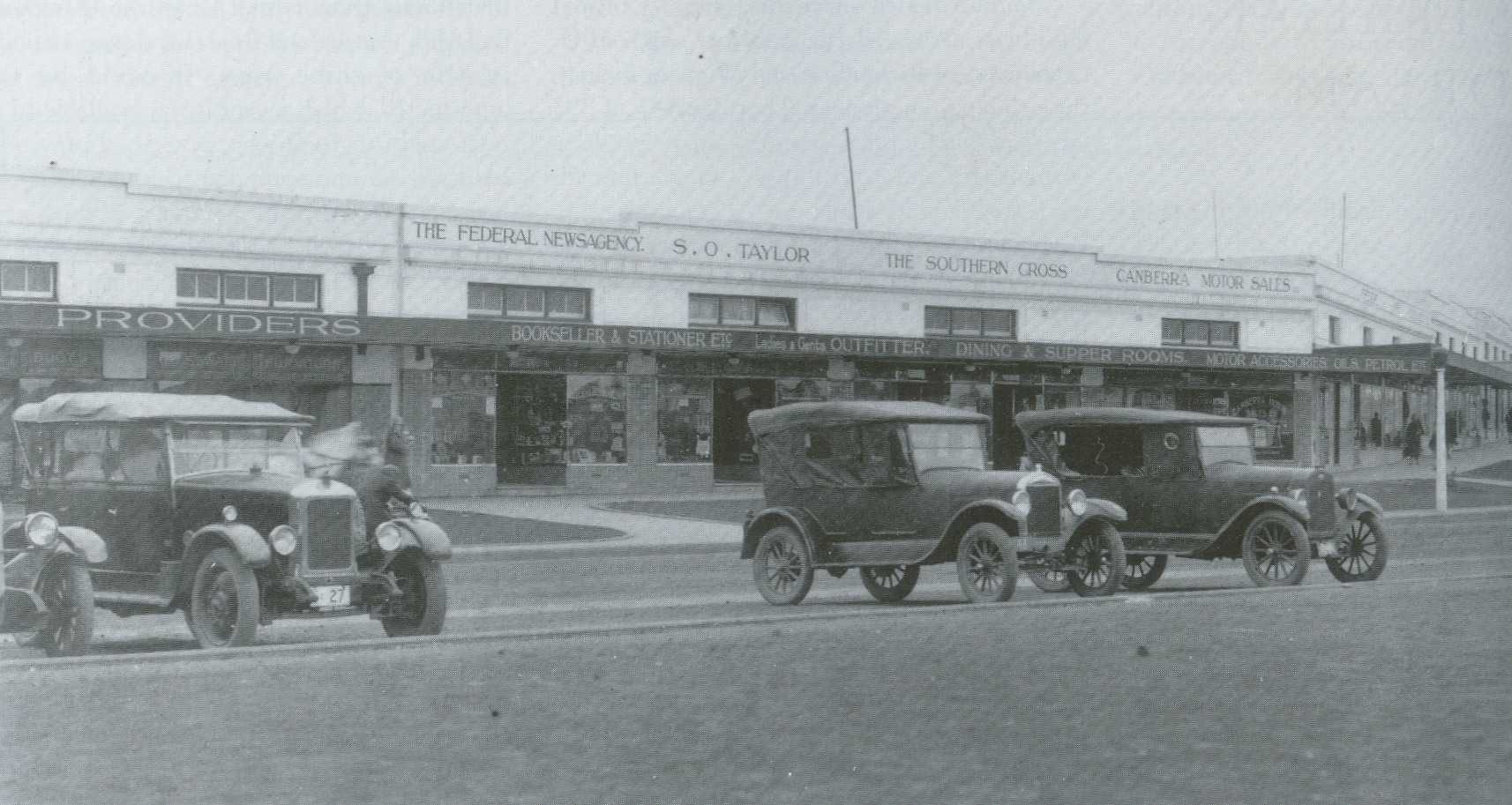
Die Giles Street in Eastlake (heute Kingston) im Jahr 1928

Die Eisenbahnstrecke zwischen Queanbeyan und Canberra wurde am 25. Mai 1914 eröffnet und diente zunächst zehn Jahre lang nur dem Güterverkehr. Von Juni 1921 bis Juli 1922 führte sie über den Molonglo River bis zum heutigen Stadtteil Civic. Nachdem eine Überschwemmung die temporäre Holzbrücke zerstört hatte, gab man diesen Abschnitt jedoch auf; seither endet die Strecke am Bahnhof Canberra im Stadtteil Kingston südlich des Flusses. Von 1923 bis Mai 1927 verband eine kapspurige Güterstraßenbahn die Ziegelhütte in Yarralumla mit der Baustelle des provisorischen Parlamentsgebäudes. Geplant, aber nie gebaut wurden Bahnstrecken nach Yass und zur Jervis Bay.
Im Mai 1918 richtete die Regierung am östlichen Stadtrand ein Internierungslager für deutsche Kriegsgefangene ein. Tatsächlich beherbergte das Lager jedoch überwiegend zivile Internierte, die von Einrichtungen an anderen Orten dorthin verlegt worden waren. Ende 1919 entstand daraus eine Arbeitersiedlung und schließlich die Industriezone Fyshwick. Der spätere König Edward VIII. holte am 21. Juni 1920 die offizielle Grundsteinlegung Canberras nach. In den 1920er Jahren entstanden mehrere Regierungsgebäude, darunter The Lodge als Residenz des Premierministers. Die ersten Grundstücke für Wohn- und Geschäftszwecke wurden am 12. Dezember 1924 in einer öffentlichen Auktion versteigert. Zahlreiche soeben neu errichtete Gebäude waren von einer Überschwemmung betroffen, als im Februar 1925 die Dämme des Molonglo River brachen. Ebenfalls 1925 fuhr erstmals ein öffentlicher Bus. Zwei Jahre später erhielt Canberra das erste Kino sowie eine eigene Polizei.

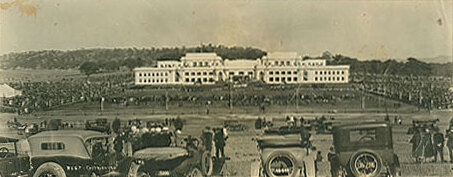
Eröffnung des provisorischen Parlamentsgebäudes (1927)

Die Weltwirtschaftskrise brachte das Wachstum Canberras zu einem jähen Stillstand. Hunderte Arbeiter des Bautrupps verloren ihre Stelle und das Staatspersonal wurde um ein Siebtel reduziert. Sogar die FCC, welche die bauliche Entwicklung Canberras überwachte, stellte 1930 ihre Tätigkeit ein und nahm sie erst acht Jahre später unter der Bezeichnung National Capital Planning and Development Committee (NCPDC) wieder auf. Großprojekte wie eine anglikanische und eine römisch-katholische Kathedrale konnten nicht verwirklicht werden, weil die dafür vorgesehenen Geldmittel in die Linderung der sozialen Folgen der Krise abflossen. Bis heute hat in Canberra keine bedeutende Glaubensrichtung ein Gotteshaus von nationalem Rang errichtet.
Gleichwohl schritt die Entwicklung der Stadt voran, wenn auch eher qualitativ als quantitativ. So nahm beispielsweise 1931 die erste Radiostation ihren Sendebetrieb auf, zunächst von einem Ladenlokal im Stadtteil Kingston aus. Fünf Jahre später begannen die Bauarbeiten am Australian War Memorial, der Gedenkstätte für im Krieg gefallene Australier, die schließlich am 11. November 1941 offiziell eröffnet wurde. 1936 setzte der Zuzug diplomatischer Vertretungen nach Canberra ein. Den Anfang machte der Hochkommissar des Vereinigten Königreichs, gefolgt von einem Vertreter Kanadas 1937 und der Eröffnung einer Vertretung der USA 1940. Die USA waren 1943 das erste Land, die ein eigenes Botschaftsgebäude errichten ließen. 1946 war es auch der Vertreter der USA, der als Erster in den Rang eines Botschafters erhoben wurde; weitere Länder folgten bald darauf.
Das bedeutendste Ereignis in Canberra bis zum Zweiten Weltkrieg war das 24. Treffen der wissenschaftlichen Vereinigung ANZAAS im Januar 1939. Die Canberra Times beschrieb es als „ein Ereignis von besonderer Tragweite … in der Geschichte dieser jüngsten Hauptstadt der Welt“. Die Unterkünfte reichten bei weitem nicht aus, um die 1250 Delegierten unterzubringen, und es musste eine Zeltstadt am Ufer des Molonglo River errichtet werden. Einer der prominenten Redner war der Schriftsteller H. G. Wells, der eine Woche lang Gast von Generalgouverneur Lord Gowrie war. Die Veranstaltung fiel mit einer Hitzewelle im Südosten Australiens zusammen, während der die Temperatur in Canberra am 22. Januar 42,5 °Celsius (108,5 °Fahrenheit) erreichte und die das verheerende Black-Friday-Buschfeuer auslöste. Canberra war damals noch immer eine kleinstädtisch geprägte Siedlung mit einer unorganisiert wirkenden Ansammlung von Gebäuden, die allgemein als hässlich empfunden wurde. Nur das Parlamentsgebäude und die Gedenkstätte deuteten darauf hin, dass es sich eigentlich um die Hauptstadt Australiens handelte. Kritiker bezeichneten sie oft spöttisch als „mehrere Vororte auf der Suche nach einer Stadt“.

### Rasante Entwicklung nach dem Zweiten Weltkrieg
Während des Zweiten Weltkriegs und in den ersten Nachkriegsjahren zog das ins Stocken geratene Wachstum spürbar an. Beim Flugzeugabsturz von Canberra am 13. August 1940 kamen zehn Menschen ums Leben, darunter drei Minister der Bundesregierung und der Generalstabschef, als ihr Flugzeug im dichten Nebel auf einen Hügel stürzte. Nach Kriegsende verlegten immer mehr nationale Institutionen ihren Sitz nach Canberra oder wurden dort gegründet (beispielsweise die Australian National University im April 1946), was zunehmend zu einem Mangel an Wohnungen und Büroräumen führte. Ein Senatsausschuss befasste sich 1954 mit dem Problem und empfahl die Schaffung eines Planungsgremiums mit weitreichenden Exekutivbefugnissen. Folglich wurde das als ineffizient empfundene NCPDC im Jahr 1958 durch die National Capital Development Commission (NCDC) ersetzt.

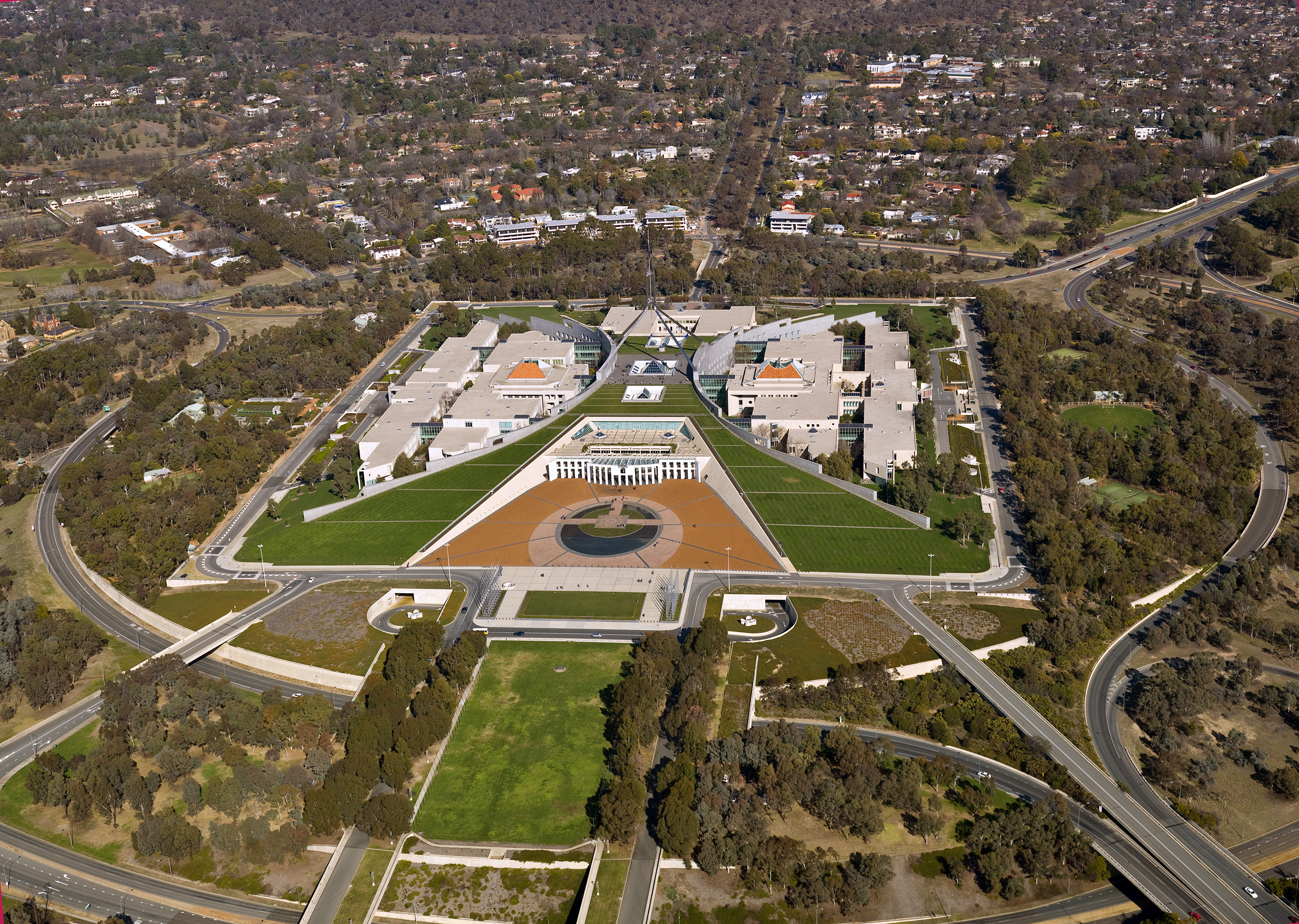
Luftansicht des neuen Parlamentsgebäudes

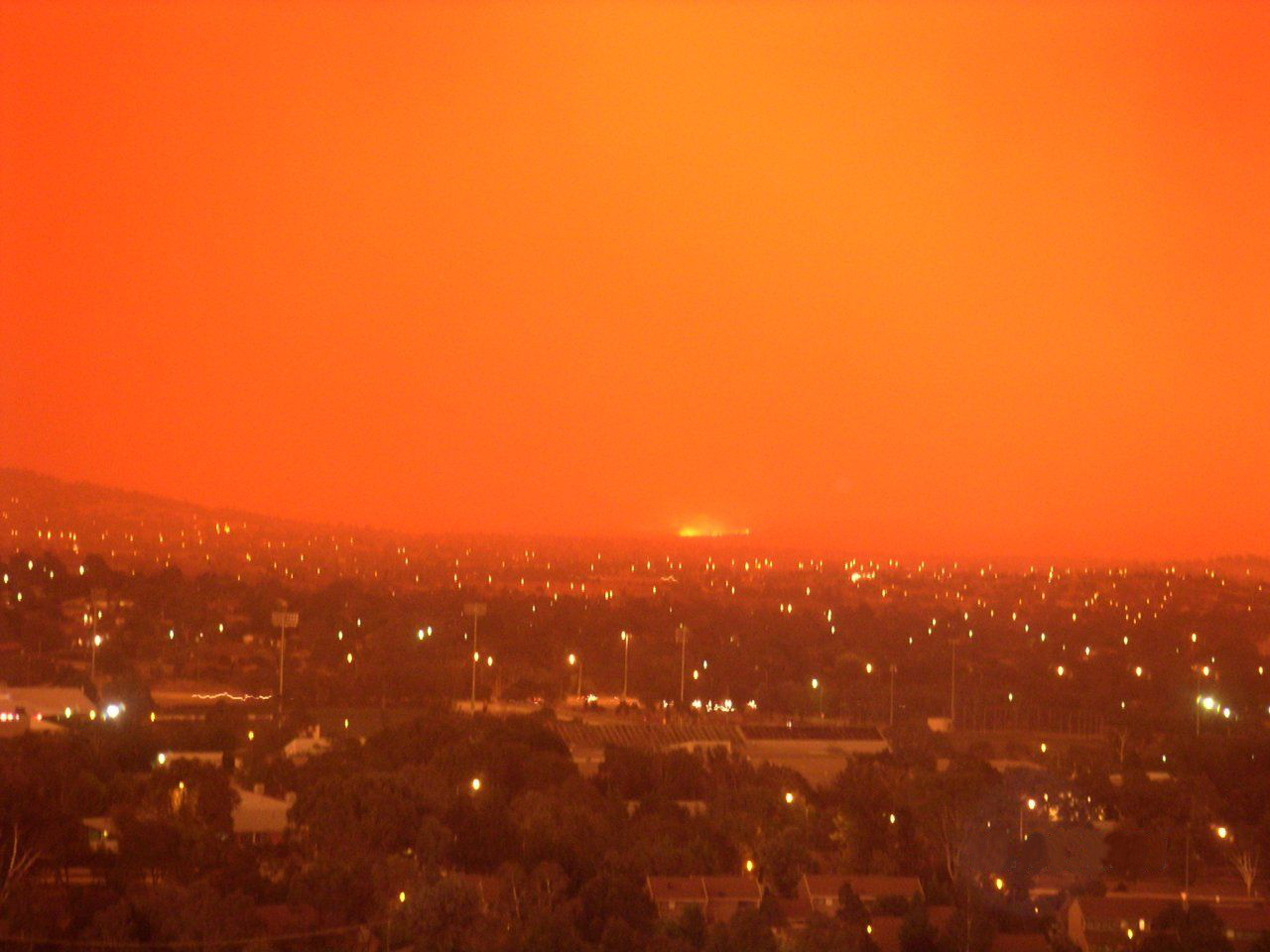
Die verheerenden Buschfeuer im Januar 2003

Unterstützt durch Premierminister Robert Menzies, beendete die NCDC vier Jahrzehnte der Auseinandersetzungen um Form und Gestaltung des Lake Burley Griffin. Der Bau dieses künstlichen Sees im Stadtzentrum begann 1960 und war nach vier Jahren abgeschlossen. Aufgrund einer lang anhaltenden Trockenperiode dauerte es über ein halbes Jahr, bis der See vollständig gefüllt war. Mit dessen Fertigstellung entfaltete das Parliamentary Triangle endlich jene repräsentative Wirkung, die Walter Burley Griffin ursprünglich vorgesehen hatte. An oder nahe den Ufern des neuen Sees entstanden in der Folge mehrere Gebäude von nationaler Ausstrahlung, darunter die National Library of Australia (1968), der High Court of Australia (1980), die National Gallery of Australia (1982), das National Museum of Australia (2001) und die National Portrait Gallery (2008). Griffins ursprünglicher Bebauungsplan ging nicht über die zentralen Stadtbezirke North Canberra und South Canberra hinaus. Um die rasant ansteigende Bevölkerung aufnehmen zu können, die sich in den 1960er und 1970er Jahren vervierfachte, war der Bau neuer Stadtbezirke erforderlich. Den Anfang machte 1964 Woden Valley; es folgten Belconnen (ab 1967), Weston Creek (ab 1969) und Tuggeranong (ab 1973). Im Rahmen der Zweihundertjahrfeier Australiens im Jahr 1988 konnte nach einer zehnjährigen Planungs- und Bauphase das Parliament House, das neue Parlamentsgebäude, eröffnet werden. Es ersetzte das 61 Jahre alte „provisorische“ Old Parliament House.
Seit ihrer Gründung waren die Stadt und das Territorium direkt von den Ministerien verwaltet worden. In einer Volksabstimmung am 25. November 1978 lehnten die Einwohner aber die Selbstverwaltung ab und entschieden sich mit 63,75 % der Stimmen für die Beibehaltung des bisherigen Zustands. NCDC-Direktor John Overall machte dafür mehrere Gründe verantwortlich. Einerseits bestand die Angst vor Steuererhöhungen oder Leistungskürzungen. Andererseits habe die Mehrheit des Gefühl gehabt, durch ihre Vertreter im Bundesparlament bereits ein Mitspracherecht zu besitzen. Zudem hatte Canberra einen hohen Anteil an Beamten, die es gewohnt waren, mit der Bundesregierung zusammenzuarbeiten. Zehn Jahre später beschloss das Kabinett von Premierminister Bob Hawke, die Selbstverwaltung entgegen dem Wunsch der Bevölkerung einzuführen, zumal das Northern Territory mittlerweile gute Erfahrungen damit gemacht hatte. Insbesondere sollte aber der Bund finanziell entlastet werden, da das Territorium in hohem Maße von Subventionen profitierte. Am 6. Dezember 1988 stimmte das Parlament dem Australian Capital Territory (Self-Government) Act 1988 zu und Königin Elisabeth II. unterzeichnete dieses Gesetz am 11. Mai 1989. An diesem Tag konstituierte sich der im März gewählte Legislativrat.
Ebenfalls 1989 wurde die National Capital Authority als neue Planungsbehörde eingesetzt. 1993 begann die Entwicklung des neuen Stadtbezirks Gungahlin. Canberra war am 18. und 19. Januar 2003 von Buschfeuern bisher ungekannten Ausmaßes betroffen (siehe Buschfeuer in Canberra 2003). Diese hatten eine Woche zuvor westlich der Stadt begonnen, durchbrachen dann die Eindämmungslinien und umschlossen einige Stadtteile. Vier Personen kamen ums Leben und rund 500 Häuser brannten nieder, bevor nach einem Wetterumschwung das Feuer unter Kontrolle gebracht werden konnte. Auch das traditionsreiche Mount-Stromlo-Observatorium und mehrere Kleinsiedlungen im ländlichen Teil des ACT gingen in den Flammen unter. Ein Teil des abgebrannten Kiefernwaldes westlich des Lake Burley Griffin wurde entsprechend einer im Jahr 2004 erschienenen Planungsstudie nicht wieder aufgeforstet. Stattdessen entsteht dort seit 2010 der neue Stadtbezirk Molonglo Valley, der im Endausbau über 50.000 Einwohner zählen wird.

## Bevölkerung
| Bevölkerungsentwicklung im gesamten ACT | Bevölkerungsentwicklung im gesamten ACT |
| Jahr                                    | Einwohner                               |
| --------------------------------------- | --------------------------------------- |
| 1911                                    | 1777                                    |
| 1921                                    | 2583                                    |
| 1933                                    | 8947                                    |
| 1947                                    | 16.905                                  |
| 1961                                    | 58.828                                  |
| 1966                                    | 96.013                                  |
| 1971                                    | 151.169                                 |
| 1976                                    | 207.740                                 |
| 1981                                    | 227.581                                 |
| 1986                                    | 258.910                                 |
| 1991                                    | 289.320                                 |
| 1996                                    | 308.251                                 |
| 2001                                    | 307.053                                 |
| 2006                                    | 322.036                                 |
| 2011                                    | 357.222                                 |
| 2016                                    | 395.790                                 |
| 2021                                    | 452.670                                 |

Im Jahr 2021 zählte Canberra 452.670 Einwohner, was einer Bevölkerungsdichte von 1152 Einwohnern/km² entspricht. Die Volkszählung 2016 ergab, dass 2,0 % der Bevölkerung Aborigines oder Torres-Strait-Insulaner sind und 32,5 % außerhalb Australiens geboren wurden. Die meisten der im Ausland Geborenen stammen aus englischsprachigen Ländern, angeführt von Indien mit 3,8 %, dem Vereinigten Königreich mit 2,9 % und gefolgt von der Volksrepublik China (ohne Sonderverwaltungszonen und Taiwan) mit 2,7 %. In Nepal geboren wurden 1,3 % der Bevölkerung, weitere 1,1 % in Neuseeland. Seit Beginn des 21. Jahrhunderts hat die Zahl der Immigranten aus Ost- und Südasien stark zugenommen. Die meisten Einwohner, nämlich 71,2 %, sprechen zuhause ausschließlich Englisch; die häufigsten Fremdsprachen sind Mandarin (3,2 %), Nepalesisch (1,3 %), Vietnamesisch (1,1 %), Panjabi (1,1 %) und Hindi (1,1 %).
Im Vergleich zu anderen australischen Städten ist die Bevölkerung Canberras jünger, mobiler und besser ausgebildet. Das Durchschnittsalter beträgt 35 Jahre, nur 12,7 % sind älter als 65 Jahre. Zwischen 1996 und 2001 zogen 61,9 % der Einwohner entweder hierher oder wieder weg. 2021 hatten 43,0 % der über 15-Jährigen einen Bildungsabschluss, der mindestens einem Bachelor entspricht, was markant höher als der nationale Durchschnitt von 26,3 % ist.
43,5 % der Einwohner Canberras gaben bei der Volkszählung 2021 nicht religiös zu sein. Die am häufigsten vertretenen Konfessionen sind die Römisch-katholische Kirche (19,3 %) und die Anglican Church of Australia (8,2 %). Weit vertreten ist weiterhin der Hinduismus (4,5 %). Das katholische Erzbistum Canberra-Goulburn untersteht direkt dem Heiligen Stuhl, während die anglikanische Diözese Canberra & Goulburn zur Kirchenprovinz New South Wales gehört.

## Politik und Recht

### Territorialregierung

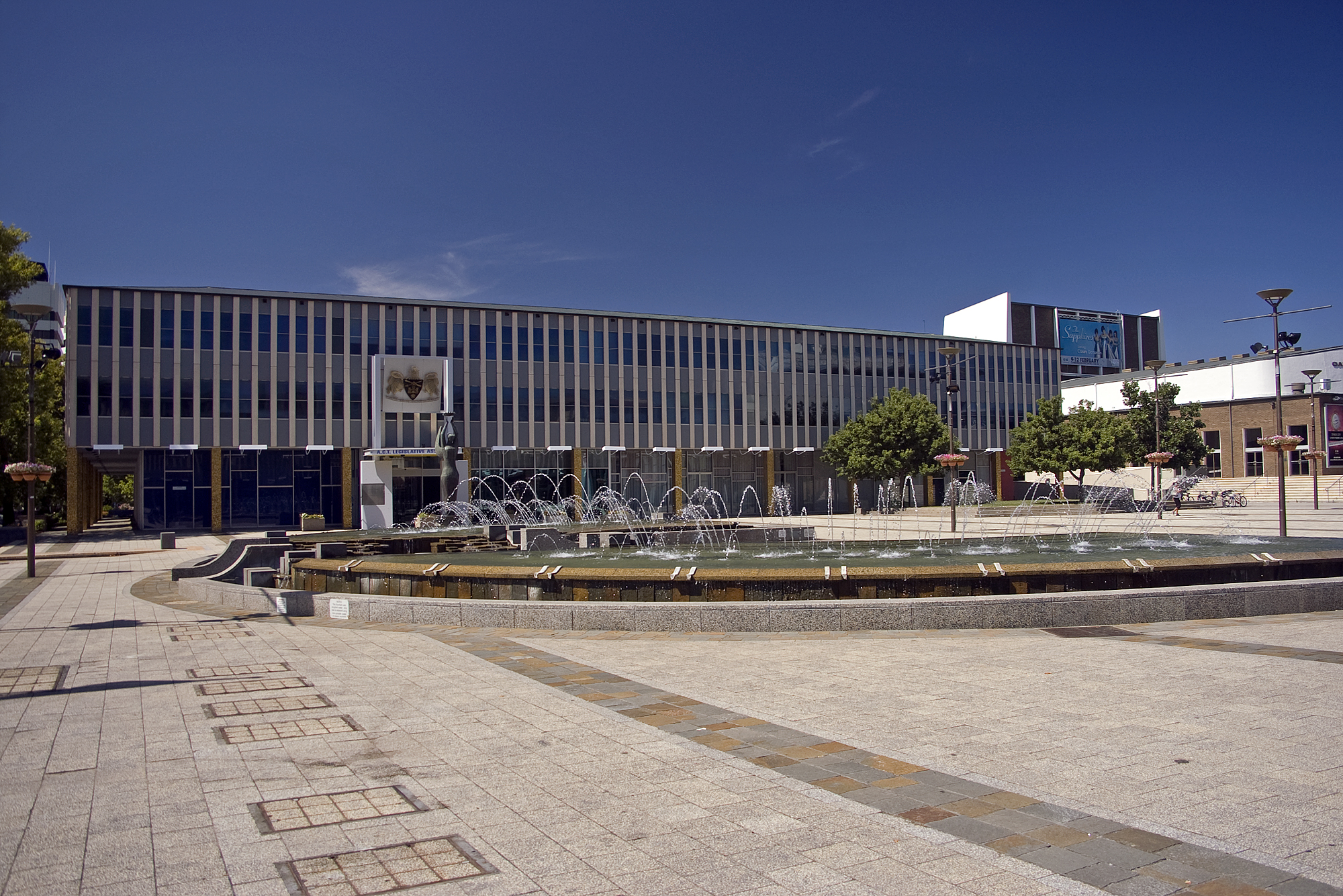
Ratsgebäude der ACT Legislative Assembly

Es gibt keinen Stadtrat und keine Stadtverwaltung für Canberra selbst. Die Australian Capital Territory Legislative Assembly (Legislativrat des australischen Hauptstadtterritoriums) übernimmt sowohl die Rolle eines Stadtrates für Canberra als auch die der Regierung des übergeordneten Australian Capital Territory (ACT). Jedoch ist die überwiegende Mehrheit der Bevölkerung des Territoriums in Canberra ansässig, weshalb die Stadt eindeutig den Schwerpunkt der Territorialregierung bildet.
Die Legislative besteht aus 25 Mitgliedern, die in fünf Wahlkreisen nach dem Hare-Clark-System bestimmt werden, einer Variante der übertragbaren Einzelstimmgebung. Die Wahlkreise sind Brindabella, Ginninderra, Kurrajong, Murrumbidgee und Yerrabi mit je fünf Sitzen. Die Abgeordneten des Legislativrates wählen aus ihren Reihen den Chief Minister, der weitere Ratsmitglieder zu Ministern der Exekutive ernennt (informell als Kabinett bezeichnet). Amtierender Chief Minister ist seit 2014 Andrew Barr von der Australian Labor Party (ALP). Die letzte Wahl fand am 17. Oktober 2020 statt. Dabei gewannen die ALP zehn und die Australian Greens sechs Sitze, womit diese beiden Parteien eine Koalitionsregierung bilden (diese besteht seit 2008). Einzige Oppositionspartei ist die Liberal Party of Australia mit neun Sitzen.
Die australische Bundesregierung verfügt über mittelbaren Einfluss auf die Regierung des ACT. Auf Verwaltungsebene wird dieser am häufigsten durch die National Capital Authority ausgeübt. Sie ist verantwortlich für Planung und Entwicklung jener Stadtteile Canberras, die von nationaler Bedeutung oder ein zentraler Bestandteil von Griffins ursprünglichem Bebauungsplan sind. Dazu zählen das Parliamentary Triangle, bedeutende Straßen, Grundstücke im Besitz des Bundes oder der Canberra-Naturpark. Durch das im Jahr 1988 erlassene Selbstverwaltungsgesetz (Australian Capital Territory (Self-Government) Act 1988) übt die Bundesregierung ebenfalls Kontrolle über die Legislative des Territoriums aus. Das Gesetz ist die Verfassung des ACT und bestimmt die Zuständigkeitsbereiche, über die der Legislativrat selbst entscheiden kann.

### Justiz und Polizei

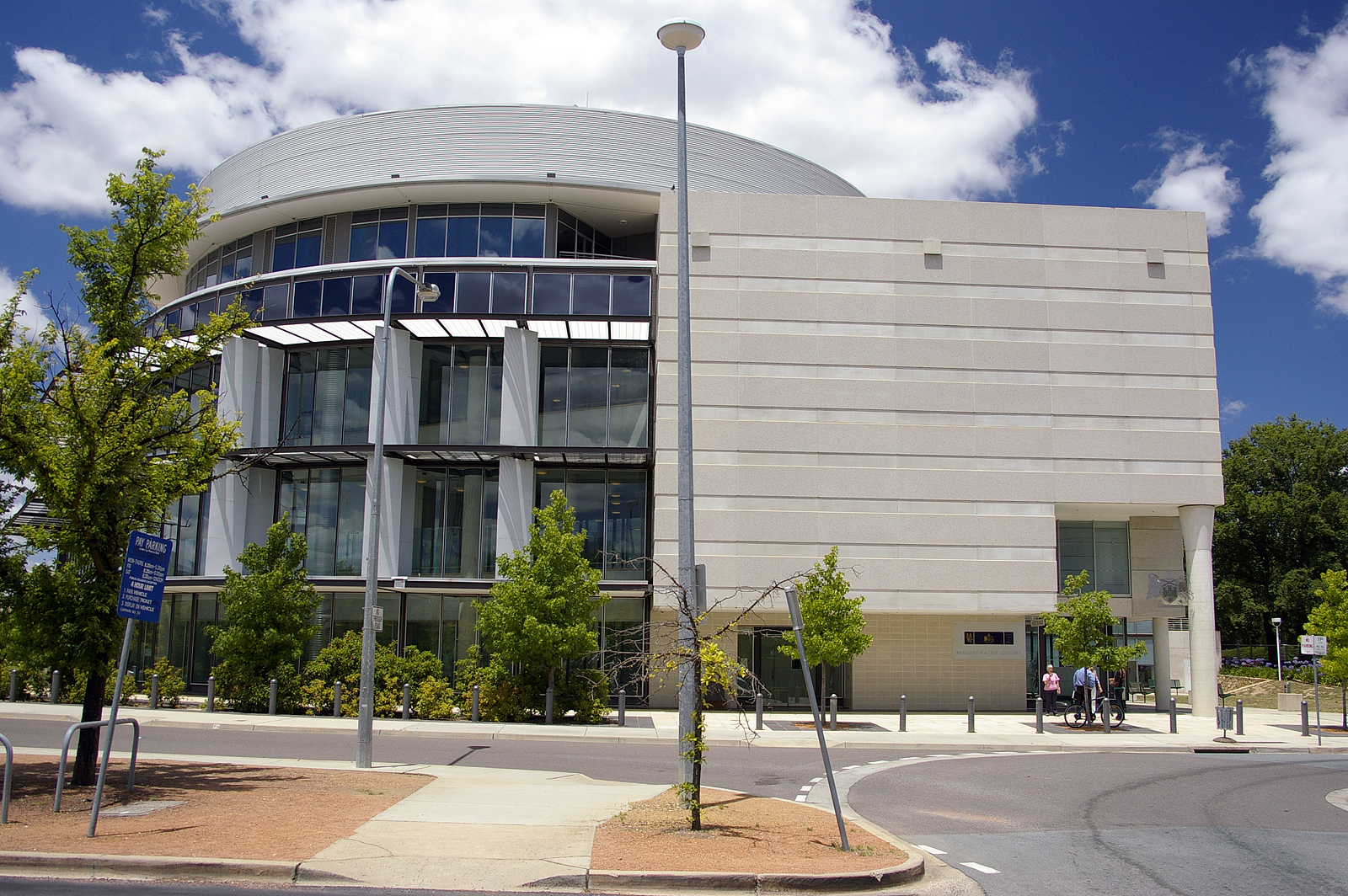
Magistratsgerichtshof

Im Auftrag der Regierung des ACT übernimmt die Australian Federal Police alle Aufgaben einer bundesstaatlichen Polizeibehörde. Sie führt zu diesem Zweck eine eigene Abteilung namens ACT Policing, um die allgemeine Polizeiarbeit im Territorium von den gesamtstaatlichen Aufgaben zu trennen. Gerichtsfälle werden im Magistratsgerichtshof (Magistrates Court of the Australian Capital Territory) und – bei schwerwiegenderen Fällen – im Obersten Gerichtshof des ACT (Supreme Court of the Australian Capital Territory) behandelt. Daneben gibt es einen Gerichtshof für Zivil-, Verwaltungs- und Arbeitsrecht (ACT Civil and Administrative Tribunal). Bis 2009 gab es im ACT nur ein Untersuchungsgefängnis (das Belconnen Remand Centre), während Haftstrafen in New South Wales verbüßt werden mussten. Seit Ende 2008 besitzt das ACT im Stadtteil Hume über ein eigenes Gefängnis für den Strafvollzug, das Alexander Maconochie Centre; es ist nach dem Kommandanten der Norfolkinsel von 1840 bis 1844 benannt.

### Partnerstädte
Canberra ist mehrere Städtepartnerschaften eingegangen, die enge Beziehungen in den Bereichen Verwaltung, Wirtschaft, Kultur und Gesellschaft umfasst: Peking in der Volksrepublik China, Nara in Japan und Wellington in Neuseeland. Weniger formelle freundschaftliche Beziehungen bestehen mit Dili in Osttimor und Hangzhou in der Volksrepublik China. Mit allen genannten Städten findet ein kultureller Austausch statt. Die bedeutendste Veranstaltung im Zusammenhang mit einer Partnerstadt ist das Canberra-Nara-Kerzenfestival, das seit 2003 jeweils im Oktober stattfindet.

### Wappen und Flagge
Die Stadt Canberra führt die gleichen Hoheitszeichen wie das Australian Capital Territory, da Stadt und Hauptstadtterritorium weitgehend identisch sind. Das Wappen des Australian Capital Territory wurde 1927 entworfen, nachdem das Verteidigungsministerium den Wunsch geäußert hatte, das damals vom Stapel gelaufene Kriegsschiff HMAS Canberra zu schmücken. Die Flagge des Australian Capital Territory besteht seit 1993 und zeigt neben dem Kreuz des Südens das leicht modifizierte Stadtwappen.

## Kultur und Sehenswürdigkeiten

### Sehenswürdigkeiten
Touristisch interessant sind, neben der Anlage Canberras als Gartenstadt selber, die zahlreichen Sehenswürdigkeiten, die hauptsächlich in den beiden ältesten Stadtbezirken South Canberra und North Canberra sowie am Lake Burley Griffin zu finden sind. Zentraler Punkt in South Canberra ist der von Ringstraßen umgebene Capital Hill, auf den alle Hauptstraßen zulaufen. Auf diesem Hügel befindet sich das Parliament House, das 1988 eröffnete neue Parlamentsgebäude. Beim Bau wurde die Kuppe des Hügels abgetragen und nach Fertigstellung des Rohbaus wieder aufgeschüttet, so dass sie nunmehr das mit Rasen bewachsene Dach des Gebäudes bildet. Darüber erhebt sich ein 81 Meter hoher Flaggenmast mit der australischen Flagge.
Nördlich des Capital Hill liegt der repräsentative Stadtteil Parkes mit einigen der wichtigsten Gebäuden der Stadt, allen voran das Old Parliament House. Es diente von 1927 bis 1988 als provisorischer Sitz des australischen Parlaments und beherbergt heute ein Museum über die Geschichte der australischen Demokratie. Auf der Grünfläche vor dem alten Parlament richteten Aktivisten im Jahr 1972 die inoffizielle „Zelt-Botschaft“ der australischen Ureinwohner (Aboriginal Tent Embassy) ein. Unweit des alten Parlaments befinden sich die National Archives of Australia (Nationalarchive) und die National Portrait Gallery. Näher am Südufer des Lake Burley Griffin sind die National Library of Australia (Nationalbibliothek), das Questacon-Museum (Wissenschafts- und Technologiezentrum), das Gebäude des Obersten Gerichtshofes und die National Gallery of Australia (Nationalgalerie) zu finden. Am zentralen Seebecken befindet sich das Captain James Cook Memorial, das in Form einer Wasserfontäne gestaltet ist. Die kleine Insel Queen Elizabeth II Island ist Standort des National Carillon, eines 50 Meter hohen Turmglockenspiels. Mehrere Parkanlagen umgeben den See, darunter der Commonwealth Park und der Kings Park.
Westlich des Capital Hill liegt der Stadtteil Yarralumla, Standort der meisten diplomatischen Vertretungen, des Government House (Amtssitz des Generalgouverneurs) und des National Zoo and Aquarium. Im Südwesten des Capital Hill erstreckt sich der Stadtteil Deakin mit weiteren Botschaftsgebäuden, der Royal Australian Mint (Münzprägestätte) und The Lodge, dem Amtssitz des Premierministers.

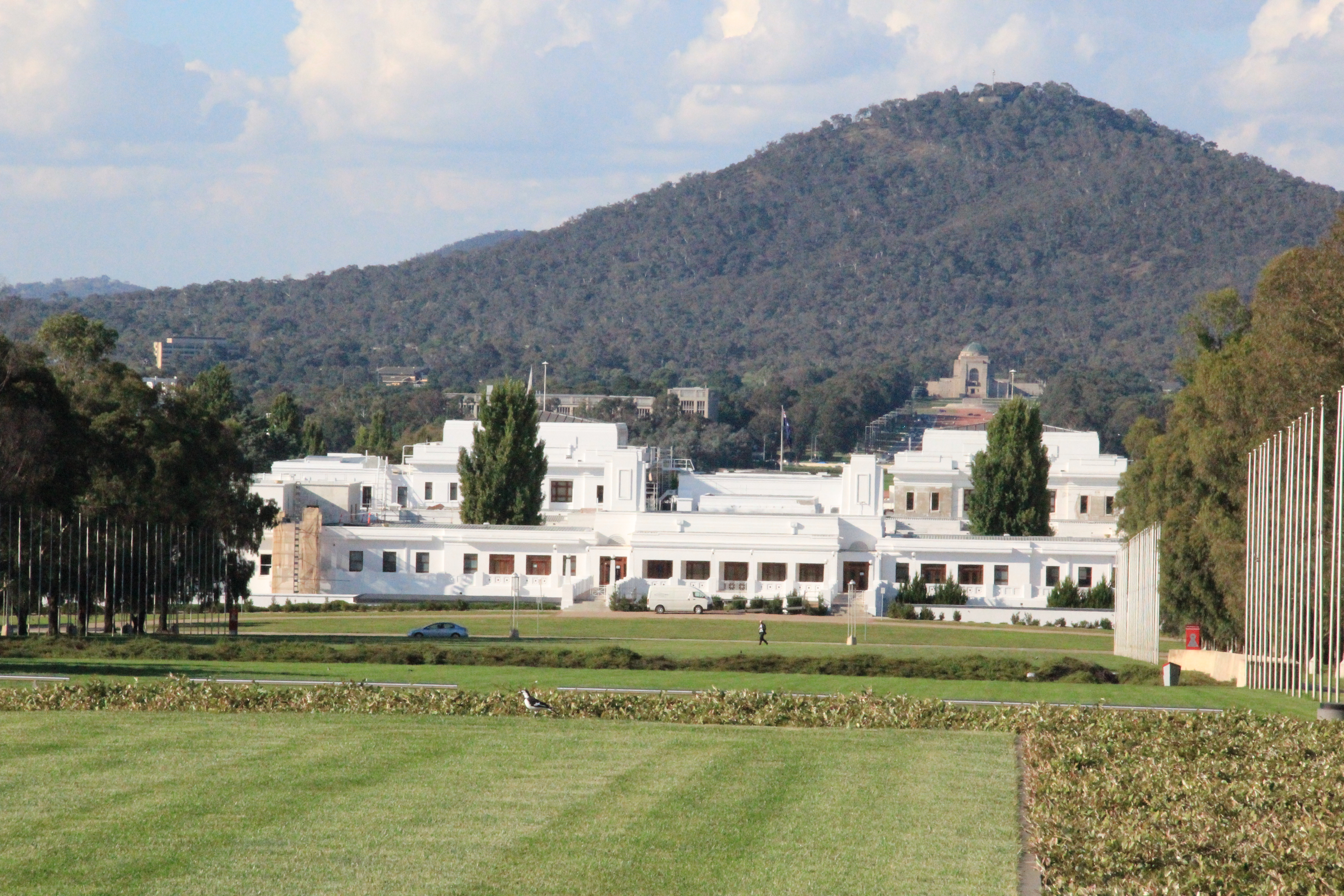
Old Parliament House
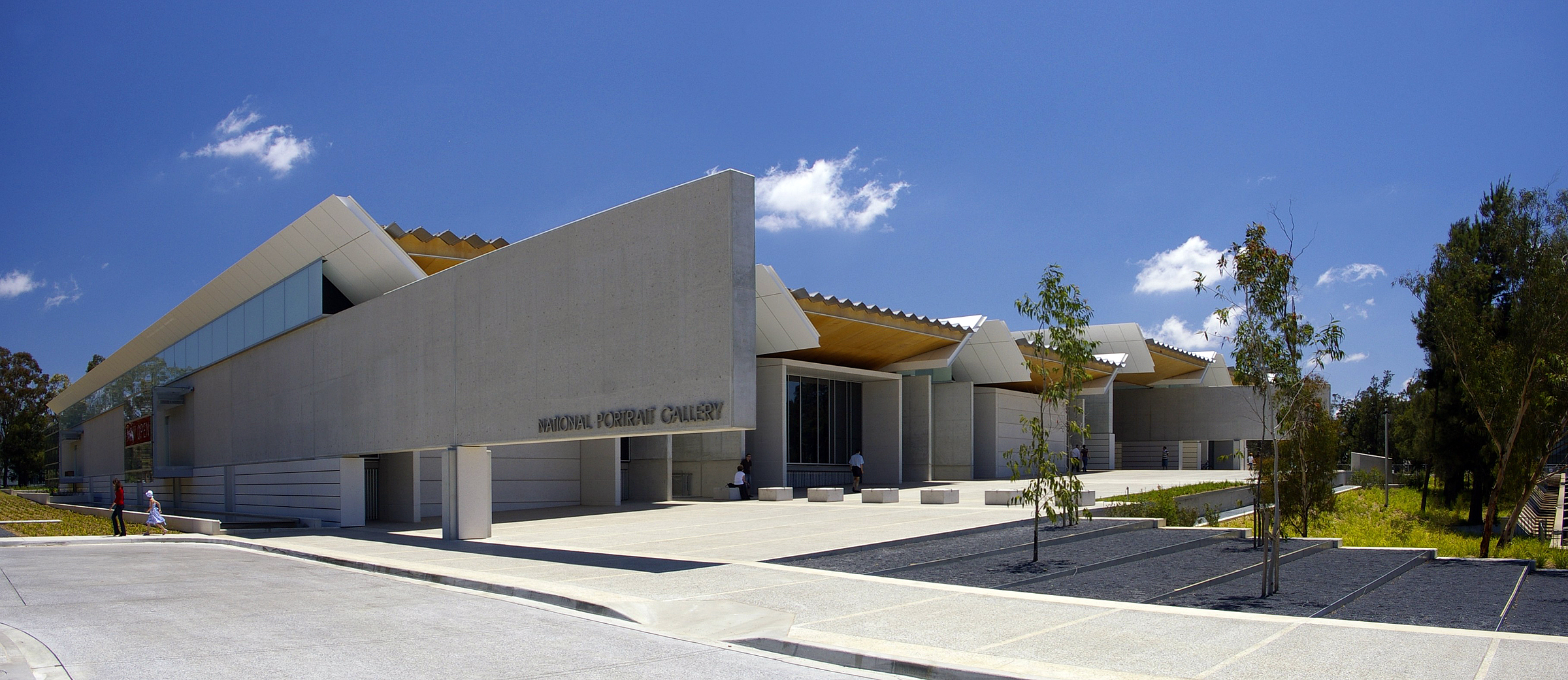
National Portrait Gallery
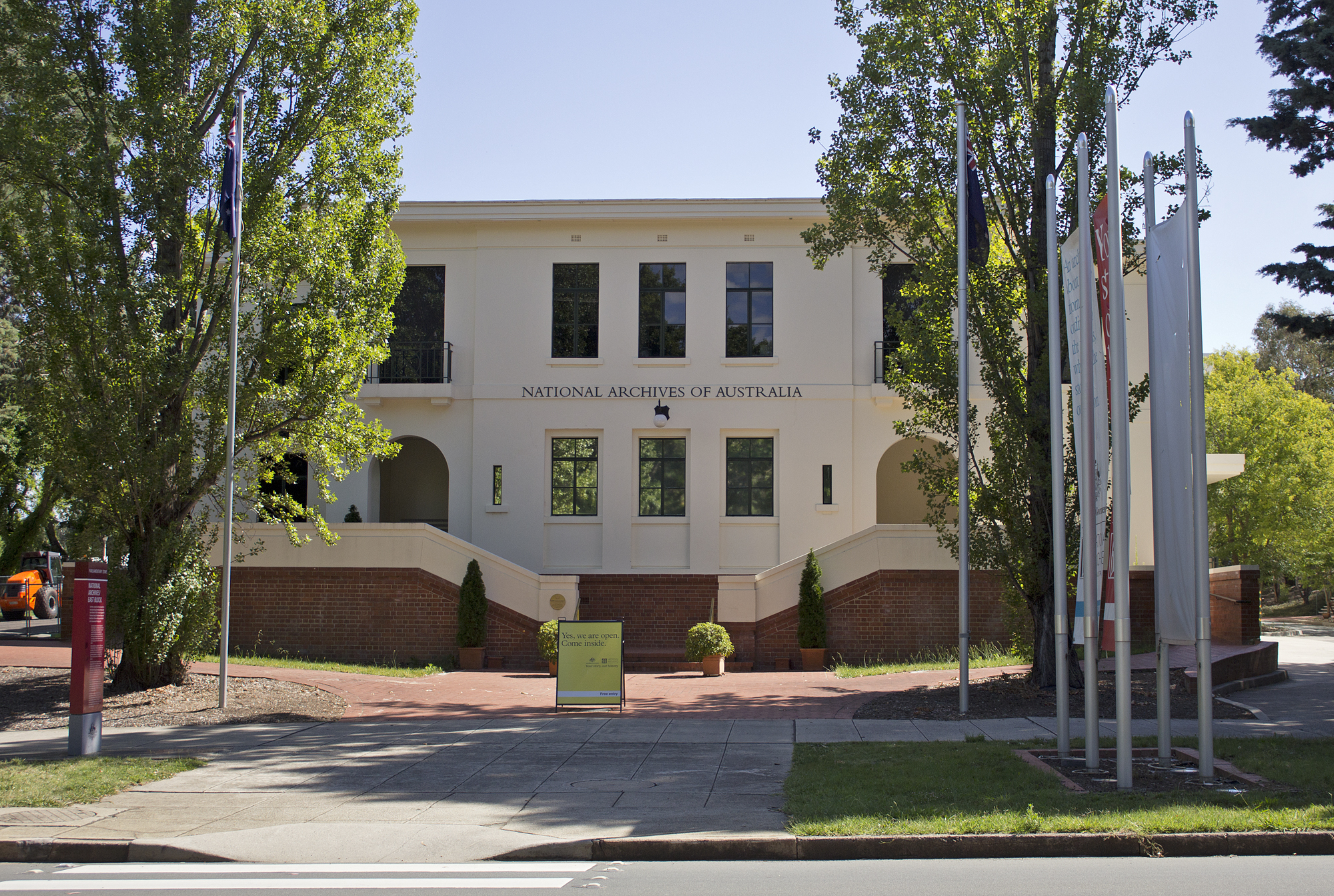
National Archives of Australia
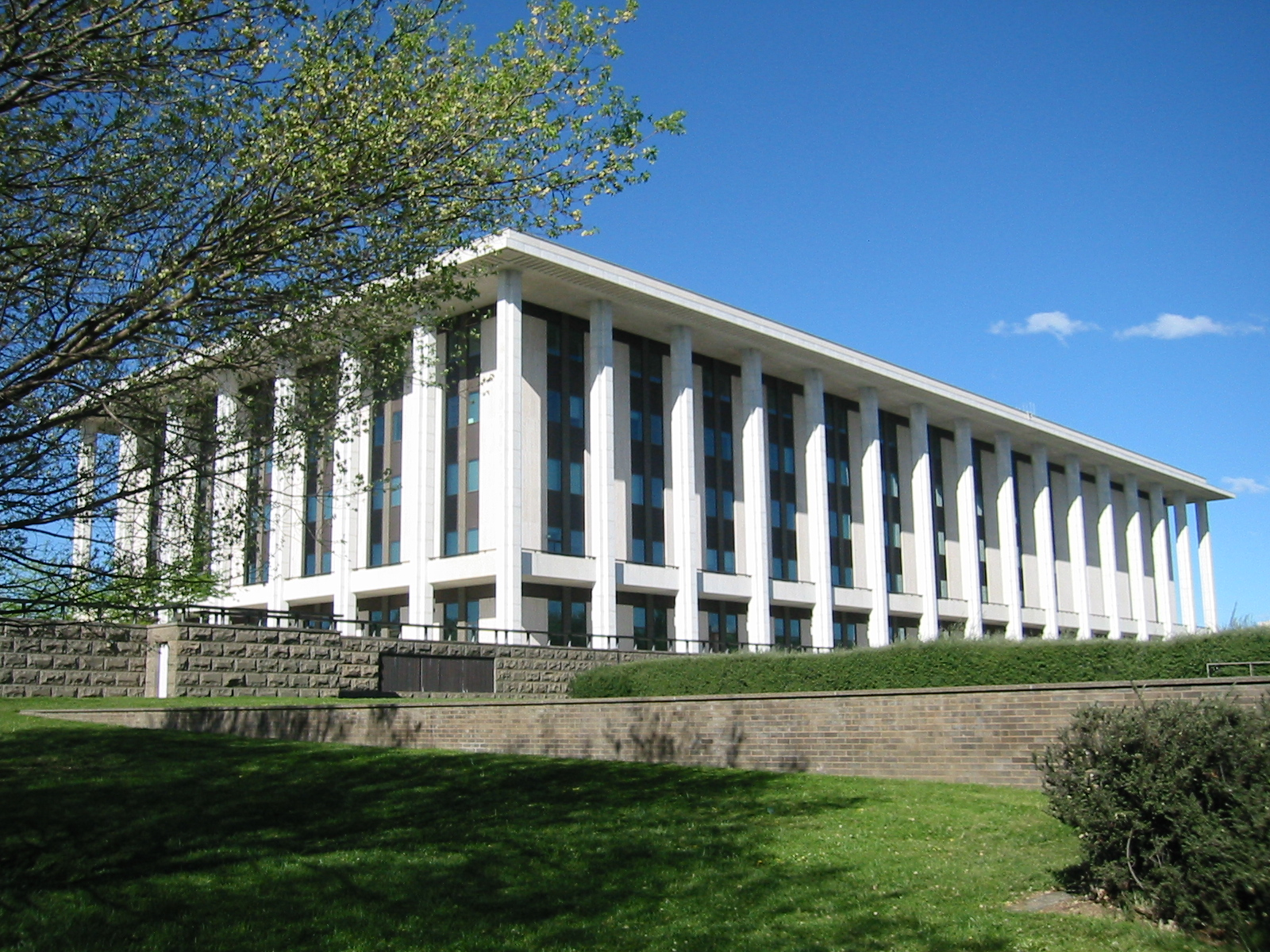
National Library of Australia
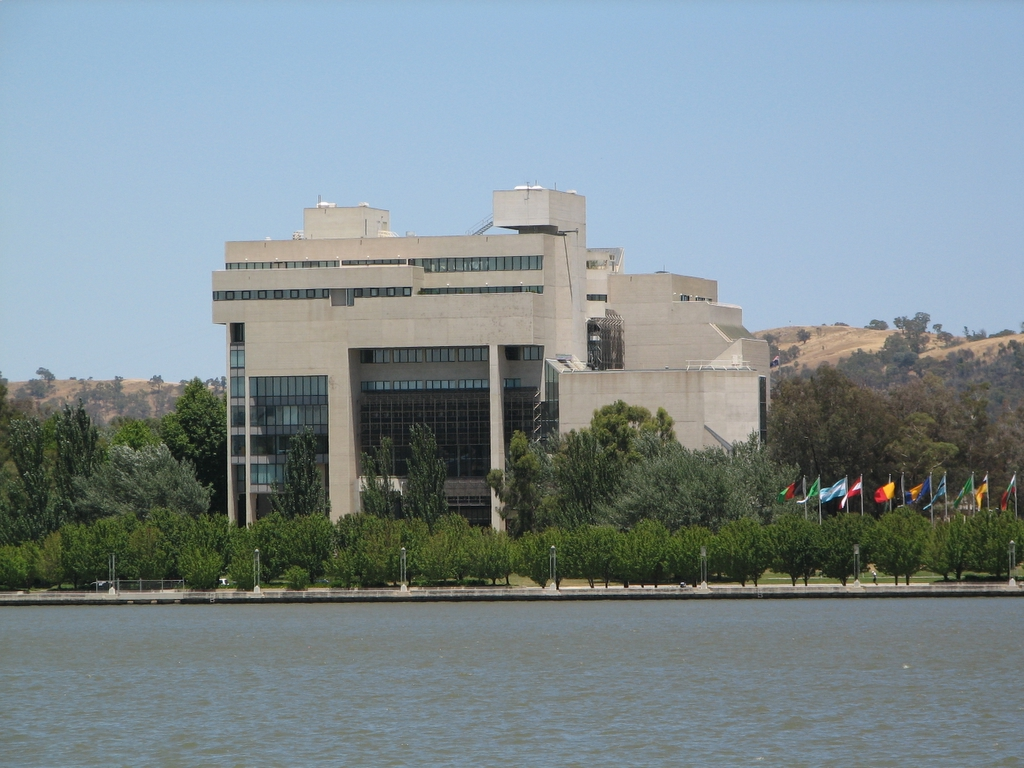
High Court of Australia
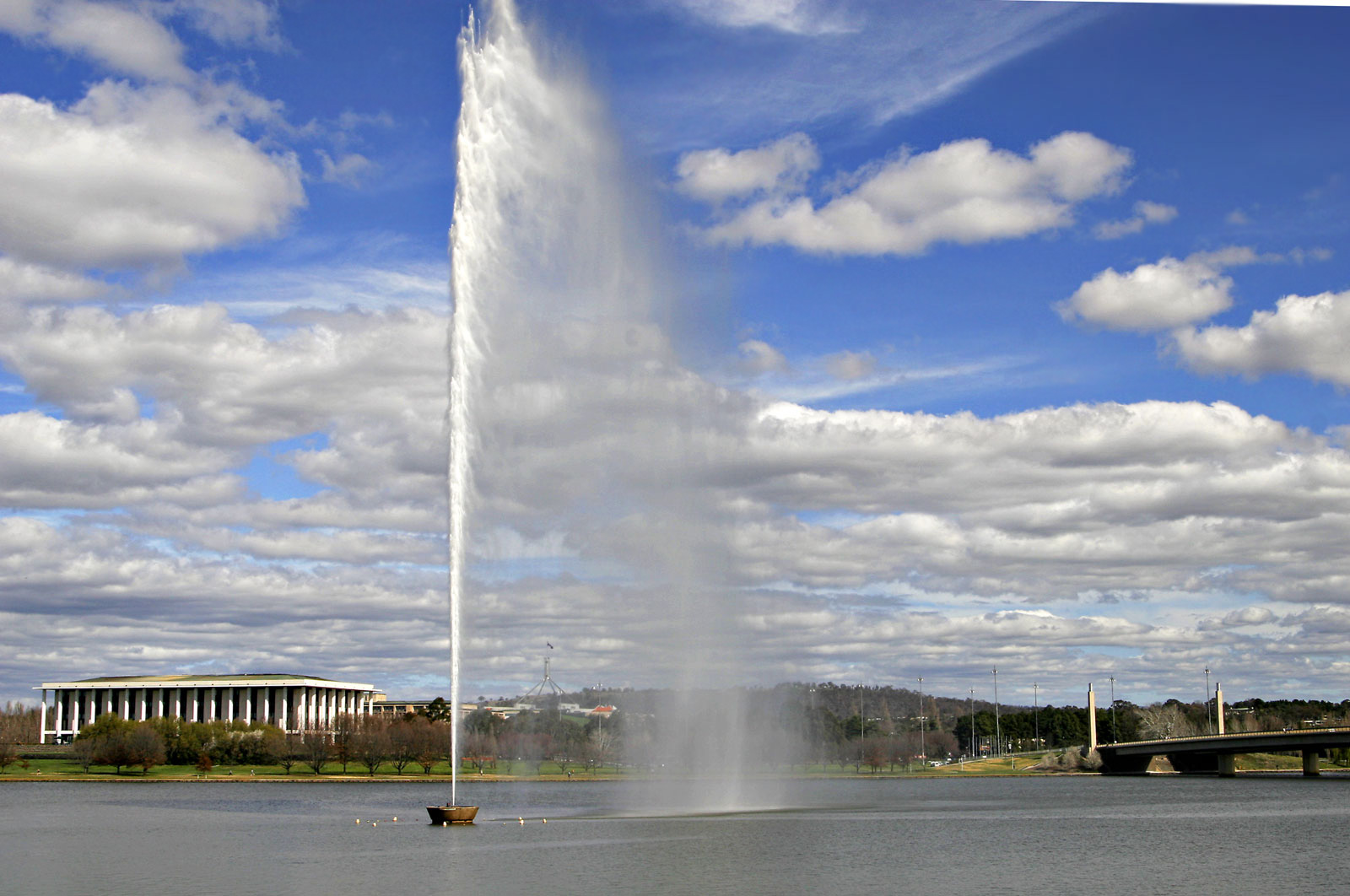
Captain James Cook Memorial
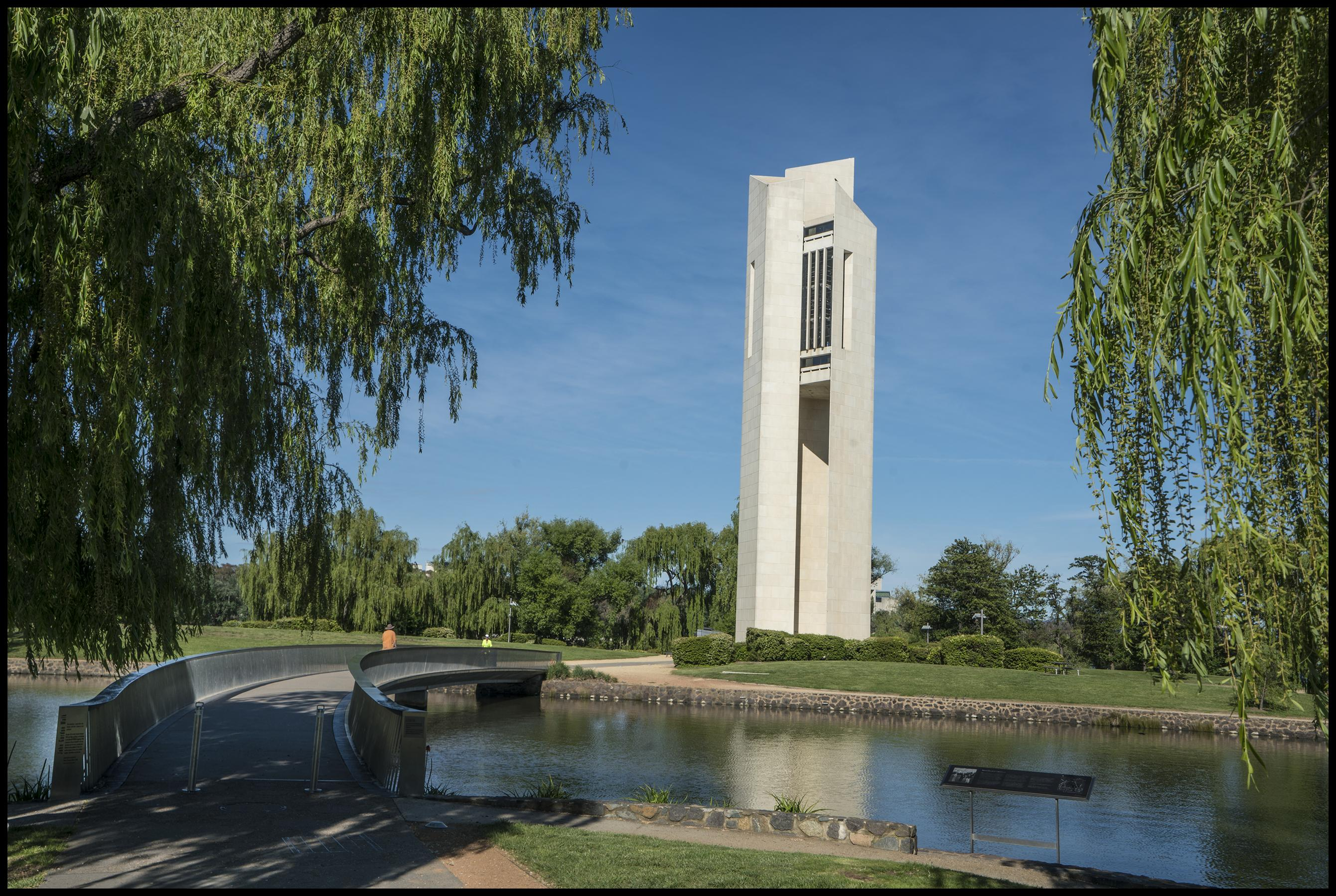
National Carillon
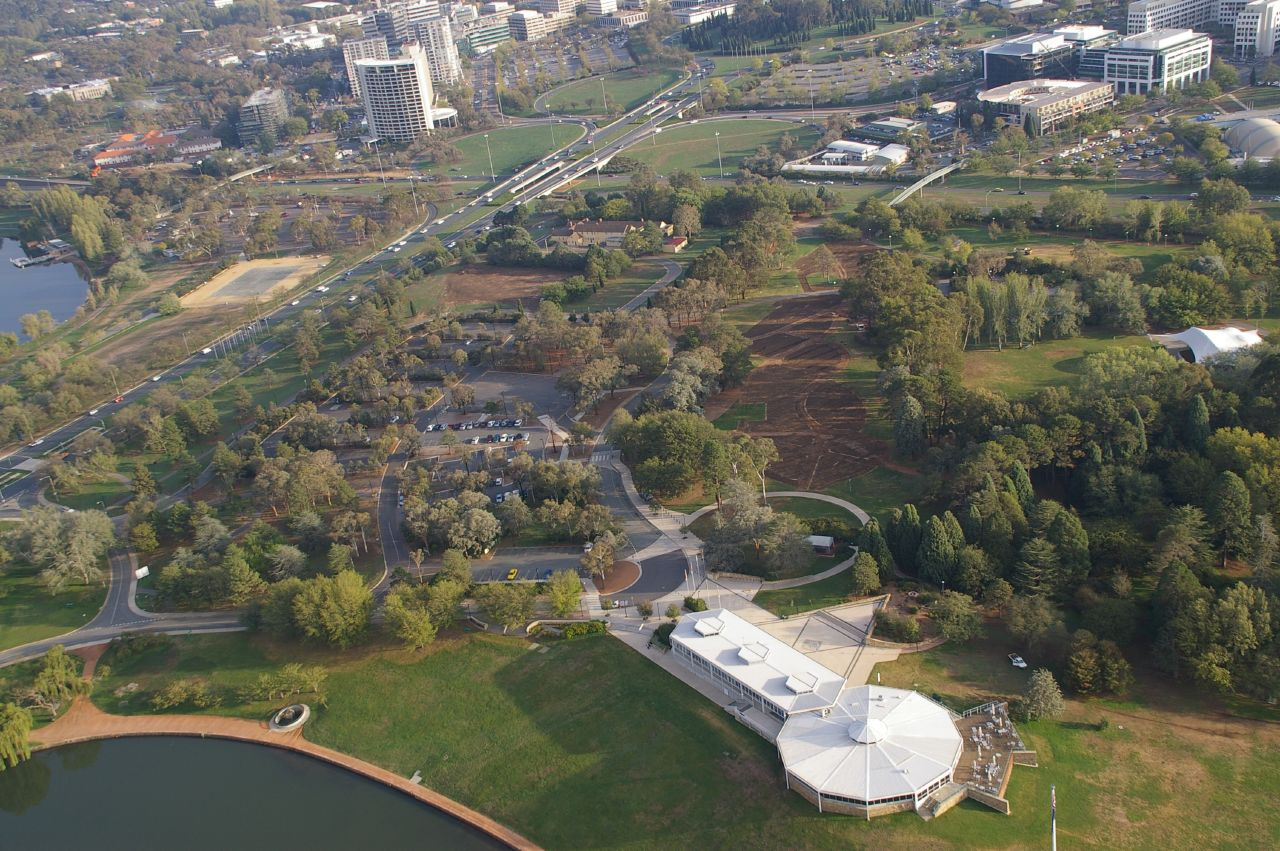
Commonwealth Park
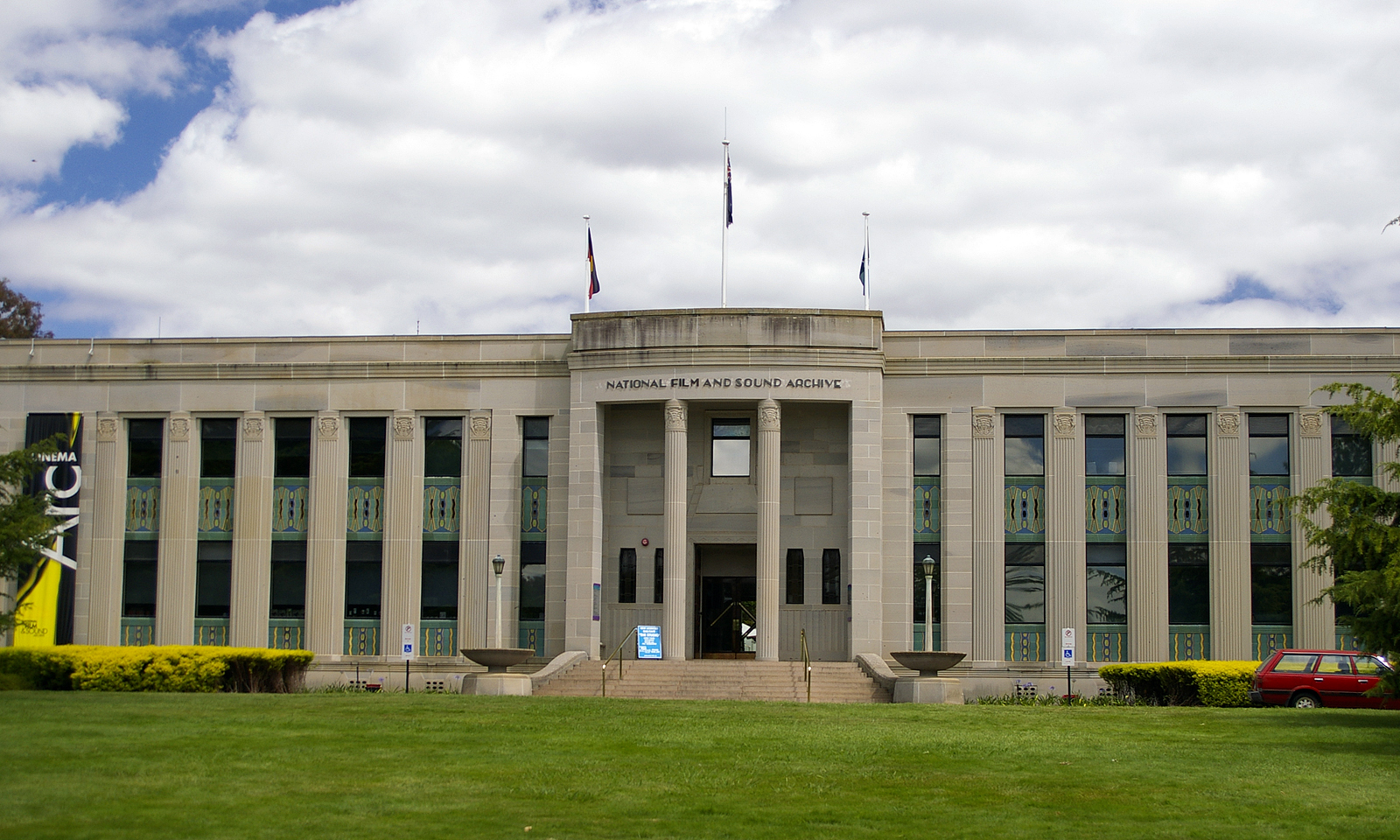
National Film and Sound Archive
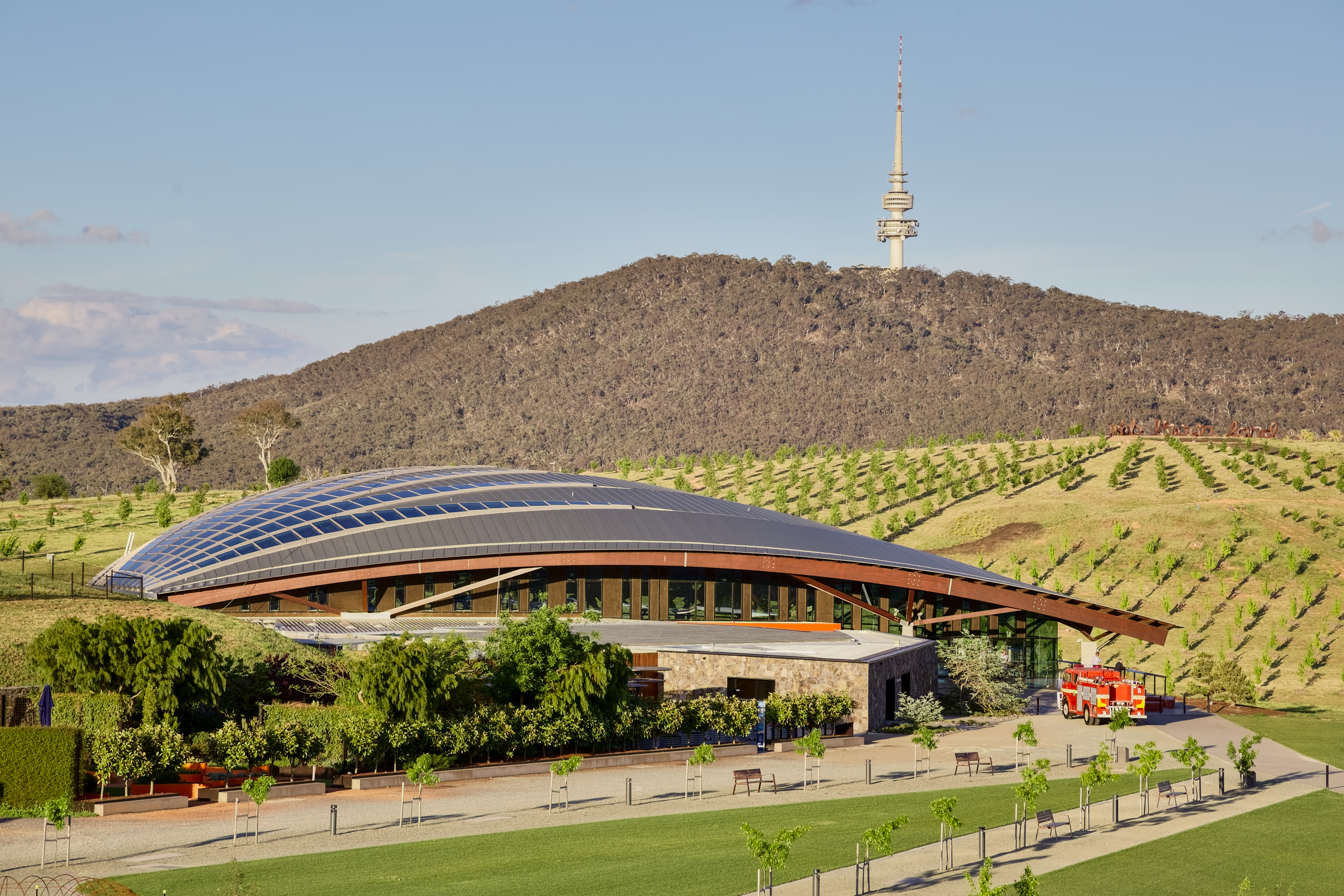
National Arboretum
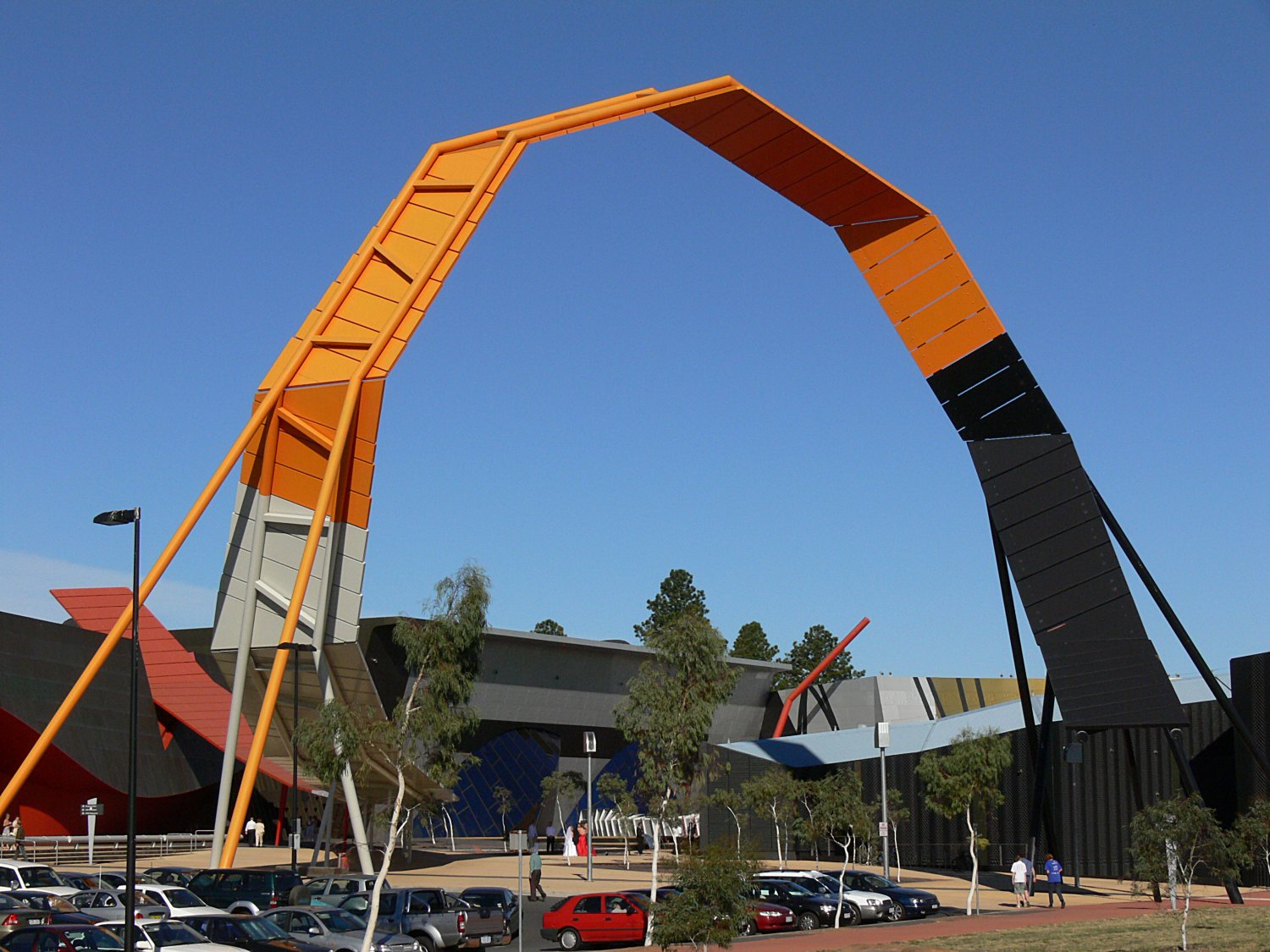
National Museum of Australia
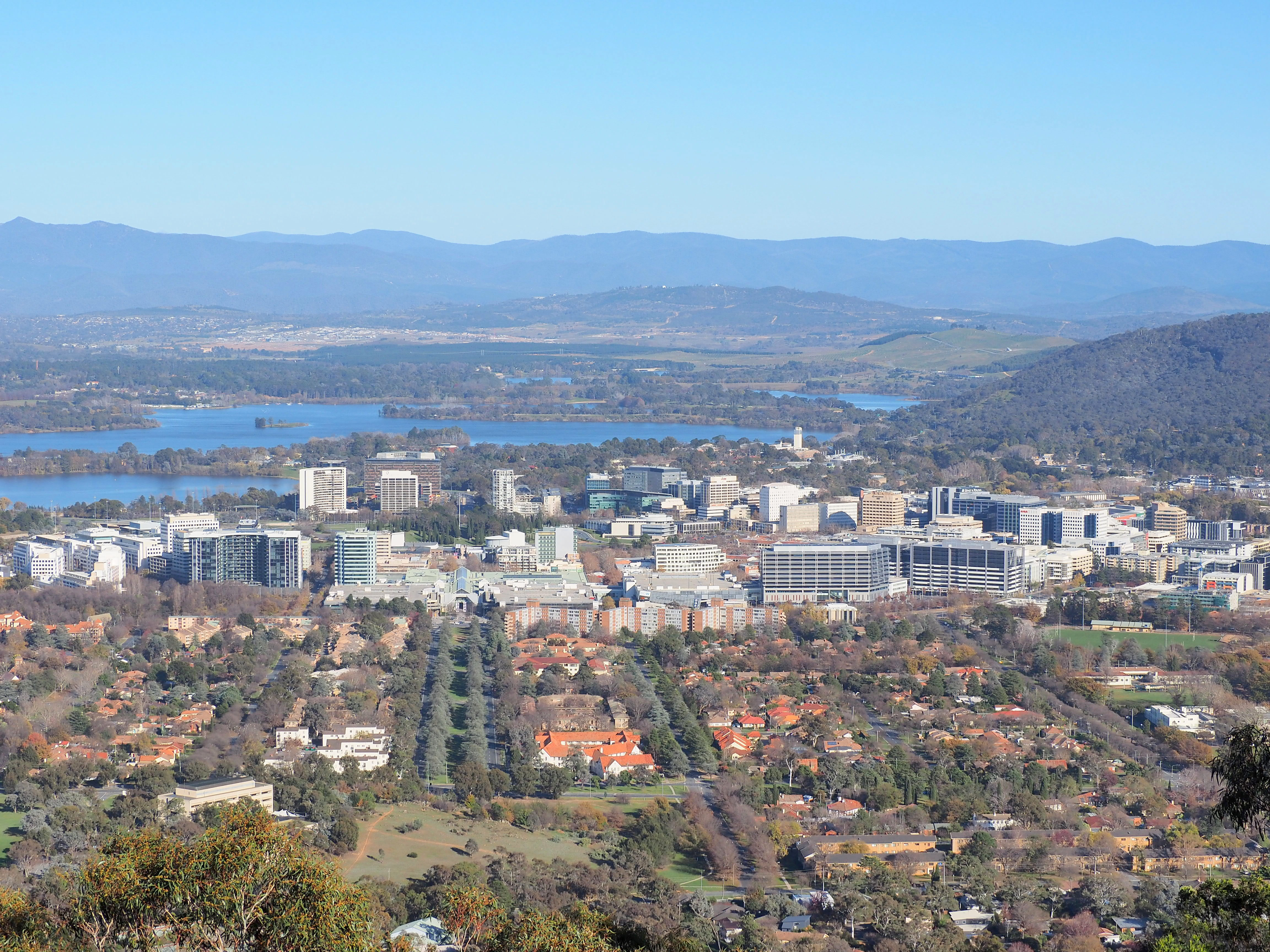
Stadtteil City
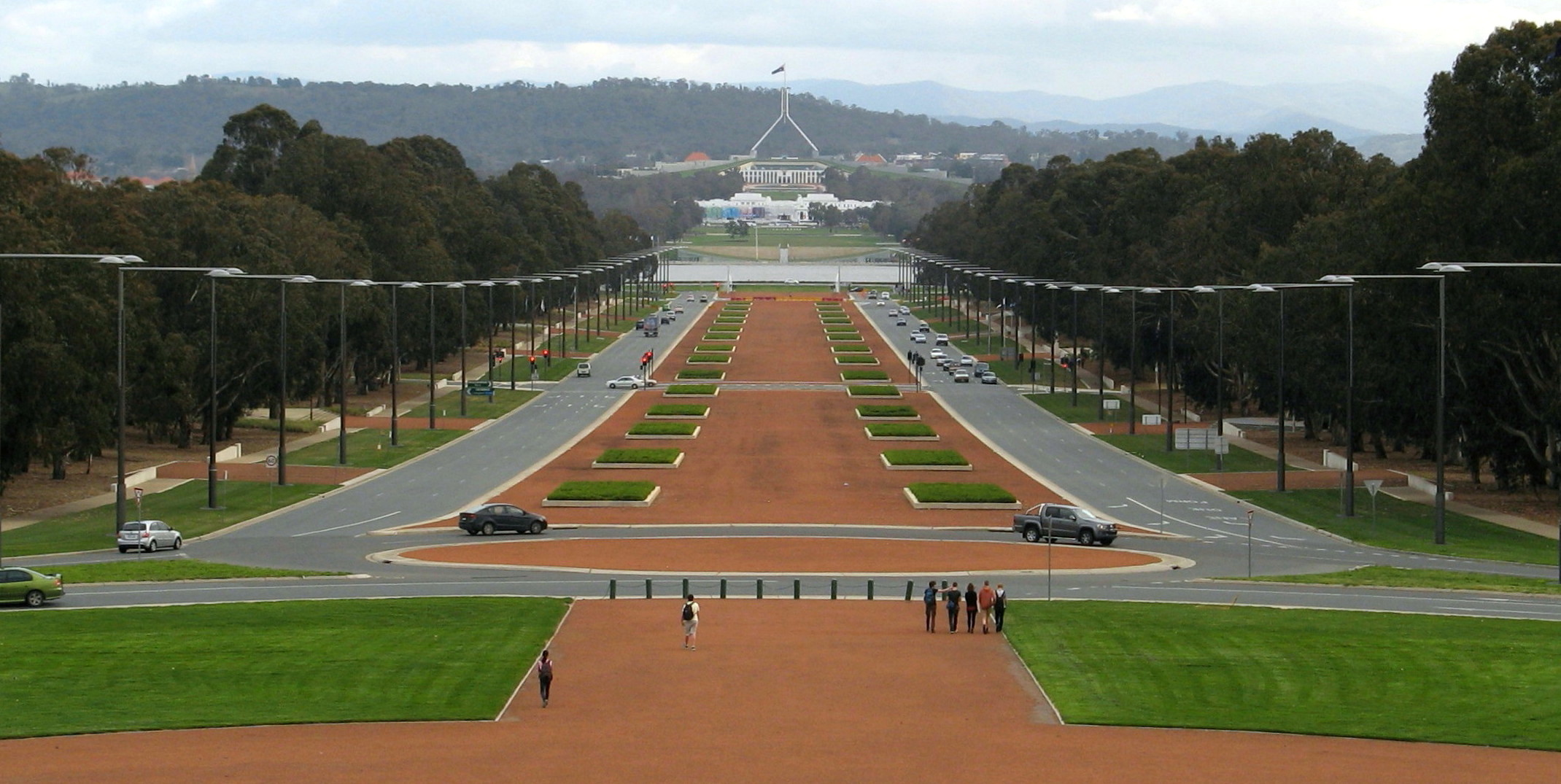
ANZAC Parade
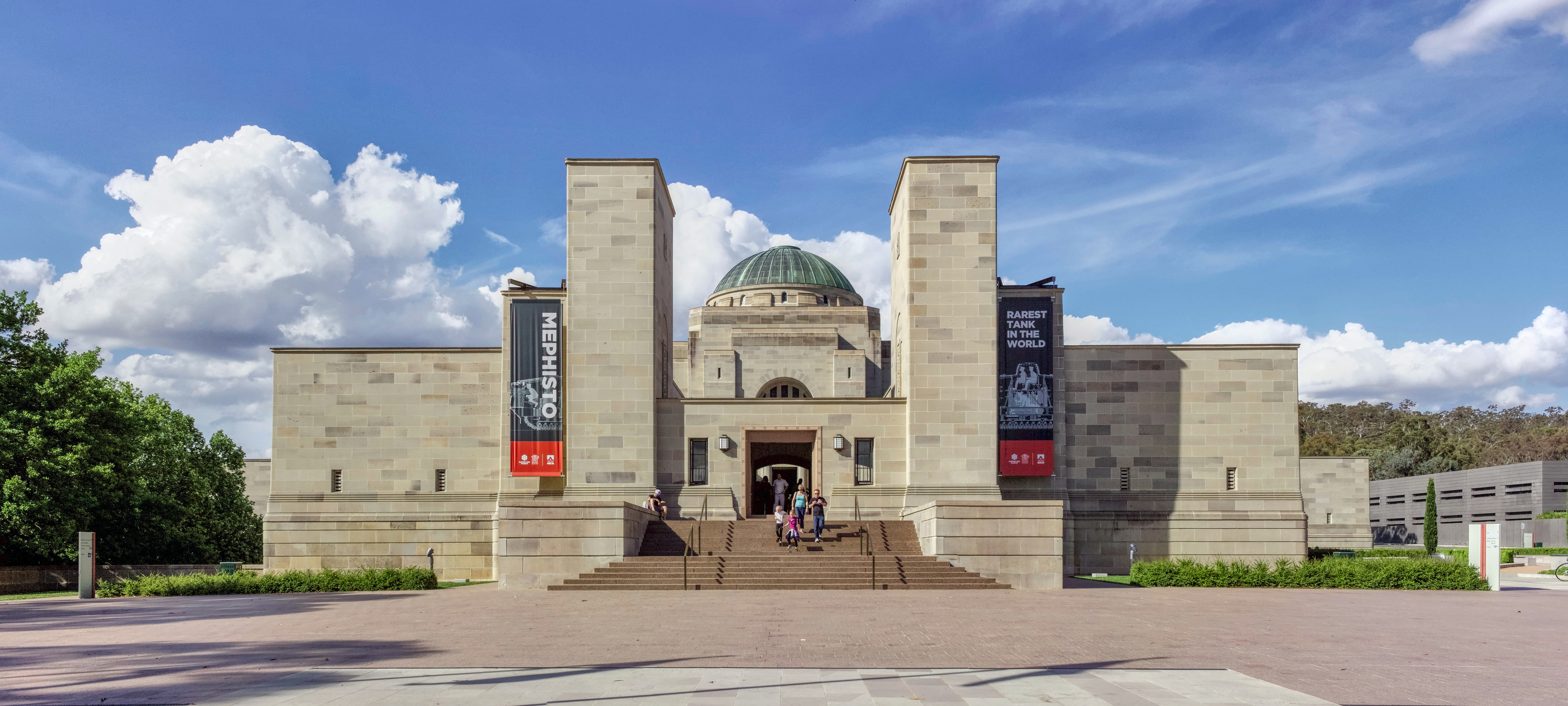
Australian War Memorial

Der Stadtteil City (umgangssprachlich Civic genannt) nördlich des Sees ist das zentrale Einkaufs- und Büroviertel der Stadt. Es ist eines der wenigen Stadtgebiete mit verdichteter Bebauung. Hier befinden sich unter anderem das Messezentrum sowie das Canberra Museum and Gallery, das sich mit Kunst und Geschichte Canberras befasst. Westlich der City liegt das Universitätsviertel Acton. Dort, am Fuße des Black Mountain, befinden sich das National Film and Sound Archive, die Australian National Botanic Gardens (botanische Gärten mit über 5500 einheimischen Pflanzenarten) und das National Arboretum. Die Südspitze der Acton-Halbinsel am See ist Standort des National Museum of Australia (Nationalmuseum), das mit seiner gewagten, futuristisch anmutenden Architektur auffällt.
Östlich der City, am Fuße des Mount Ainslie, erstreckt sich der „zeremonielle“ Bereich der Stadt. Die ANZAC Parade ist eine breite, von mehreren Denkmälern gesäumte Prachtstraße. Hier finden jeweils die Paraden zum ANZAC Day, einem der wichtigsten Feiertage Australiens, statt. An dieser Straße stehen die St John the Baptist Church, die älteste Kirche der Stadt, sowie das Australian War Memorial, das nationale Kriegerdenkmal. Rund zwölf Kilometer vom Zentrum entfernt findet man am nördlichen Stadtrand das National Dinosaur Museum (Dinosauriermuseum) mit der größten prähistorischen Sammlung der südlichen Hemisphäre.
Einige historische Wohnhäuser aus dem 19. Jahrhundert können besichtigt werden: Die Lanyon- und Tuggeranong-Gehöfte im Tuggeranong-Tal, das Mugga-Mugga-Haus im Stadtteil Symonston und Blundells Cottage in Parkes stellen Gegenstände aus dem Alltag der frühen europäischen Siedler aus. Das Culthorpes’ House auf dem Red Hill ist ein gut erhaltenes Beispiel der Architektur der 1920er Jahre. Das Duntroon House im Stadtteil Campbell war einer der ersten Gehöfte der Region und ist heute die Offiziersmesse des Royal Military College.

### Kultur und Nachtleben

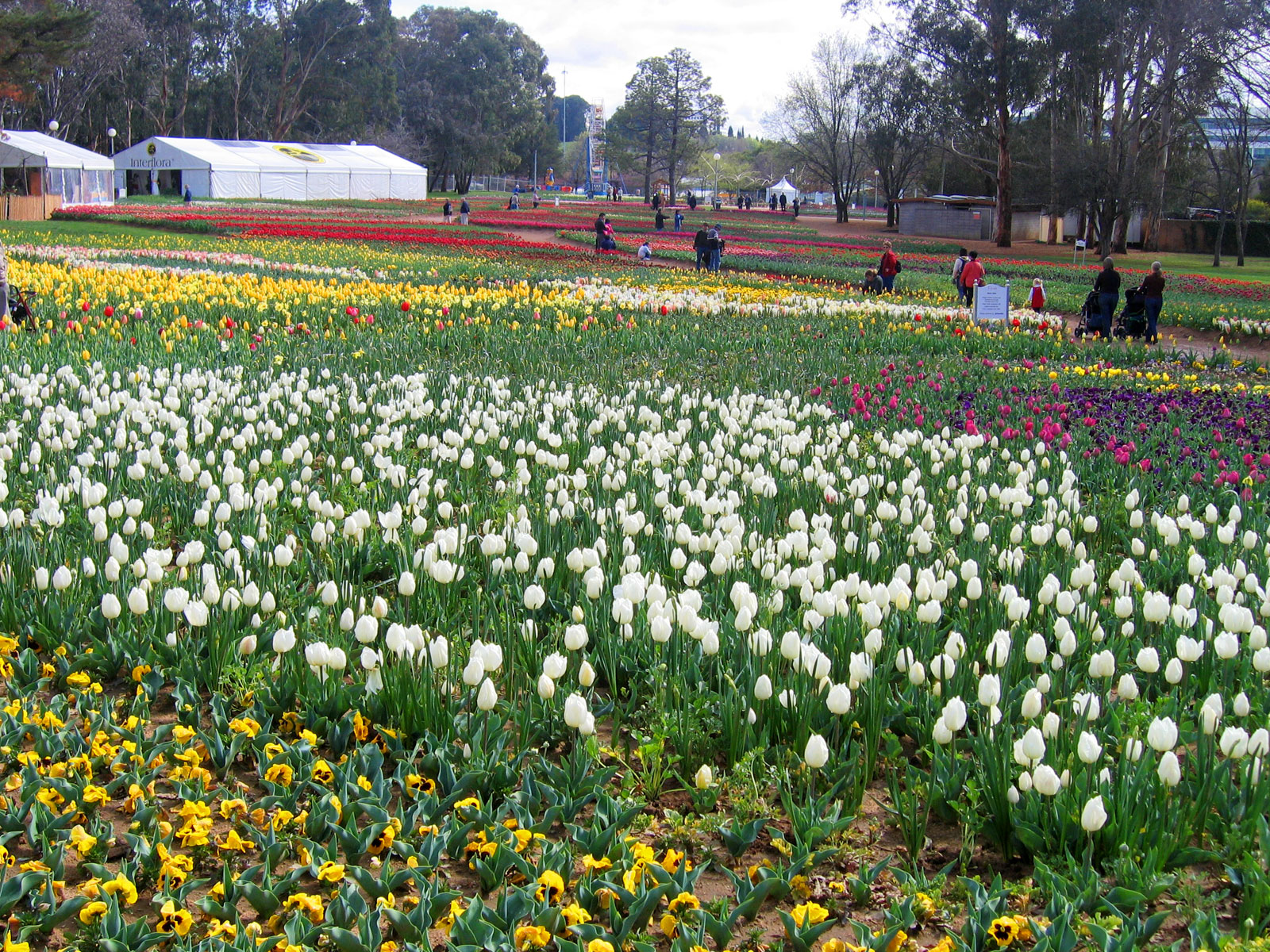
Impressionen von der Floriade

Neben den Museen hat die Stadt eine lebendige Livemusik- und Theaterszene vorzuweisen, die vor allem von den Studenten der Universitäten getragen wird. Die beiden größten Theater sind das Canberra Theatre mit 1244 und das Playhouse mit 618 Sitzplätzen, die auch für Konzerte verwendet werden. Das Street Theatre auf dem Gelände der Australian National University (ANU) ist auf Laienvorführungen spezialisiert. Ebenfalls auf dem Gelände der ANU befindet sich die Musikhochschule mit der Llewellyn Hall (1442 Sitzplätze), die als eine der renommiertesten australischen Konzerthallen für klassische Musik gilt. Zudem besitzen die meisten Gemeinschaftszentren in den Stadtteilen Einrichtungen für Theater- und Kinovorführungen sowie in allen Fällen eine Bibliothek.

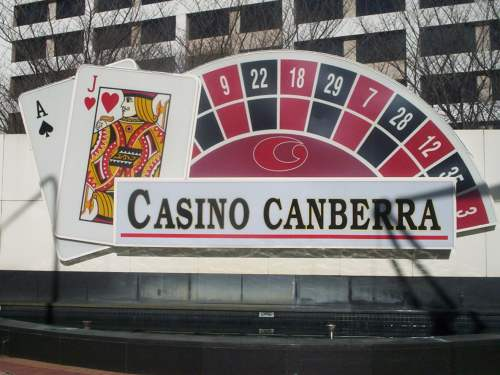
Das Spielkasino von Canberra

Canberra ist für zahlreiche mehrtägige Großveranstaltungen bekannt: Das erste des Jahres ist jeweils das Summernats-Automobilfestival im Frühsommer Anfang Januar. Im Februar folgen die Feuerwerksparade Enlighten Canberra und die Landwirtschaftsmesse Royal Canberra Show. Das Volksfest Celebrate Canberra vor dem Canberra Day, dem offiziellen Feiertag der Stadt, dauert zehn Tage. Jeweils in der Osterwoche findet das National Folk Festival statt. Die jedes Jahr von Mitte September bis Mitte Oktober stattfindende Floriade ist mit jeweils über 300.000 Besuchern die größte Gartenausstellung der südlichen Hemisphäre. Das Stonefest Ende Oktober auf dem Gelände der University of Canberra (UC) ist eines der größten Rock-Musikfestivals des Landes.
Das Casino Canberra ist das einzige Spielkasino der Stadt. Es wurde 1992 eröffnet und besitzt die alleinige Konzession, Glücksspiele anzubieten. Das Casino gehört Casinos Austria International. Im Casino gibt es jedoch keine Spielautomaten, denn dieses Recht steht wiederum nur den Bars und Clubs zu. Prostitution wurde zwar 1992 entkriminalisiert, ist jedoch von Gesetzes wegen auf die industriell geprägten Stadtteile Fyshwick und Mitchell beschränkt. Die vergleichsweise geringe Bevölkerungszahl hat zur Folge, dass das Nachtleben kaum mit jenem der großen australischen Metropolen mithalten kann. Darüber hinaus ist die Bevölkerungsdichte gering, sodass die verschiedenen Vergnügungseinrichtungen wie Bars, Clubs und Restaurants auf wenige Stadtteile in unmittelbarer Nähe zum Zentrum konzentriert sind. Das Nachtleben in Canberra (bzw. dessen angebliches Nichtvorhandensein) ist oft Gegenstand von Witzen auswärtiger Besucher.

### Sport

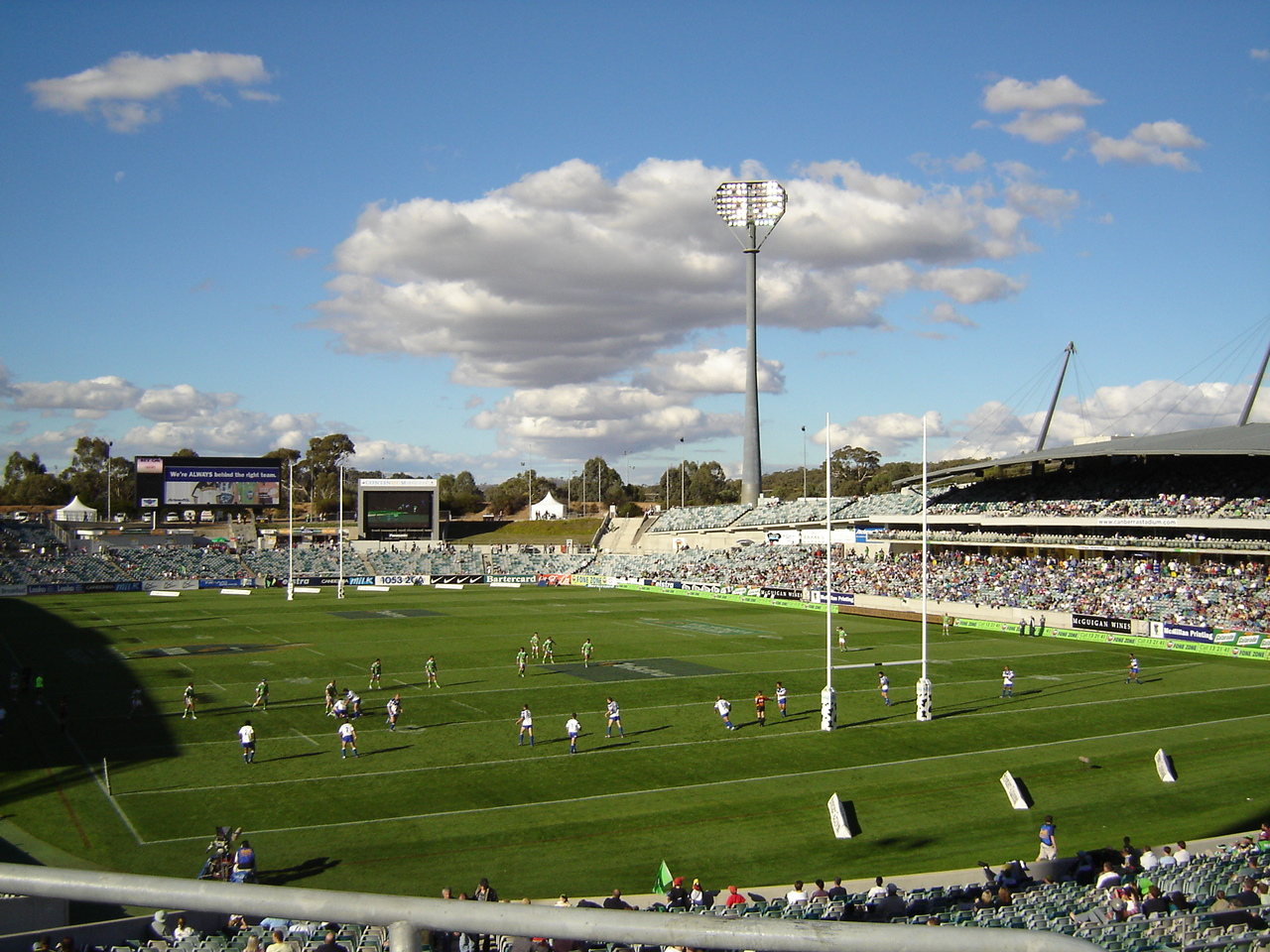
Ein Rugby-League-Spiel im Canberra Stadium

Neben zahlreichen lokalen Sportvereinen gibt es in Canberra mehrere Sportmannschaften, die nationalen und internationalen Ligen angehören. Die bekanntesten Teams sind die Canberra Raiders und die Brumbies, die Rugby League bzw. Rugby Union spielen und beide mehrmals Meistertitel gewonnen haben. Beide Teams tragen ihre Spiele im 1977 errichteten Canberra Stadium aus, mit 25.011 Sitzplätzen das größte Stadion der Stadt. Bis 1990 wurden hier auch Leichtathletik-Wettkämpfe ausgetragen. Während des Fußballturniers der Olympischen Sommerspiele 2000 und während der Rugby-Union-Weltmeisterschaft 2003 fanden hier einige Vorrundenspiele statt.
Ein weiteres großes Stadion ist das Manuka Oval für 16.000 Zuschauer, in dem Cricket- und Australian-Football-Spiele stattfinden. Eine Besonderheit ist, dass in der Stadt zwar kein Profiteam dieser beiden Sportarten beheimatet ist, zahlreiche auswärtige Teams aus Melbourne oder Sydney hier jedoch regelmäßig Heimspiele austragen. Das Prime Minister's XI ist ein traditionsreiches Cricketspiel, bei dem jedes Jahr eine vom Premierminister persönlich zusammengestellte australische Mannschaft gegen eine Nationalmannschaft aus Übersee antritt. Während des Cricket World Cup 1992 des Cricket World Cup 2015 fanden hier einige Partien statt.
Das Frauen-Basketball-Team Canberra Capitals gehört zu den erfolgreichsten Mannschaften Australiens und hat mehrere Male den australischen Meistertitel gewonnen. Weitere Mannschaften, die nationalen Ligen angehören, sind die AIS Canberra Darters (Netball), die Canberra Labor Club Lakers, die Canberra Labor Club Strikers (Herren- und Damen-Hockey), die Canberra Knights (Eishockey) und die Canberra Vikings (Rugby Union).
Canberra ist Austragungsort des Barassi International Australian Football Youth Tournament, des bedeutendsten Juniorenturniers im Australian Football. Weitere nennenswerte jährlich stattfindende Sportanlässe sind der Canberra Marathon, der Canberra Ironman Triathlon und die Canberra Rally. Darüber hinaus gibt es eine Pferderennbahn, den Canberra Racecourse. Von 2001 bis 2006 wurde das Tennisturnier Canberra Women’s Tennis Classic ausgetragen, 2009 war der Mount Stromlo am Stadtrand von Canberra der Austragungsort der Mountainbike-WM. Das seit 1981 bestehende Australian Institute of Sport (AIS) im Stadtteil Bruce ist ein spezialisiertes Bildungs- und Trainingsinstitut für Spitzensportler in zahlreichen Sportarten.
Den Einwohnern von Canberra stehen zahlreiche Sportanlagen zur Verfügung, darunter Cricket- und Rugbyplätze, Golfplätze, Skateparks, Tennisplätze und Schwimmbäder. Durch die ganze Stadt zieht sich auch ein ausgedehntes Netz von Radwegen. Die hügelige Gegend rund um Canberra ist bei Wanderern, Reitern und Mountainbikern sehr beliebt. Auf den Seen wiederum sind Wassersportarten wie Segeln, Rudern und Wasserski möglich.

## Wirtschaft und Infrastruktur

### Wirtschaft

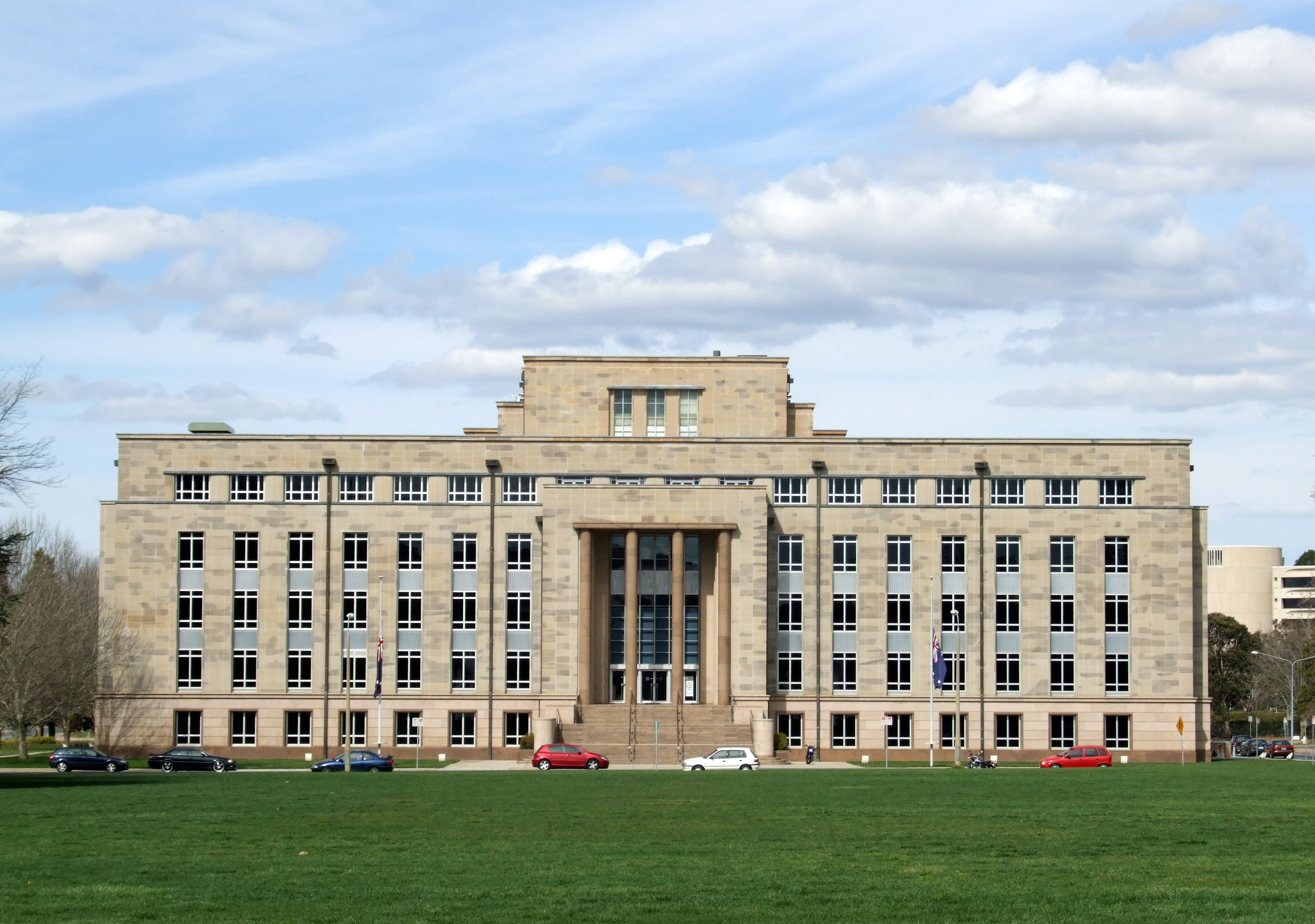
Viele Bewohner Canberras arbeiten für die Bundesregierung, im Bild das Finanzministerium.

Mit Abstand wichtigster Wirtschaftszweig der Stadt sind staatliche Verwaltung und Sicherheit. Zusammen erzeugten sie 27,1 % des Bruttosozialprodukts und beschäftigten sie 32,5 % aller Erwerbstätigen (Stand: 2018/19). Zu den wichtigsten Arbeitgebern im öffentlichen Dienst gehören das Parlament, das Verteidigungsministerium, das Finanzministerium, das Schatzamt, das Außenhandelsministerium und das Außenministerium. Mehrere Einrichtungen der Australian Defence Force befinden sich direkt in der Stadt sowie der näheren Umgebung.
Weitere wichtige Wirtschaftszweige gemessen an der Zahl der Beschäftigten sind Gesundheitswesen (10,5 %), Wissenschaft und Technologie (9,8 %), Bildungswesen (9,6 %), Handel (7,3 %), Tourismus (6,4 %) sowie Baugewerbe (5,8 %). Die Industrie in Canberra fokussiert sich auf Bereiche mit hoher Wertschöpfung wie beispielsweise Biotechnologie, Rüstung, Informationstechnologie, Umwelttechnologie und Raumfahrt. Eine wachsende Zahl von Software-Anbietern hat sich in Canberra niedergelassen, um von der Konzentration der staatlichen Kunden zu profitieren. Zudem wird Canberra zu einem Innovationszentrum für Informationssicherheit ausgebaut.
Im Februar 2020 betrug die Arbeitslosenquote in Canberra 2,9 %, deutlich unter dem nationalen Durchschnitt von 5,1 %. Als Folge der niedrigen Arbeitslosenquote sowie des hohen Anteils des Dienstleistungssektors und des öffentlichen Dienstes ist das Pro-Kopf-Einkommen höher als in allen anderen Hauptstädten der australischen Bundesstaaten. Das durchschnittliche Wocheneinkommen eines Einwohners von Canberra beträgt 1827 AUD, der landesweite Durchschnitt im Vergleich dazu 1658 AUD (März 2020). Der Mittelwert der Liegenschaftspreise in Canberra betrug 745.000 AUD im Februar 2020, was niedriger als in Sydney ist, aber höher als in allen anderen Hauptstädten. Der Mittelwert der Mietpreise wiederum ist nirgends so hoch wie in Canberra.
In einer Rangliste der Städte nach ihrer Lebensqualität belegte Canberra im Jahr 2018 den 30. Platz unter 231 untersuchten Städten weltweit.

### Verkehr

#### Nahverkehr

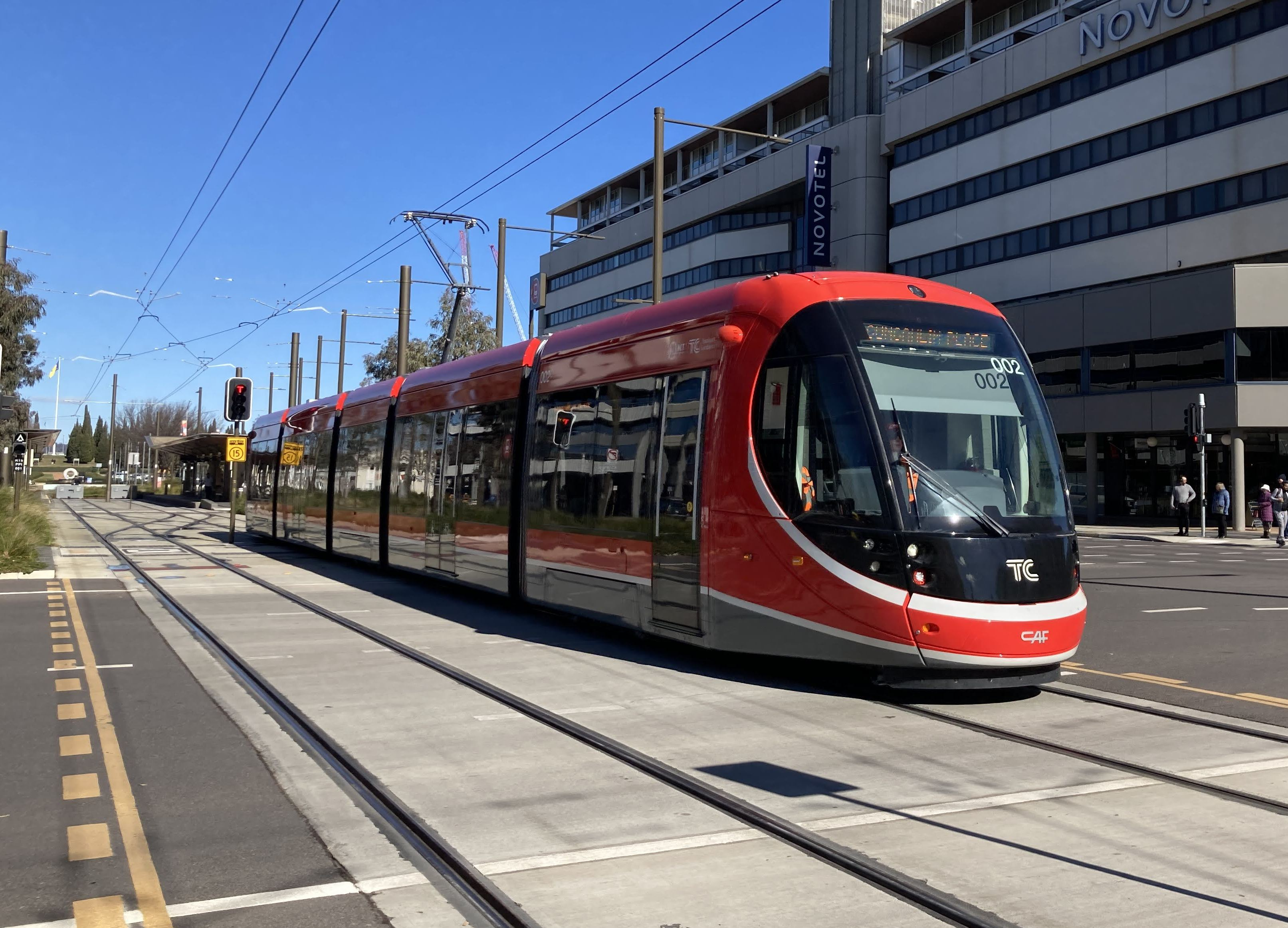
Stadtbahn Canberra

Das Automobil ist in Canberra das dominierende Verkehrsmittel. Planungsvorschriften führten zu einem weitläufigen Netz gut ausgebauter Straßen und zu einer niedrigen Bevölkerungsdichte, da die Bebauung über ein relativ großes Gebiet verteilt und nur an wenigen Orten konzentriert ist. Im Vergleich zu anderen australischen Städten sind die Fahrtzeiten über weite Distanzen relativ kurz. Staus gibt es nur selten und sie lösen sich während der Hauptverkehrszeit in der Regel nach kurzer Zeit auf. Die Stadtbezirke sind durch Parkways miteinander verbunden, richtungsgetrennte Schnellstraßen mit einer erlaubten Höchstgeschwindigkeit von 100 km/h. Ansonsten gilt ein Tempolimit von 50 km/h. Daneben ist in allen Stadtteilen ein gut ausgebautes Netz von zusammenhängenden Radwegen vorhanden; Canberra bezeichnet sich selbst als „Fahrradhauptstadt Australiens“.
Das städtische Busunternehmen Australian Capital Territory Internal Omnibus Network (ACTION) ist für den ÖPNV im gesamten Stadtgebiet zuständig. Das private Busunternehmen Qcity Transit verbindet Canberra mit benachbarten Städten in New South Wales. Obwohl die Pläne von Walter Burley Griffin dies vorsahen, gab es jahrzehntelang keine Straßen- oder Stadtbahn in Canberra. Die erste Etappe der Stadtbahn Canberra wurde am 20. April 2019 eröffnet. Sie ist zwölf km lang und verbindet das Stadtzentrum mit dem nördlichen Stadtteil Gungahlin. Der Auftrag war an ein Konsortium vergeben worden, an dem auch DB International beteiligt war. Eine zweite Phase ist in Planung. Die zwei in Canberra lizenzierten Taxiunternehmen heißen Canberra Elite und Cabexpress. Im Jahr 2016 wurden 7,1 % aller innerstädtischen Reisen mit öffentlichen Verkehrsmitteln unternommen, weitere 4,5 % zu Fuß.

#### Fernverkehr

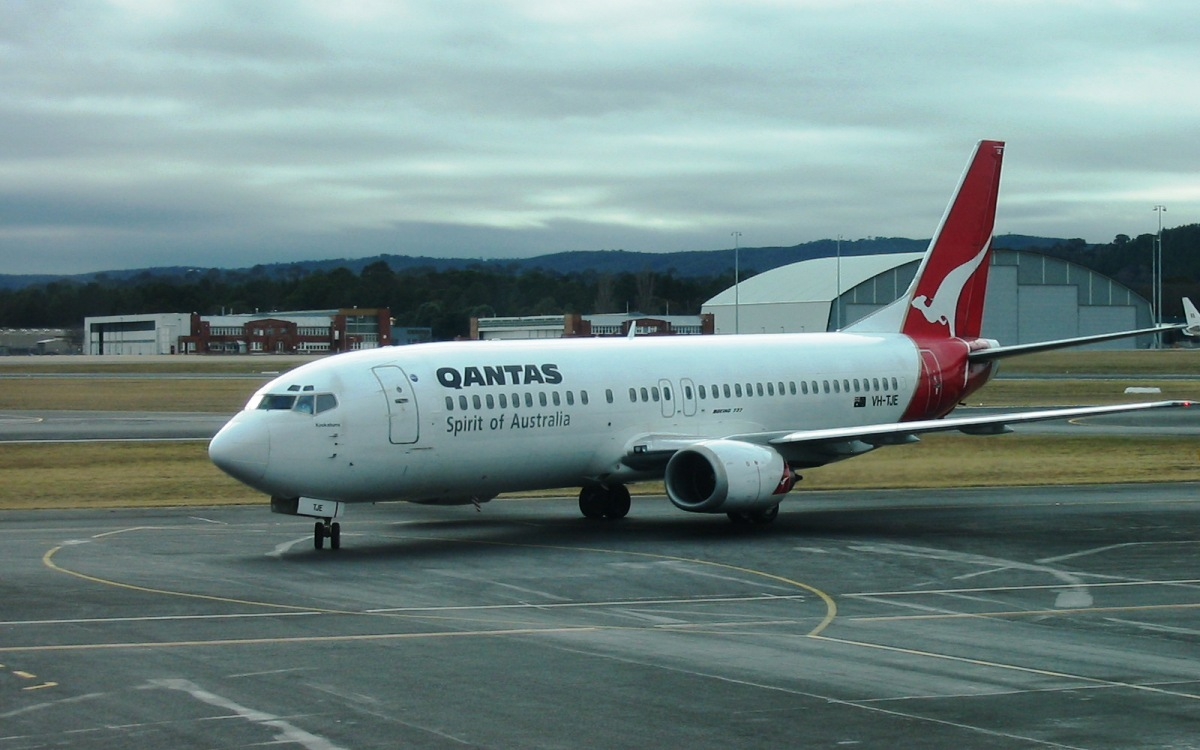
Passagiermaschine von Qantas am Canberra International Airport

Die Australian Capital Territory Railway – die Eisenbahninfrastruktur gehört dem Australischen Bund, wird aber von der Eisenbahn des Staates New South Wales betrieben – verbindet Canberra mit dem Eisenbahnnetz des Landes. Der Bahnhof Canberra befindet sich im Stadtteil Kingston. Von hier bietet die Eisenbahngesellschaft NSW TrainLink eine Linie nach Sydney an. Eine direkte Verbindung nach Melbourne gibt es nicht, so dass Reisende dorthin in Goulburn umsteigen müssen. Es gab verschiedentlich Pläne, zwischen Sydney, Canberra und Melbourne eine Neubaustrecke für den Hochgeschwindigkeitsverkehr zu bauen, diese erwiesen sich jedoch als wirtschaftlich unsicher. Die letzte Studie zu diesem Thema wurde 2013 veröffentlicht.
Per Auto ist Sydney über den Federal Highway und den Hume Highway in drei Stunden erreichbar. Die Fahrt nach Melbourne auf dem Barton Highway, der bei Yass auf den Hume Highway trifft, dauert rund sieben Stunden. In zwei Stunden können auf dem Monaro Highway die Skigebiete in den Snowy Mountains und der Kosciuszko-Nationalpark erreicht werden. Ebenfalls zwei Stunden dauert die Fahrt auf dem Kings Highway nach Batemans Bay, einem beliebten Badeort an der Küste des Pazifiks. Die Unternehmen Greyhound Australia und Murray Coaches bieten mehrmals täglich Fernbusse nach Sydney und Melbourne an.
Vom Canberra International Airport aus werden Flüge in die australischen Großstädte und zu einzelnen Regionalflughäfen in New South Wales angeboten. Es gibt keine Linienflüge in das Ausland, sondern nur Charterflüge – vor allem zur Urlaubssaison – mit einigen Überseezielen. Die frühere Royal Australian Air Force Base Fairbairn direkt neben dem Flughafen wurde 2003 aufgegeben. Bis dahin hatten sich zivile und militärische Luftfahrt die Start- und Landebahnen geteilt.

### Versorgung

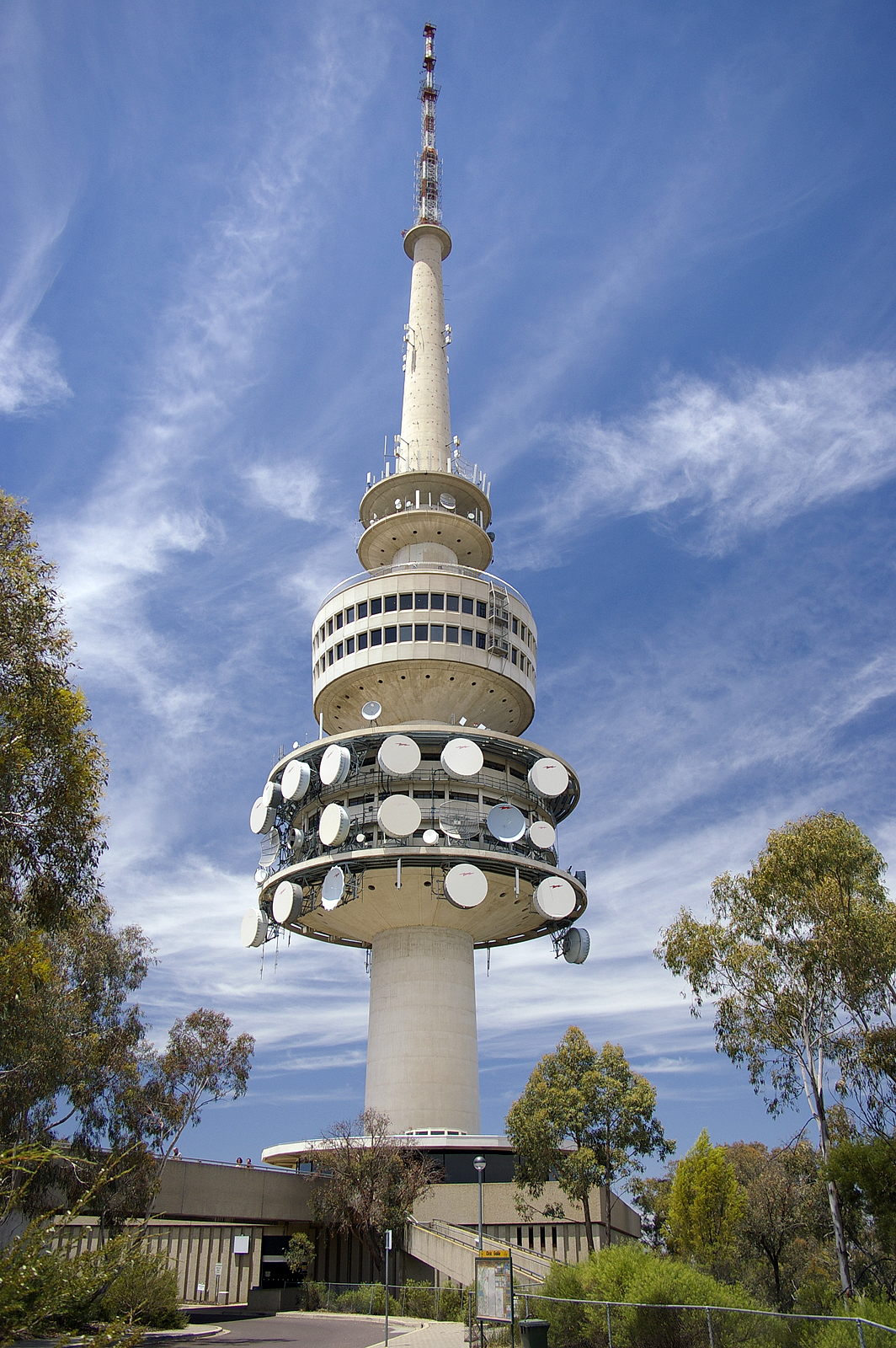
Black Mountain Tower

Die im Besitz der Regierung des ACT befindliche ACTEW Corporation ist für den Unterhalt der Wasserversorgungs- und Abwasserinfrastruktur von Canberra zuständig. ActewAGL, ein Joint-Venture der ACTEW Corporation und der Australian Gas Light Company, ist die Vertriebsgesellschaft für die Versorgung der Stadt mit Wasser, Erdgas und Elektrizität. TransACT, eine Tochtergesellschaft von ActewAGL, bietet auch Telekommunikationsdienstleistungen an. Das Trinkwasser wird in vier Reservoiren gesammelt; bei den Corin-, Bendora- und Cotter-Dämmen am Cotter River sowie beim Googong-Damm am Queanbeyan River. Letzterer liegt zwar in New South Wales, wird aber von der Regierung des ACT betrieben. Die ACTEW Corporation besitzt die zwei Kläranlagen von Canberra, diese befinden sich in Fyshwick und Lower Molonglo am Molonglo River.
Die elektrische Energie für Canberra stammt aus dem landesweiten Stromnetz und wird über Umspannwerke in den Stadtteilen Holt und Fyshwick eingespeist. In der Umgebung von Canberra stehen vier Solarparks mit einer installierten Leistung von mehr als 100 Megawatt. Das erste Kraftwerk Canberras, das Kingston Powerhouse, war von 1913 bis 1957 in Betrieb.
Wie in anderen Teilen Australiens werden terrestrische und mobile Telekommunikationsdienstleistungen von verschiedenen miteinander konkurrierenden Unternehmen angeboten. Der größte Teil der Infrastruktur ist im Besitz von Telstra, doch auch TransACT verfügt über einen bedeutenden Anteil. Auf dem Black Mountain steht der 195 Meter hohe Fernmeldeturm Black Mountain Tower (ehemals Telstra Tower und davor Telecom Tower).

### Gesundheitswesen

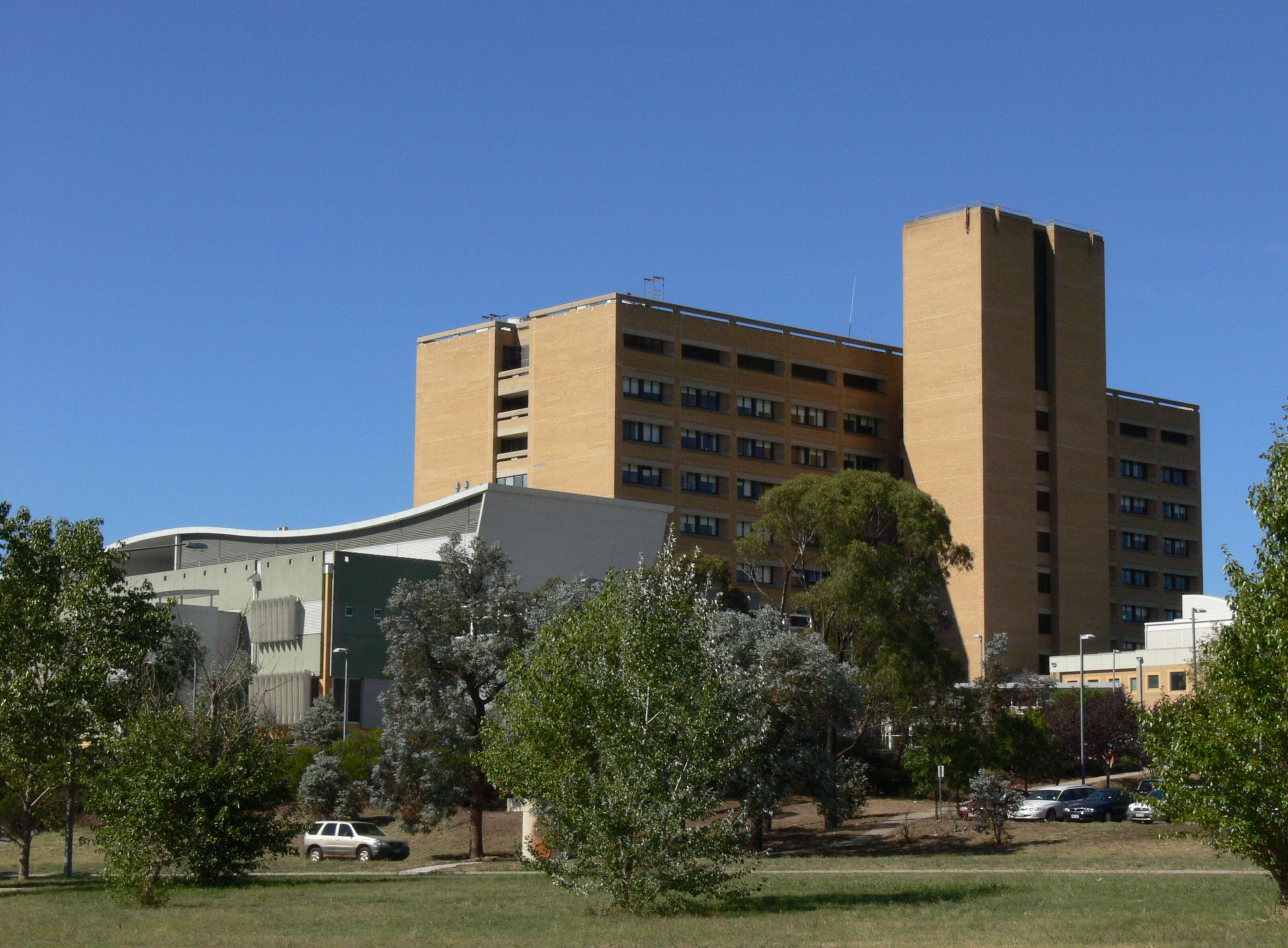
Das Canberra Hospital ist das größte Krankenhaus der Stadt.

Canberra verfügt über zwei große öffentliche Krankenhäuser, das Canberra Hospital in Garran mit 600 Betten und das Calvary Public Hospital in Bruce mit 174 Betten. Beide sind auch Lehrkrankenhäuser. Das größte private Krankenhaus Canberras ist das Calvary John James Hospital (ehemals John James Memorial Hospital) in Deakin. Weitere bedeutende Gesundheitsdienstleister sind das Calvary Private Hospital in Bruce und das National Capital Private Hospital in Garran. Zusätzlich zur Versorgung des Australian Capital Territory (ACT) übernehmen alle öffentlichen Krankenhäuser Notfälle und Überweisungen aus dem Einzugsgebiet im südlichen New South Wales und in der nördlichen Grenzregion Victorias.

### Bildung

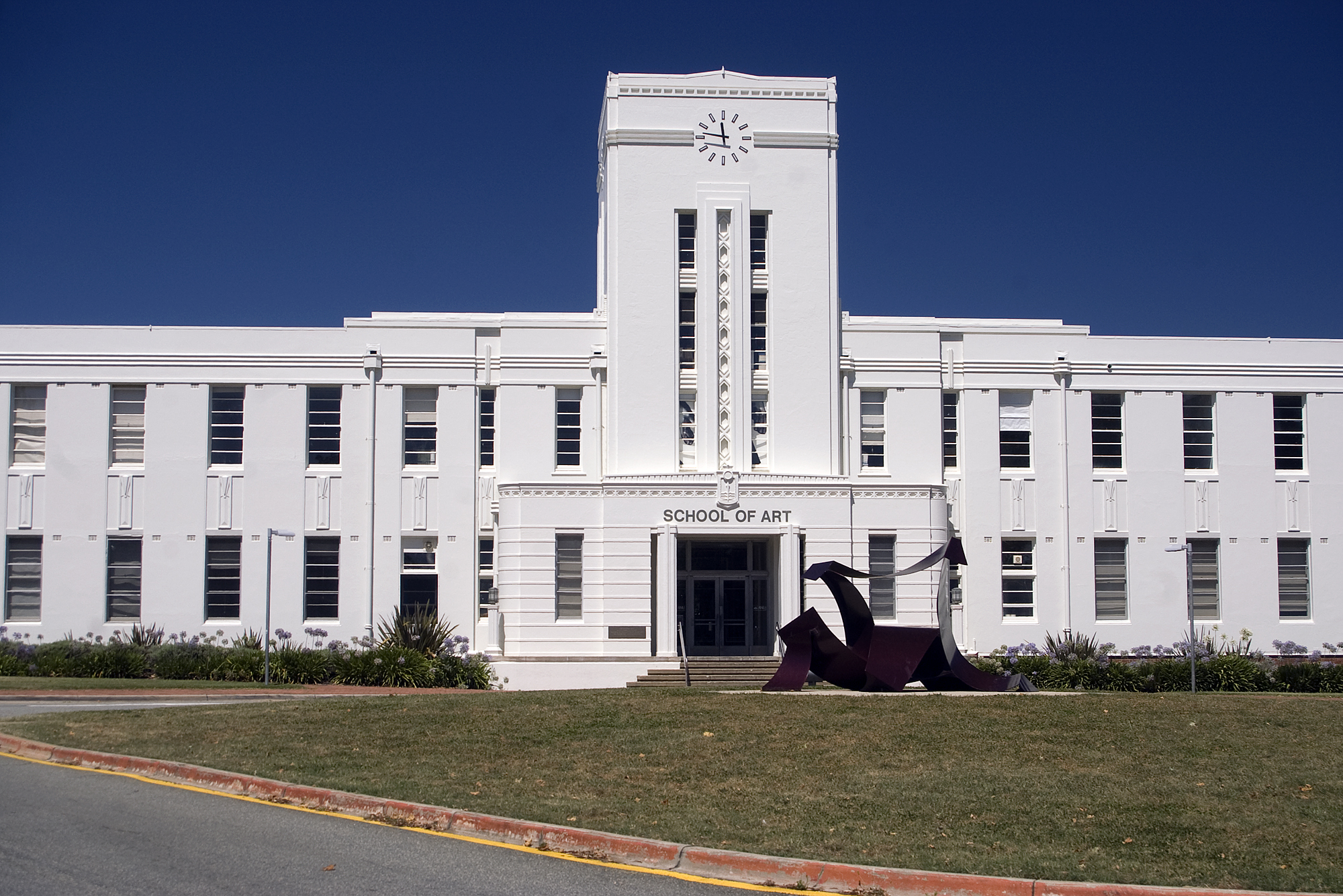
Kunsthochschule der Australian National University

Die beiden wichtigsten Bildungsinstitutionen sind die Australian National University (ANU) und die University of Canberra (UC). Die ANU wurde 1946 gegründet und war zunächst auf die Forschung durch Postgraduierte ausgerichtet. Auch heute liegt der Schwerpunkt vor allem bei der Forschung. Die ANU, die rund 25.000 Studenten zählt, gehört laut den Hochschulrankings von Times Higher Education und der Universität Shanghai zu den besten Universitäten der Welt. Die UC mit ihren rund 16.000 Studenten ist stärker auf praktische Ausbildung ausgerichtet. Die Australian Catholic University und die Charles Sturt University sind mit je einer theologischen Fakultät vertreten, Erstere im Stadtteil Watson, letztere in der Nachbarschaft des neuen Parlamentsgebäudes. Daneben gibt es zwei Militärschulen, die Australian Defence Force Academy und das Royal Military College. Canberra ist der Hauptsitz der Commonwealth Scientific and Industrial Research Organisation (CSIRO), der staatlichen Behörde für wissenschaftliche Forschung. Zu den Errungenschaften der CSIRO gehören unter anderem die Atomspektroskopie und der Kunststoffgeldschein. Südwestlich der Stadt, am Rande des Tidbinbilla-Naturreservats, befindet sich der Canberra Deep Space Communication Complex, eine zum Deep Space Network gehörende Radarantennenstation.
Im Jahr 2016 gab es in Canberra 132 Schulen, davon 87 staatliche und 45 private. Das Verhältnis der Schülerzahlen zwischen den staatlichen und privaten Schulen beträgt rund 60 zu 40 Prozent. Bei der Planung neuer Stadtteile achtete man darauf, dass in möglichst geringer Entfernung eine Vorschule und eine Grundschule vorhanden sind. Diese Schulen stehen in der Regel neben einer Grünfläche, um Sport und Spiel zu ermöglichen. Der Besuch der Vorschule ist zwar nicht obligatorisch, doch die meisten Kinder besuchen die von der Regierung finanzierten zwölf Wochenstunden. Die Grundschule umfasst sieben Klassen, den Kindergarten und die Jahre 1 bis 6. In den Schuljahren 7 bis 10 besuchen die Jugendlichen die High School, in den Jahren 11 bis 12 das College. Dies steht im Gegensatz zum Rest des Landes, wo die High School das 7. bis 12. Schuljahr umfasst.

### Medien

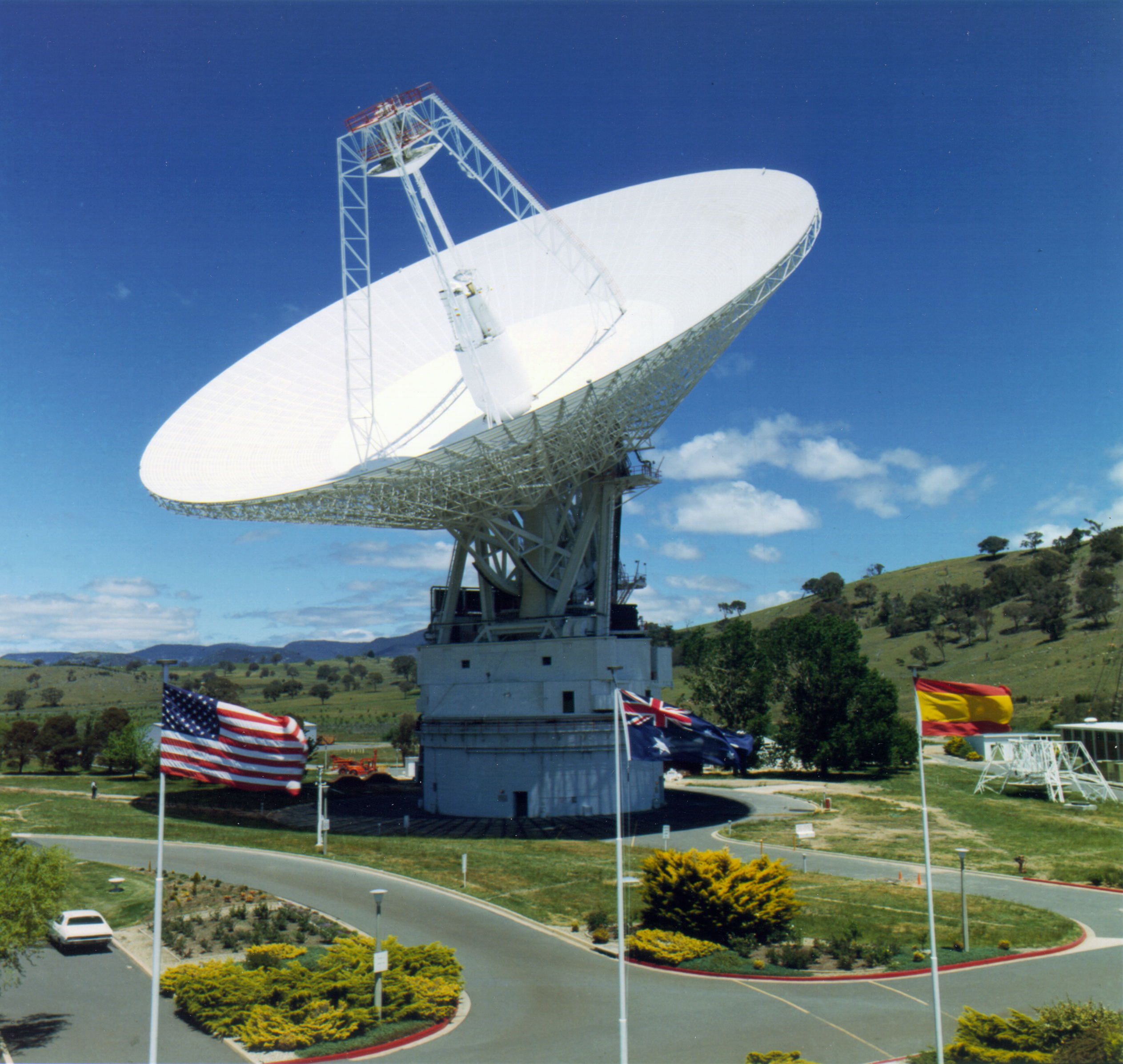
Canberra Deep Space Communication Complex

Da Canberra als Hauptstadt auch das Zentrum des politischen Geschehens in Australien ist, sind in der Stadt alle wichtigen Medien mit Außenstellen vertreten. Dazu gehören die Australian Broadcasting Corporation, die kommerziellen Fernsehsender und die Zeitungen der übrigen Großstädte. Viele dieser Medien sind in der press gallery vertreten, einer Gruppe von Journalisten, die aus dem Parlament berichten. Der National Press Club of Australia in Barton überträgt häufig sein wöchentliches Mittagessen, bei dem ein prominenter Gast, üblicherweise ein Politiker, eine halbstündige Rede hält, gefolgt von einer Fragerunde.
In Canberra erscheint eine Tageszeitung, die seit 1926 bestehende Canberra Times. Darüber hinaus erscheinen Gratiszeitungen für die einzelnen Stadtteile und einige Publikationen für besondere Interessengebiete. In der Stadt können mehrere analoge Fernsehstationen frei empfangen werden. Dazu gehören die Programme der öffentlich-rechtlichen Stationen ABC und SBS sowie die drei privaten Stationen Prime, WIN und Southern Cross. Ebenfalls frei empfangbar sind die digitalen Stationen ABC2 und SBS News. Foxtel bietet über Satellit zahlreiche Pay-TV-Programme an. Von TransACT sind Kabelfernsehen und Breitband-Internet erhältlich. In Canberra sind auch zahlreiche kommerzielle und nichtkommerzielle Radioprogramme empfangbar.

## Persönlichkeiten
- Caleb Antill (* 1995), Ruderer
- Alison Bai (* 1990), Tennisspielerin
- Andrew Barisic (* 1986), Fußballspieler
- Alex Bird (* 1985), Bahnradsportler
- Stewart Boswell (* 1978), Squashspieler
- Melissa Breen (* 1990), Sprinterin
- Ellie Brush (* 1988), Fußballspielerin
- Caroline Buchanan (* 1990), Radrennfahrerin
- Oscar Chamberlain (* 2005), Radrennfahrer
- Tony Clark (* 1954), Maler
- Isabel Coe (1951–2012), Aktivistin
- Dylan Cooper (* 1979), Mountainbiker
- Lara Cox (* 1978), Schauspielerin
- Paul Crake (* 1976), Radrennfahrer
- Tracey Davis (* 1977), Synchronschwimmerin
- Stef Dawson (* 1983), Schauspielerin
- Jed Drew (* 2003), Fußballspieler
- Annabel Ellwood (* 1978), Tennisspielerin
- Ben Ellwood (* 1976), Tennisspieler
- Gracie Elvin (* 1988), Radrennfahrerin
- Matthew Emerton (* 1971), Mathematiker
- Tobias Foskett (* 1975), Dirigent
- James Frawley (* 1994), Tennisspieler
- Frank Gambale (* 1958), Jazzgitarrist
- Jordan Gavin (* 1982), Eishockeyspieler
- Jason Geria (* 1993), Fußballspieler
- Georgia Griffith (* 1996), Mittelstreckenläuferin
- Emma Guo (* 1995), Schachspielerin
- Valentino Guseli (* 2005), Snowboarder
- Mack Hansen (* 1995), Rugby-Union-Spieler
- Lincoln Hall (1955–2012), Bergsteiger und Autor
- Amber Halliday (* 1979), Ruderin
- Belinda Halloran (* 1976), Triathletin
- Nathan Hart (* 1993), Bahnradsportler
- Francis Hegerty (* 1982), Ruderer
- Rebecca Henderson (* 1991), Mountainbikerin
- Kaden Hensel (* 1986), Tennisspieler
- Patricia Hewitt (* 1948), britische Politikerin
- Liv Hewson (* 1995), Schauspielerin
- Narelle Hill (* 1969), Judoka
- Jacqui Katona (* 1966), Aktivistin
- Laura Keating (* 1979), Squashspielerin
- Brianna Keilar (* 1980), Fernsehmoderatorin und Journalistin
- Matthew Kemp (* 1980), Fußballspieler
- Nick Kyrgios (* 1995), Tennisspieler
- Brent Larkham (* 1972), Tennisspieler
- Stephen Larkham (* 1974), Rugbyspieler
- Todd Larkham (* 1974), Tennisspieler
- Shane Lowry (* 1989), irisch-australischer Fußballspieler
- Steven Lustica (* 1991), Fußballspieler
- Hans Peter Manz (* 1955), österreichischer Diplomat
- Will Martina (* ≈1984), australischer Jazzmusiker
- Brad Mathas (* 1993), neuseeländischer Mittelstreckenläufer
- Michael Matthews (* 1990), Radrennfahrer
- James Meadley (* 1984), Radrennfahrer
- Thomas Meadowcroft (* 1972), Komponist
- Gail Miller (* 1976), Wasserballspielerin
- Patty Mills (* 1988), Basketballspieler
- Michael Milton (* 1973), Skirennläufer
- Sam Mostyn (* 1965), Anwältin und Geschäftsfrau
- Laura Moylan (* 1983), Schachspielerin
- Alexandra Nancarrow (* 1993), Tennisspielerin
- Campbell Newman (* 1963), Politiker
- Christine Nunn (* 1991), Squashspielerin
- Alex O’Loughlin (* 1976), Schauspieler
- Laura Peel (* 1989), Freestyle-Skierin
- Samuel Penderbayne (* 1989), Komponist
- Annerly Poulos (* 2003), Tennisspielerin
- Katrina Powell (* 1972), Hockeyspielerin
- Stuart Rendell (* 1972), Leichtathlet
- Christopher Ride (* 1965), Schriftsteller
- Kate Rigby (* 1960), Germanistin, Literaturwissenschaftlerin und Hochschullehrerin
- Tom Rogic (* 1992), Fußballspieler
- Anneliese Rubie-Renshaw (* 1992), Leichtathletin
- Mark Rummukainen (* 1982), Eishockeyspieler
- Angie Scarth-Johnson (* 2004), Sportkletterin
- Christoph M. Schmidt (* 1962), Volkswirt
- Anna Senior (* 1941), Kostümbildnerin
- Josip Šimunić (* 1978), Fußballspieler
- Eddie Smith (1926–1997), Radrennfahrer
- Neil Stephens (* 1963), Radrennfahrer
- Ross Stretton (1952–2005), Ballett-Tänzer und Choreograph
- Reshad Strik (* 1981), Schauspieler
- Rory Sutherland (* 1982), Radrennfahrer
- George Timotheou (* 1997), Fußballspieler
- Kiri Tontodonati (* 1994), italienische Ruderin
- Nikolai Topor-Stanley (* 1985), Fußballspieler
- Carl Valeri (* 1984), Fußballspieler
- Clare Warwick (* 1987), Softballspielerin
- Mia Wasikowska (* 1989), Schauspielerin
- Ben Williams (* 1977), Fußballschiedsrichter
- Lincoln Younes (* 1992), Schauspieler